# Nu (genre artistique)

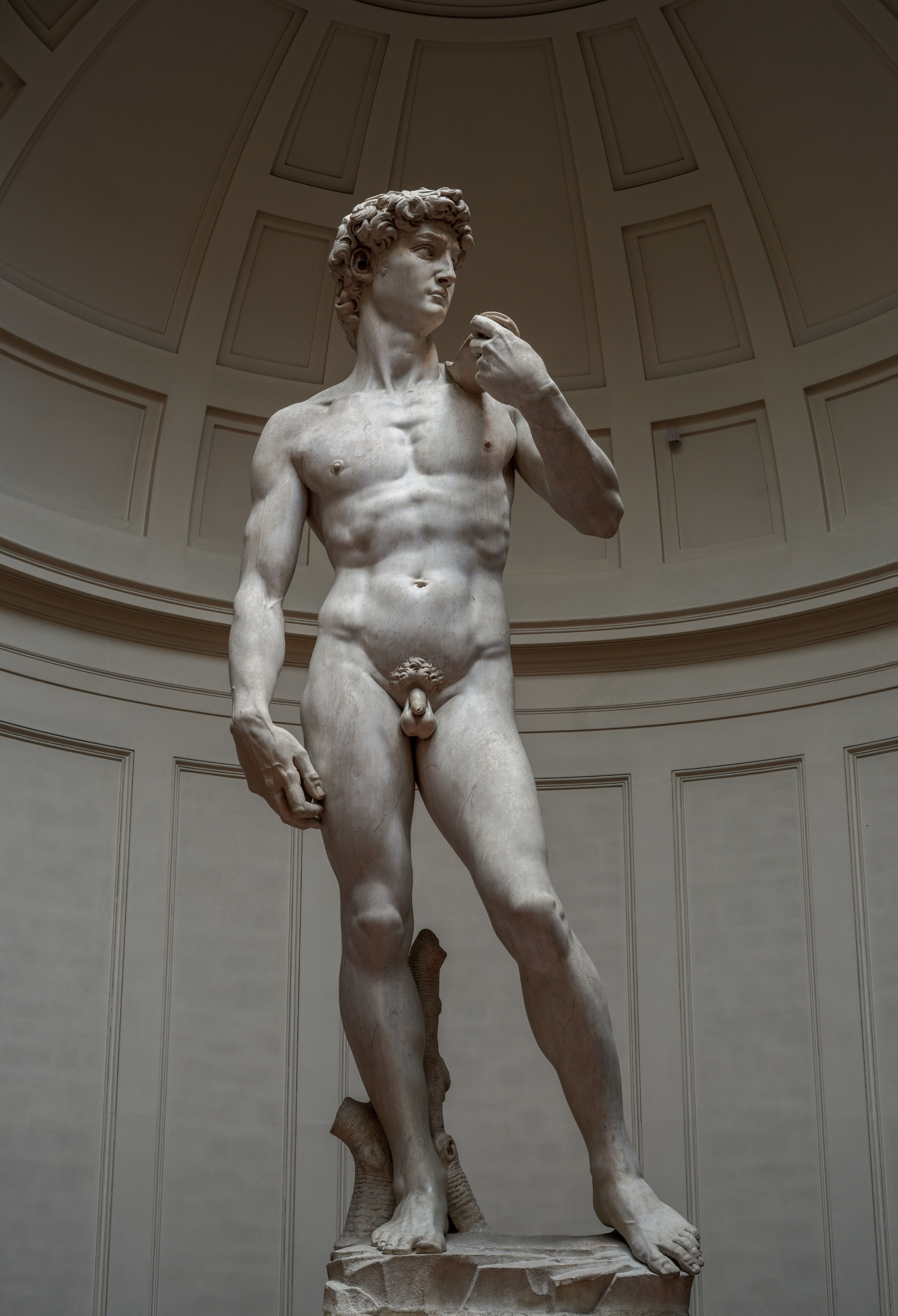
David de Michel-Ange, (1501-1504).

Le nu est un genre artistique qui consiste en la représentation du corps humain dans un état de nudité, et — par synecdoque – dans tout état qui fasse allusion à sa possible nudité, même si celle-ci n'est pas exactement représentée.
La représentation de corps nus est fréquente dans l'art européen, d'une part dans l'Antiquité et d'autre part depuis la Renaissance, avec une différence notable de genre, le nu masculin dominant dans l'Antiquité, et le nu féminin dans l'art européen depuis le XVIIe siècle.
Comme tradition, elle est entretenue par la conservation des œuvres dans les musées et par des enseignements esthétiques et pratiques, au premier plan desquels se trouve le dessin d'académie.

## Définition
Le nu est un des genres définis officiellement pour la description des œuvres conservées dans les musées. Selon la définition la plus rigoureuse, un nu est la représentation d'un corps humain entièrement découvert et entièrement représenté (« nudité intégrale »), à l'exclusion de toute autre chose.
On parle aussi de nu lorsque des œuvres présentent des figures totalement ou partiellement dévêtues comme accessoires de la composition. Ainsi le terme nu s'étend par synecdoque à des œuvres où un recadrage peut isoler un nu au sens strict, aussi bien qu'à des œuvres qui ne représentent pas le corps entier, mais qui montrent des parties du corps ordinairement cachées, etc.
Le critère de la présence ou non de voiles est d'ailleurs insuffisant. Les draperies ont été utilisées, depuis l'Antiquité, comme procédés stylistiques dans la représentation du corps nu, soit pour mettre des accents sur certaines formes (« draperie mouillée »), en masquer ou en simplifier d'autres, soit pour représenter le mouvement. Un nu académique peut ainsi être légèrement couvert.
La plupart des auteurs préfèrent traiter de la représentation de la figure humaine sans se soucier principalement de sa nudité. Certains auteurs comme Antoine Schnapper affirment explicitement que « le nu n'est pas un genre » ; il suffit à d'autres de ne pas utiliser cette caractéristique d'une œuvre ou d'un fragment d'œuvre comme critère de classement.

### Le nu dans l'histoire de l'art
Le nu ne s'est constitué comme une catégorie de la critique d'art qu'au début du XXe siècle. Auparavant, on parlait de « nudités » lorsque des corps apparaissaient sans vêtements dans une œuvre d'art. Pour l'Académie royale de peinture et de sculpture, dont les classements ont eu force de loi jusqu'à la Révolution française, les nudités n'étaient justifiées que dans la peinture religieuse ou de mythologie ou les allégories qui constituaient le domaine réservé de la peinture d'histoire. Le XIXe siècle est une époque de remise en question de ces conventions.
Alors qu'au début du XXe siècle apparaît la désignation de « nu », les artistes peintres remettent en cause l'art figuratif avec le cubisme, puis avec l'art abstrait. Pour la peinture, le nu est donc une catégorie largement rétrospective, au moment où elle apparaît. Hausenstein 1913, p. 640 conclut : « […] l'évolution récente […] est anti-illusionniste. […] l'art nouveau n'est plus l'objet d'une histoire de la représentation du nu. « Nu », « Corps » sont ici à peine une catégorie ». Il n'en va pas de même pour la sculpture et surtout pour la photographie.

## Nu dans l'art occidental

### Préhistoire
Les archéologues recherchent dans les peintures et sculptures de la préhistoire des renseignements sur le rapport que les hommes de cette époque avaient avec leur corps, et s'interrogent sur l'usage de ces objets[source insuffisante].
Les premières représentations humaines en général nous apparaissent nues. Les corps réduits à des formes symboliques précisent nettement les signes de différence sexuelle. Les formes stylisées des femmes peuvent être rondes, comme la Vénus de Willendorf dont le visage et les détails sont minimisés alors que les seins, le ventre (fécond) et le sexe sont accentués, ou bien longilignes, comme les poupées cycladiques ou la figurine de Schwartzort. Pour les hommes, le pénis est la plupart du temps noté par un trait ; on trouve aussi des figures au phallus proéminent[réf. souhaitée].
Hausenstein 1913 traite dans les mêmes sections les productions des peuples contemporains dont le niveau de développement technique est comparable. Il constate une grande diversité de formes.

### Antiquité

#### Mer Égée,Cyclades(3300 - 2000)
Les figurations humaines nues sont ici extrêmement stylisées. Leur découverte par de nombreux artistes modernes comme Brancusi, Epstein, Giacometti, Moore et Picasso a participé au renouvellement des formes au XXe siècle.

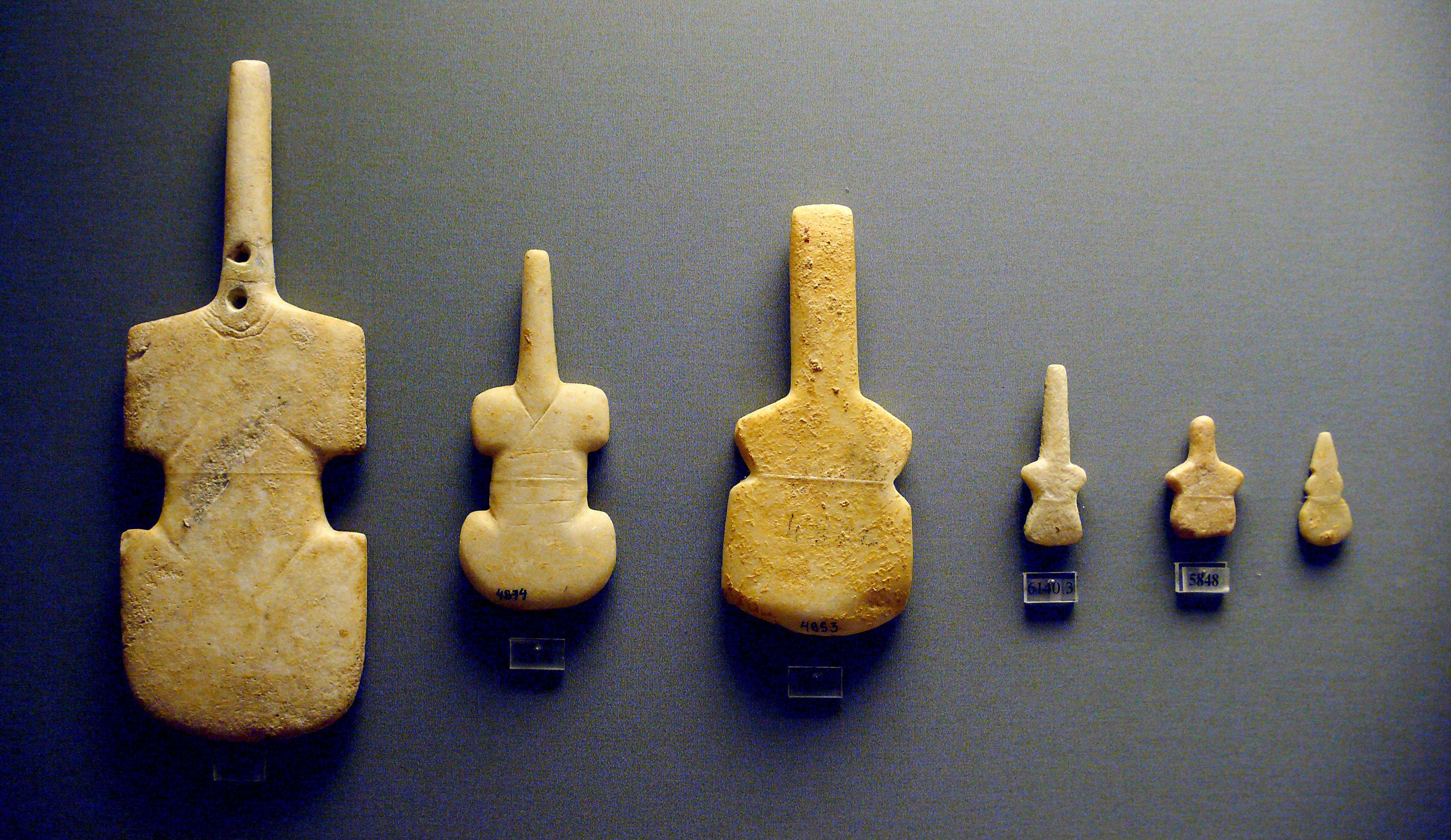
Figurines féminines en forme de violon. Cycladique ancien I, 3200-2750. Musée national archéologique d'Athènes
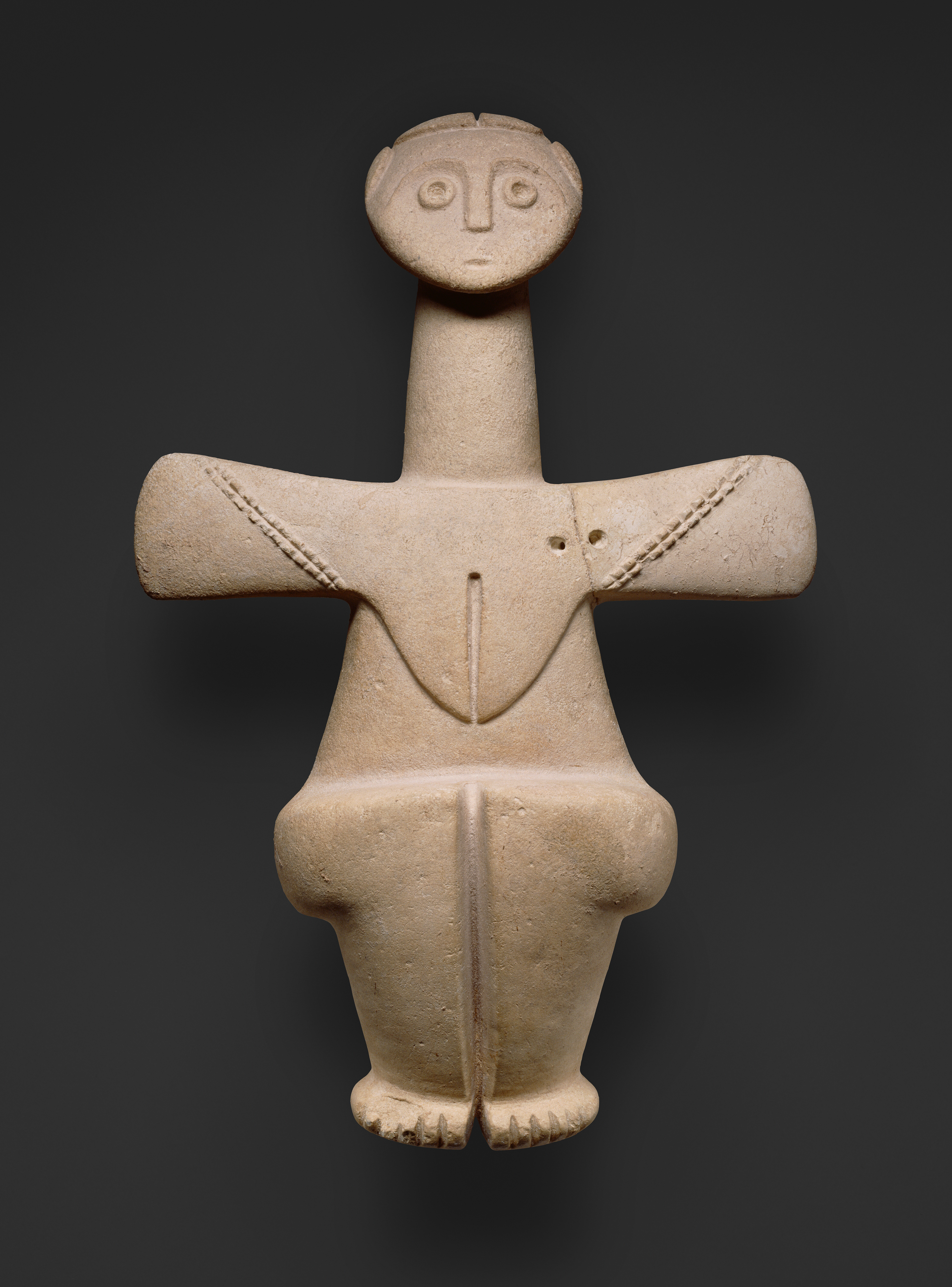
Figurine féminine. Calcaire. Chypre 3200-2500. Villa Getty, Pacific Palisades, Los Angeles
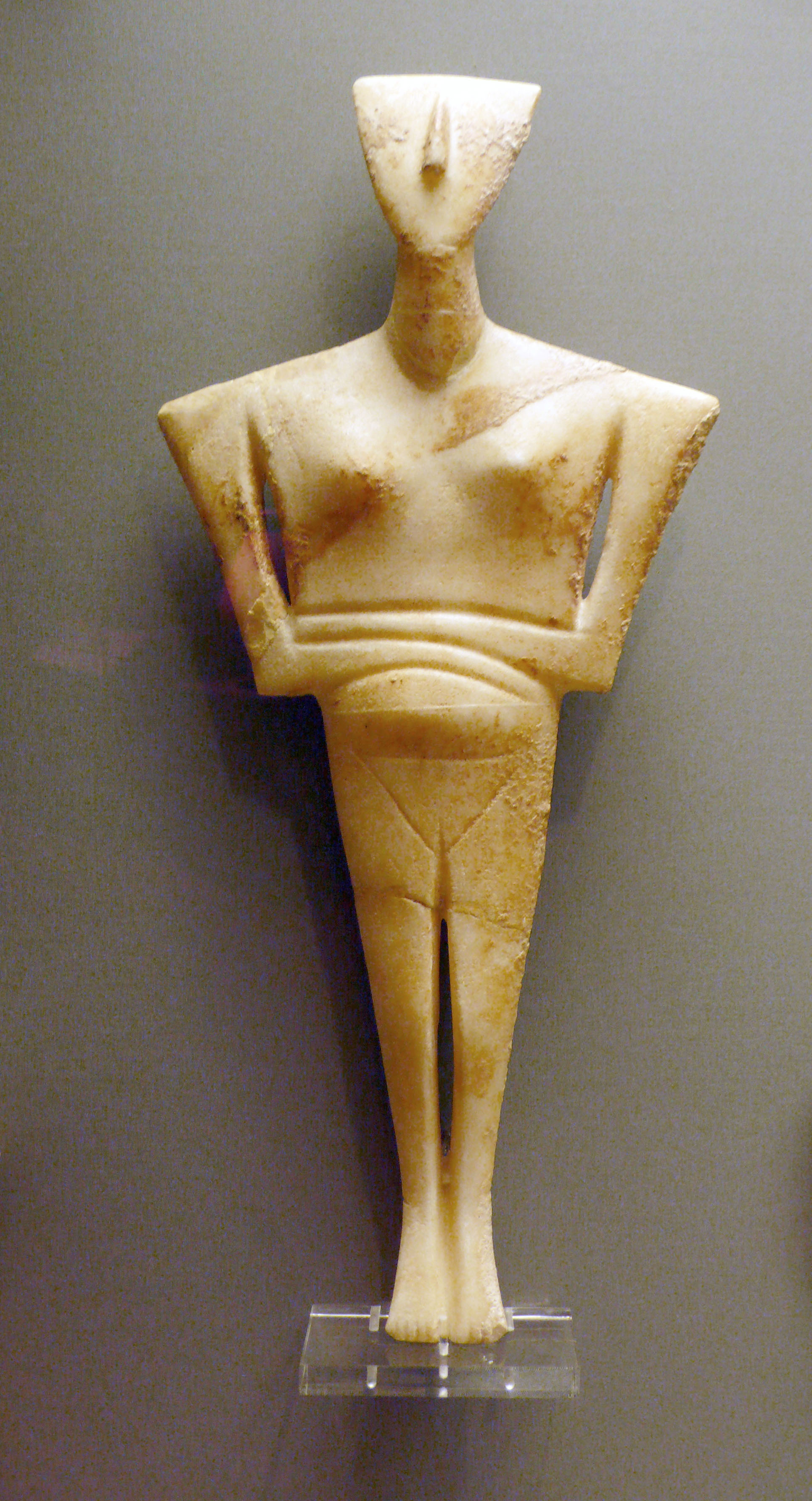
Statuette féminine aux bras croisés. Marbre. Cycladique récent, v. 2500. Musée national archéologique d'Athènes
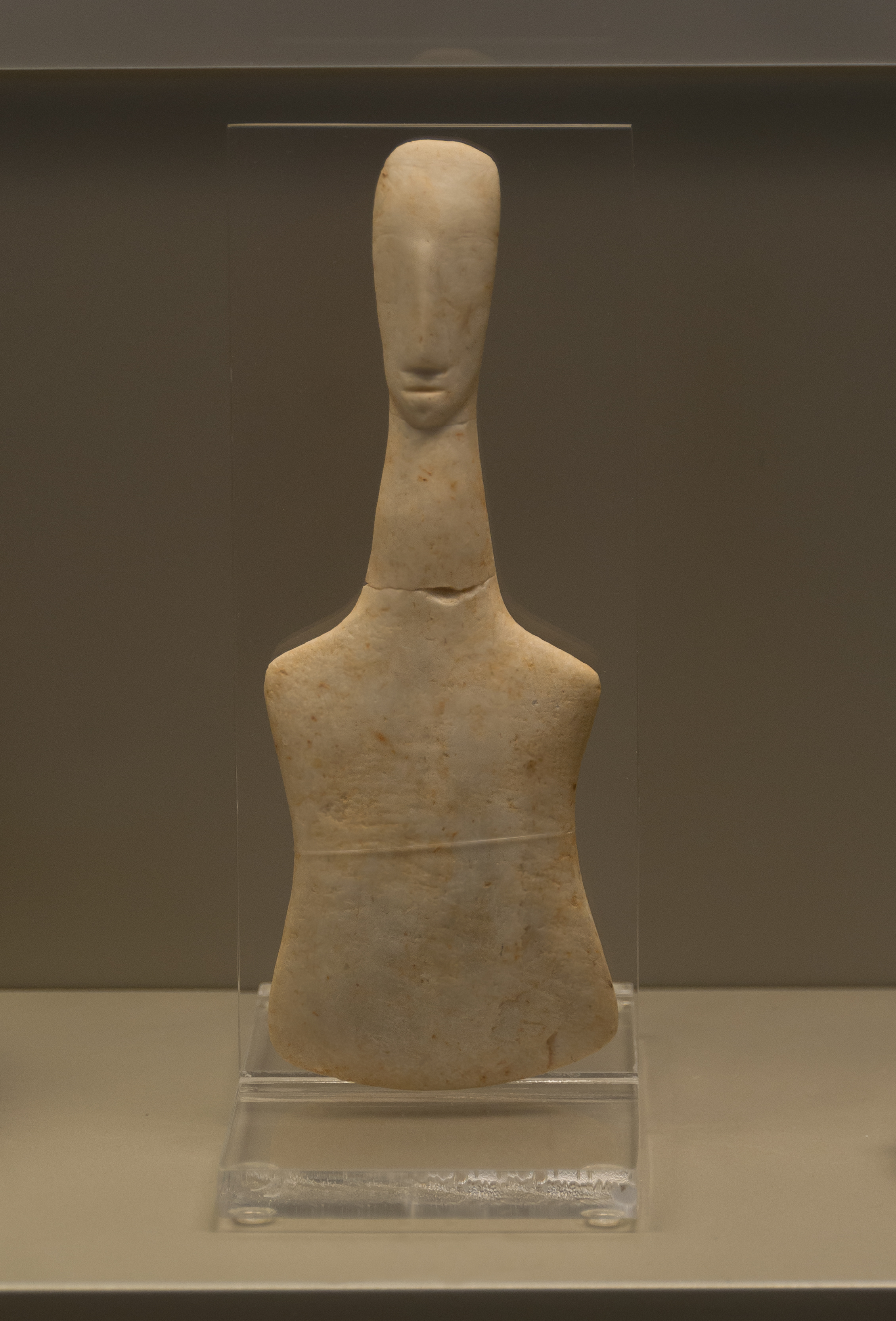
Figurine féminine cycladique. Marbre. Musée national archéologique d'Athènes

#### Égypte

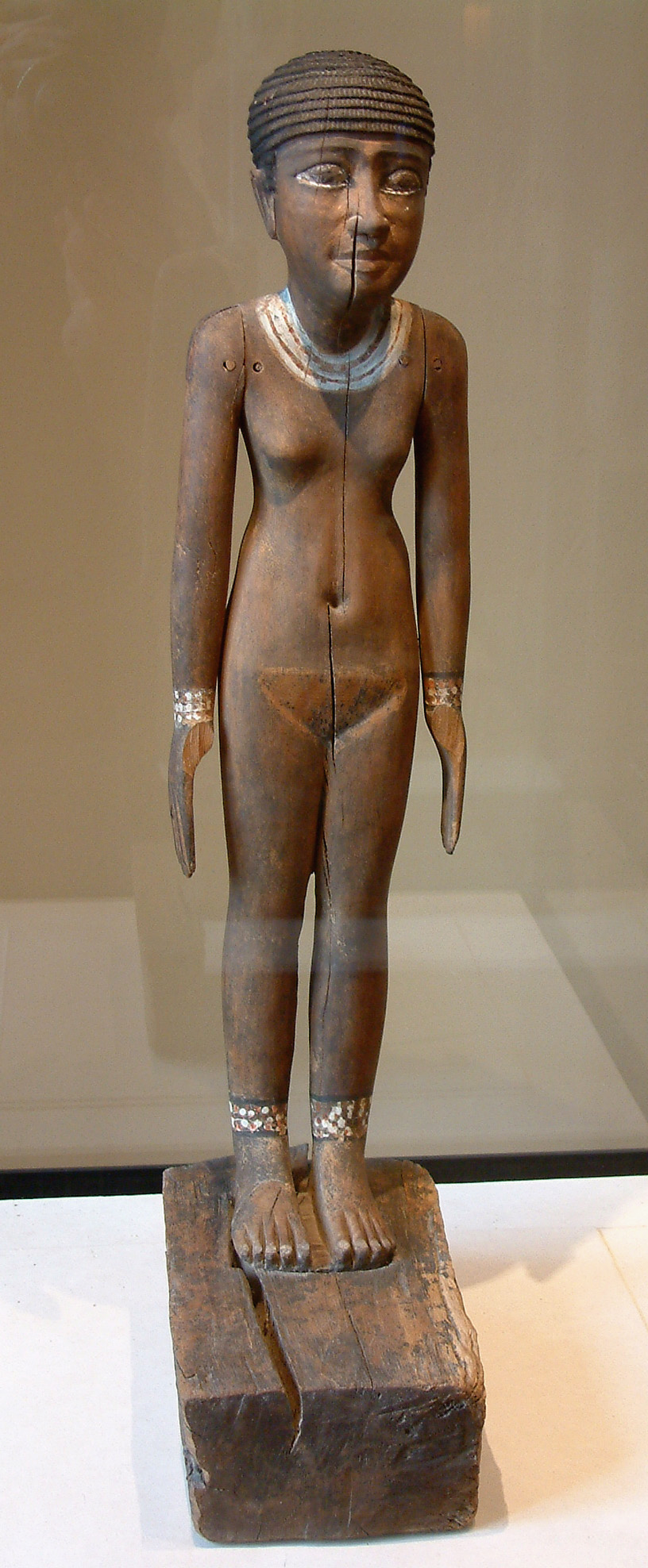
Statuette représentant une jeune femme, trouvée enveloppée de lin dans une tombe d'Assiout. Acacia ? H. 60 cm. Bois peint, v 2000. Louvre

L'art de l'Égypte antique comporte de nombreux bas-reliefs. Ceux-ci ayant un rôle religieux et politique, ils représentent les corps suivant un schéma de proportions précis et codifié. La taille des figures dépend ainsi de l'importance hiérarchique, du statut de chaque personne représentée ; dans ce contexte la nudité indique un statut servile, comme on peut par exemple sur la fresque des danseuses. Le nu apparait aussi dans ce bas relief représentant une princesse de la période amarnienne. La XVIIIe dynastie, à laquelle appartient la période amarnienne, ayant été particulièrement sensible à une représentation « réaliste » de la réalité visible, tout autant que la manifestation de la vie spirituelle.

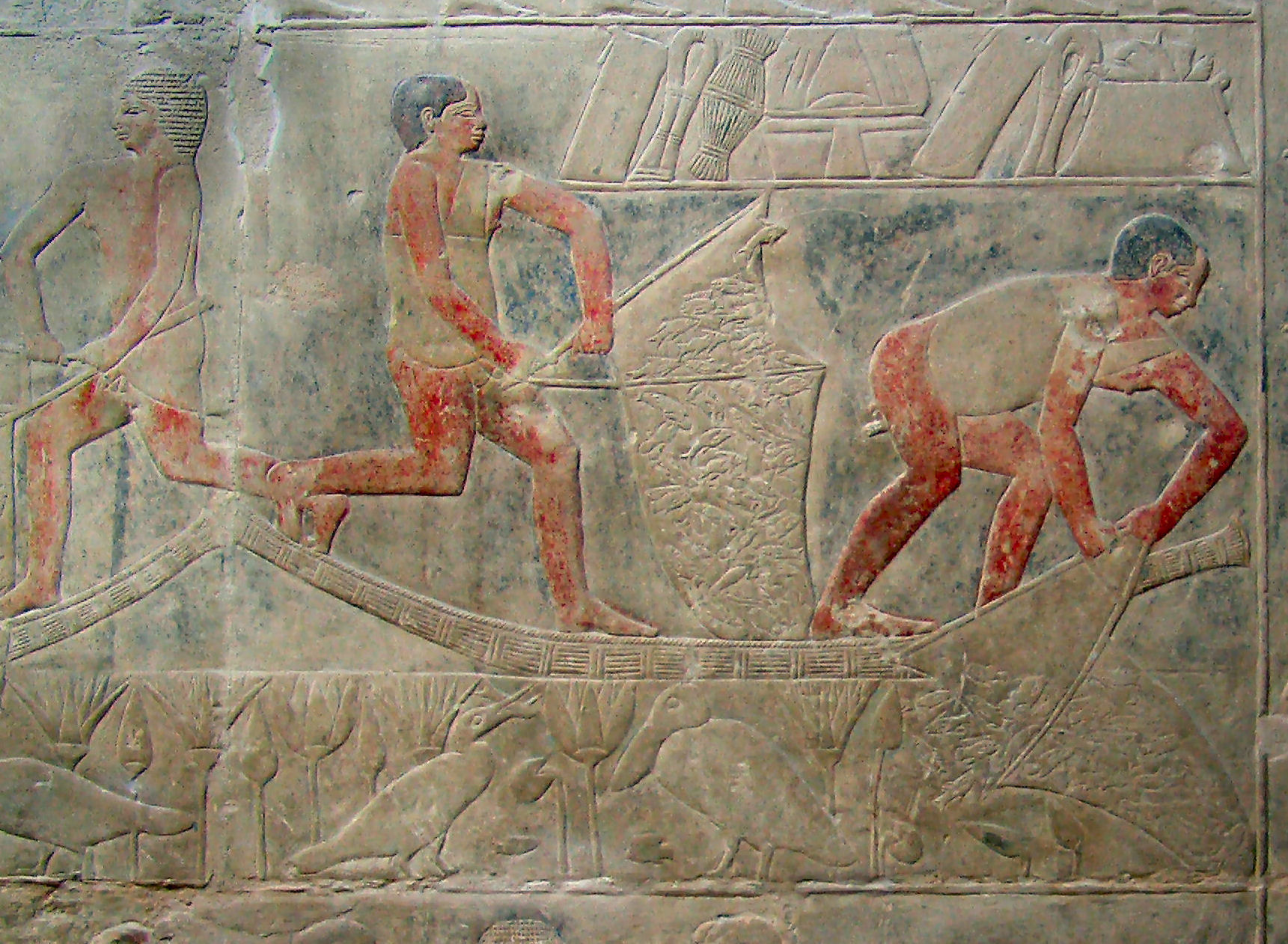
Pêcheurs de petits poissons, à la nasse, portant une chemise tenue sur un côté. Tombe de Mereruka, Saqqara, Ancien Empire
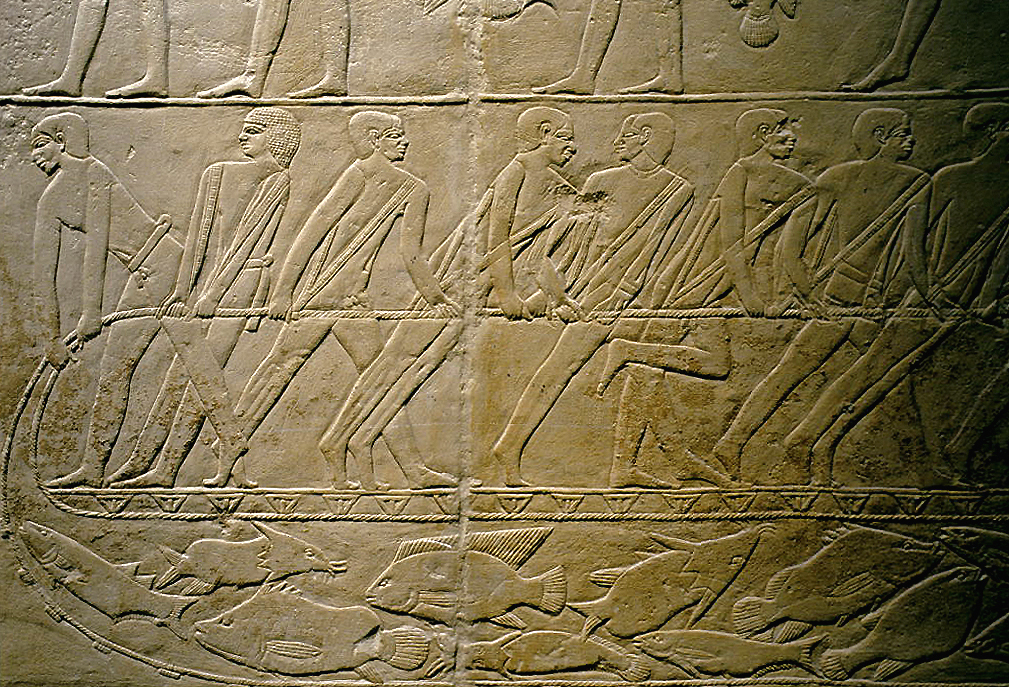
Pêcheurs de poisson au filet, nus. Tombe de Mereruka, Saqqara, Ancien Empire
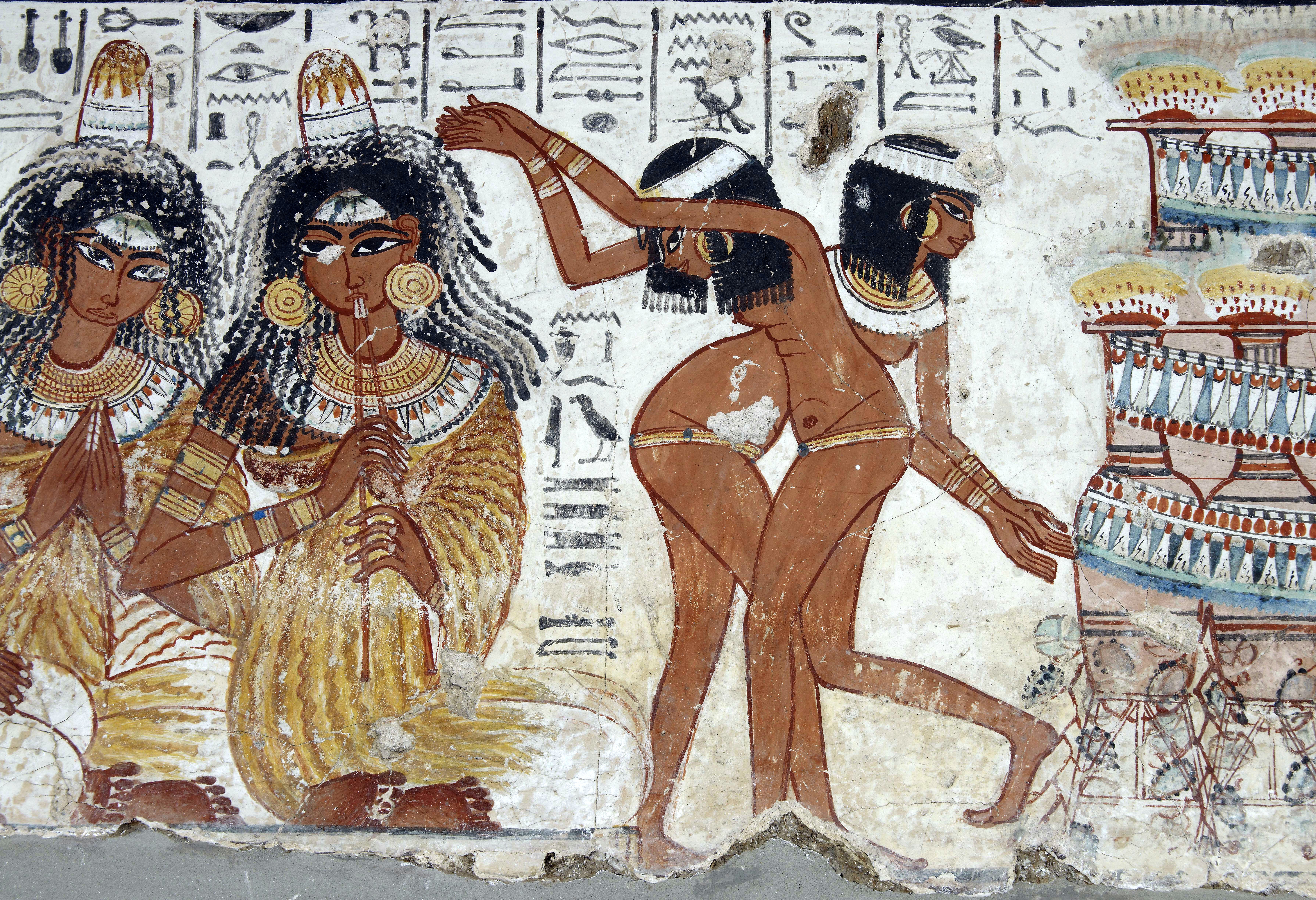
Danseuses et flutiste. Tombe de Nebamun. Thèbes, v. 1400, XVIIIe dynastie. British Museum
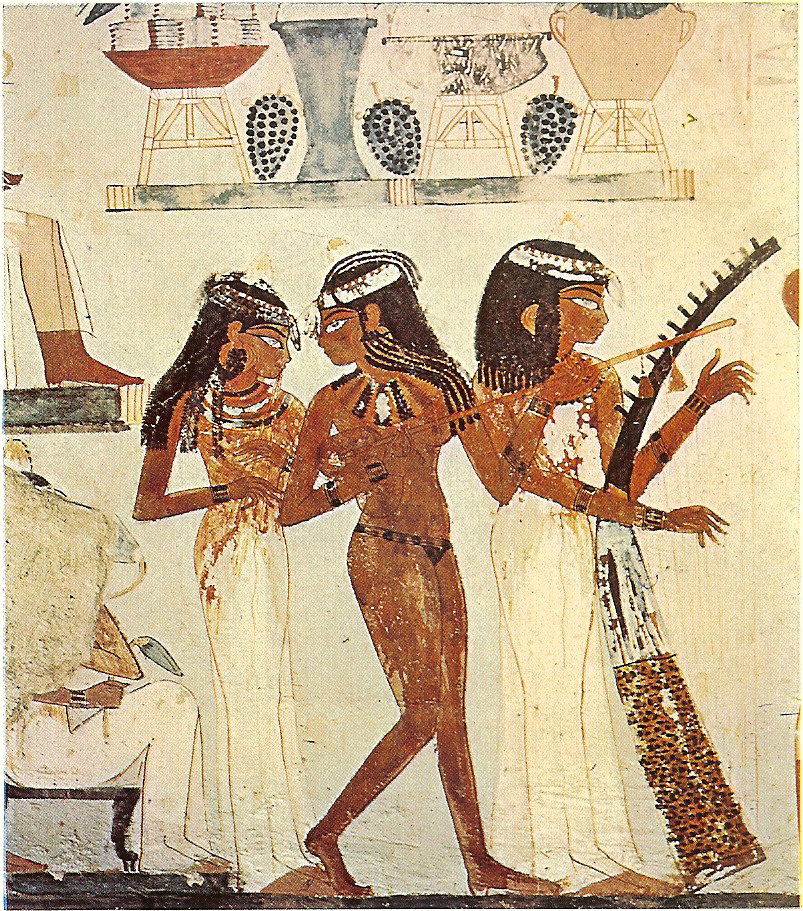
Trois musiciennes à Thèbes. Peinture murale de la tombe du scribe Nakht. XVIIIe dynastie, règne de Thoutmosis IV, 1401-1390
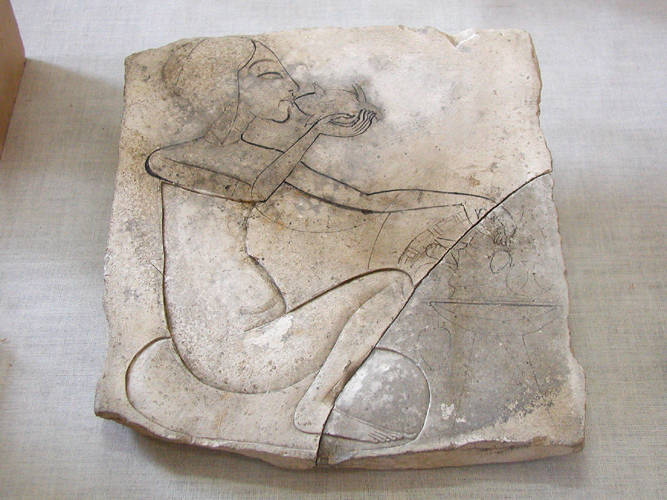
Une princesse amarnienne. Bas-relief ébauché sur calcaire, v 1350. Musée égyptien du Caire

#### Grèce

Athlètes au repos et leurs javelots. Médaillon d'un kylix attique à figures rouges, peintre de Pistoxenos, 480-460. Altes Museum, Berlin.

Le nu apparaît, en Grèce antique, rarement avant le VIe siècle av. J.-C., époque du style géométrique en céramique, les sculptures sur bois ayant toutes disparu.
- Les dieux. Les dieux masculins sont alors représentés sous diverses formes, et souvent avec des corps « humains ». Car le corps humain dans ce qu'il a de plus beau, de jeune, de parfait, peut évoquer les valeurs divines[12]. Leur nudité manifeste avec gloire leur statut surhumain idéal. À l'inverse, la figure de Priape, au sexe démesuré, apparaît nu afin d'exhiber sa laideur[13], car le sexe masculin des dieux, héros, combattants ou athlètes doit être de taille modeste[14]. À l'époque classique, Ve et IVe siècles av. J.-C., les déesses sont vêtues, tout en révélant leur beauté parfaite, à l'exception d'Aphrodite, surprise au sortir du bain, nue, calme, « sûre de son invulnérabilité comme de son pouvoir redoutable : la nudité qui fragilise les mortelles accroît au contraire la puissance de la déesse de l'amour[15] ». On peut nuancer cette affirmation : Aphrodite n’est pas toujours représentée nue comme l’Aphrodite de Cnide. Le type de la Vénus Génitrix la montre vêtue d’un voile, qui certes ne laisse pas ignorer sa beauté. La Vénus vêtue d'un drap mouillé est un topos de l’art grec[16].
- Les héros. Enfin, il a toujours existé des vases déposés dans les tombes et qui représentent des scènes tirées des grands textes de la culture grecque. Les héros y sont très souvent nus, mais les héroïnes toujours vêtues, quoique leur état émotionnel ou leur bonheur se traduise dans des poses qui laissent deviner la beauté de leurs corps.
- Les Grecs. La Grèce est aussi connue pour un type de sculpture représentant un jeune homme isolé, debout et nu, le kouros. Une offrande aux dieux ou un monument funéraire représentant en général un jeune aristocrate, mais jamais sous forme de portrait. Les artisans grecs ont réalisé d'innombrables vases, dont un grand nombre de coupes (à boire le vin au cours des banquets) qui portent un décor peint avec des scènes de la vie quotidienne. Elles présentent souvent les jeunes athlètes au gymnase (en grec gymnasion [de gymnos : nu] qui désignait le lieu où l’on s’exerçait nu) suivant une tradition relativement récente - peut être vers la fin du VIe siècle[17]. D'autres coupes représentent le banquet avec, pour les plus anciennes, la nudité rituelle de la danse du komos (par des hommes) et, de tous temps, les plaisirs et les jeux sexuels (hommes, hommes et femmes) qui sont exposés, invitant les participants au banquet à faire de même. Ces plaisirs étaient montrés avec simplicité comme de purs moments de bonheur, pouvant légitimement être déposés dans une tombe, pour le défunt.

#### Rome et l'époque impériale
Non seulement l'art de la Rome antique reconnaît la qualité de la sculpture grecque, mais la mode se développe en Italie en créant un immense marché des copies, à but « décoratif », réalisées dans tout le bassin méditerranéen, par des ateliers hellénistiques grâce auxquels la statuaire grecque antique a été ainsi préservée de la fonte qui a vu disparaitre presque tous les bronzes. Ces ateliers vont parfois jusqu'à produire des faux. C'est le cas de l'Apollon de Piombino (Apollon faisant une libation) réalisé probablement dans un atelier rhodien de Tyr interprète et assemble subtilement le vocabulaire du nu archaïque pour séduire un public de connaisseurs romains. Parallèlement à cet engouement, Rome développe des formes propres à l'histoire de sa culture. Ainsi il était courant de faire faire son portrait « héroïsé » : on achetait la sculpture sans tête d'un corps nu dans un style héritier de l'art grec, taillé dans le bassin méditerranéen puis transporté jusqu'au commanditaire du portrait. La tête était alors traitée à part, devant le modèle, puis assemblée au corps.

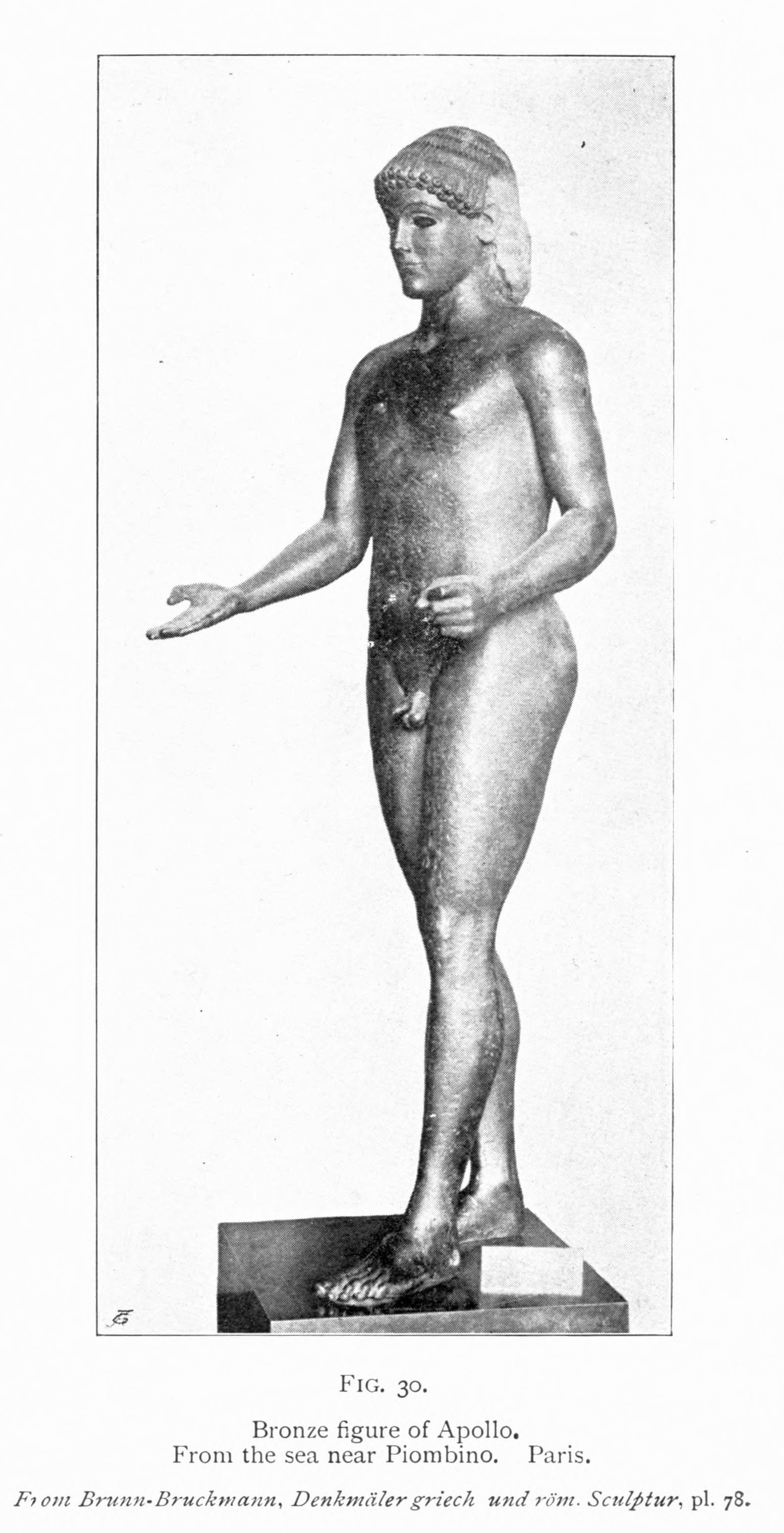
Apollon de Piombino. Bronze, incrustations de cuivre et d'argent. H. 1,15 m. Faux archaïque, d'époque hellénistique, v. 50 av. n. ère. Louvre
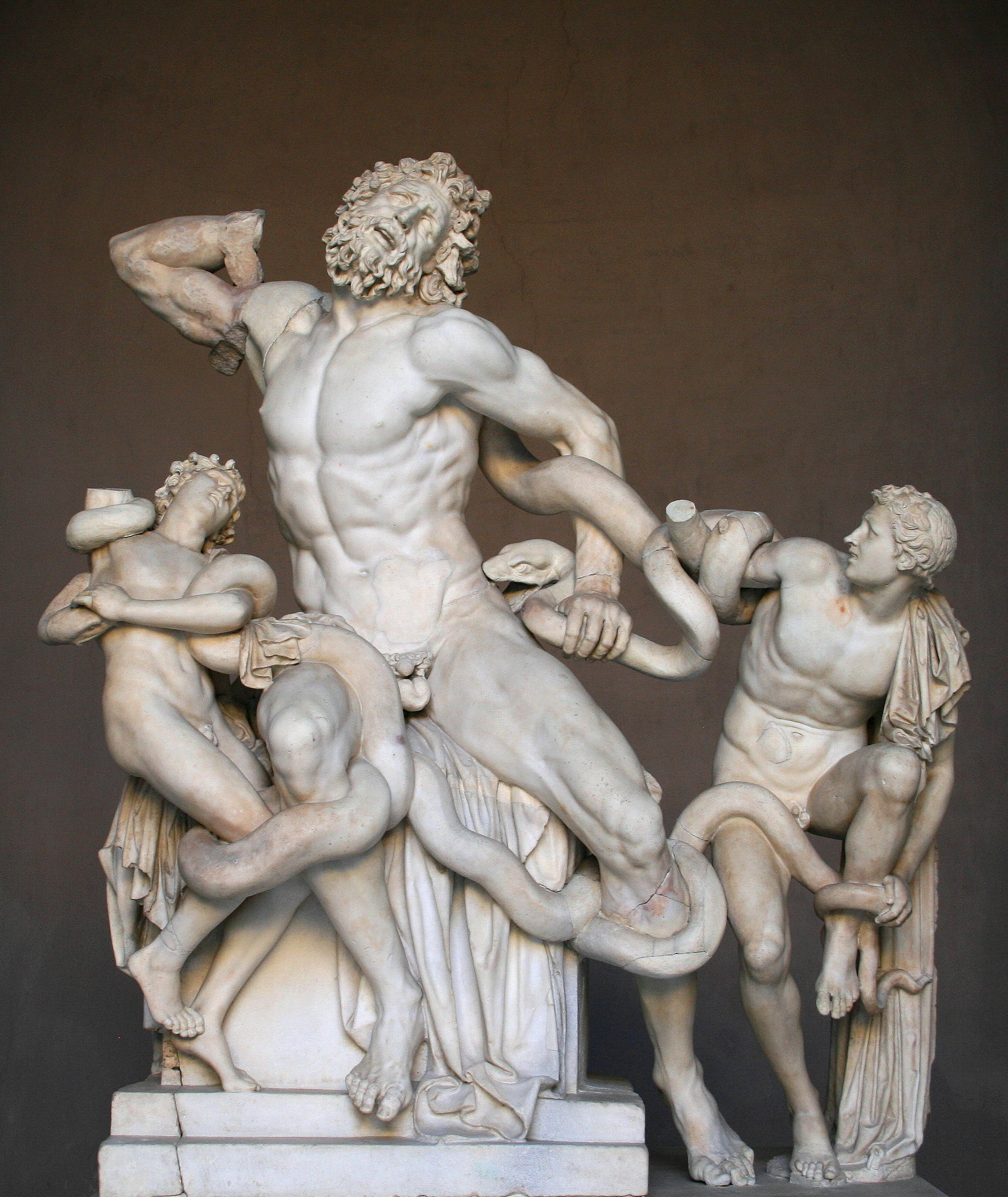
Groupe du Laocoon[19], H. 1,84 m. Musée Pio-Clementino, Vatican
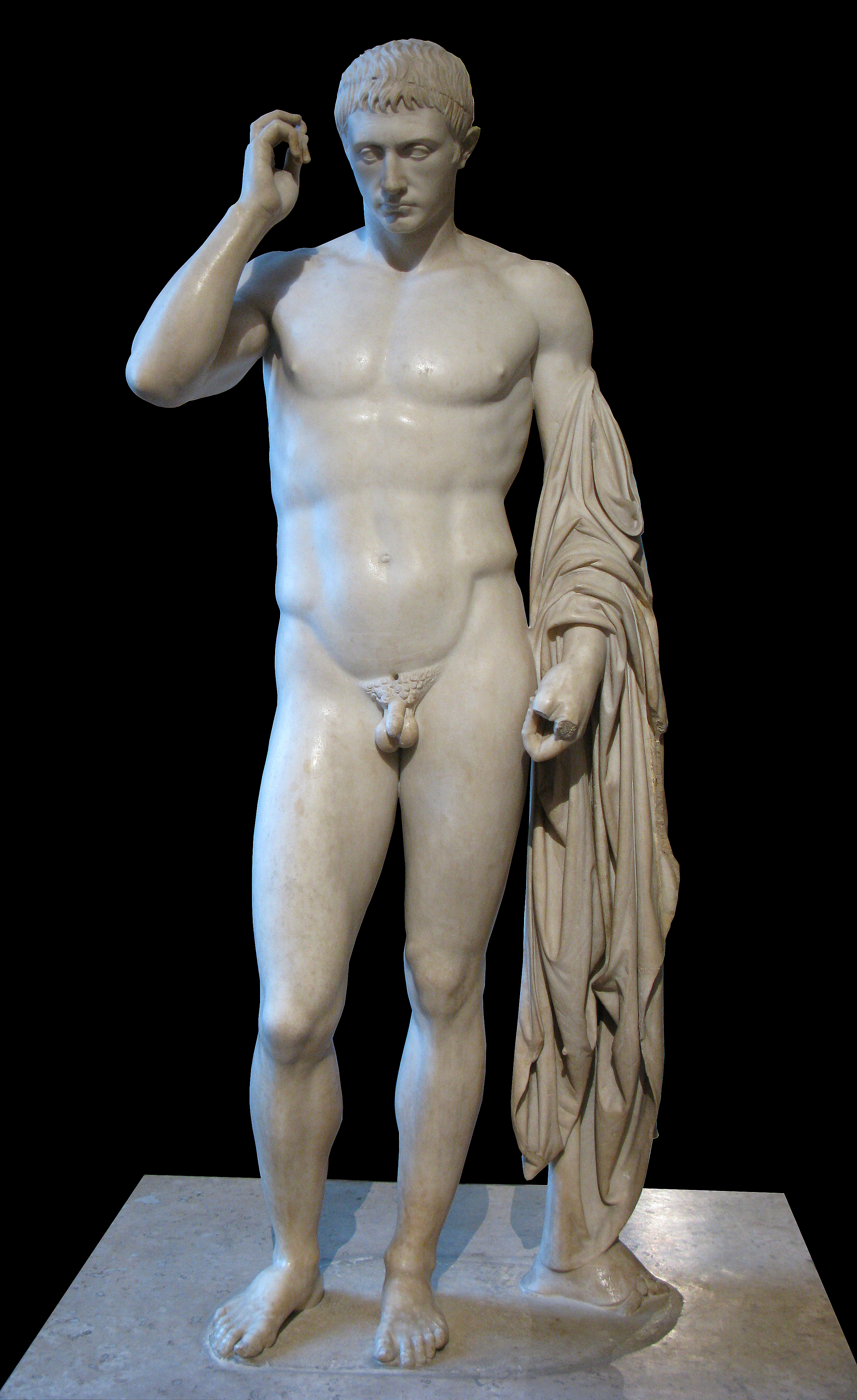
Portrait de Marcellus héroïsé du type Hermès Ludovisi[20]. Œuvre romaine du Ier siècle de notre ère. Louvre
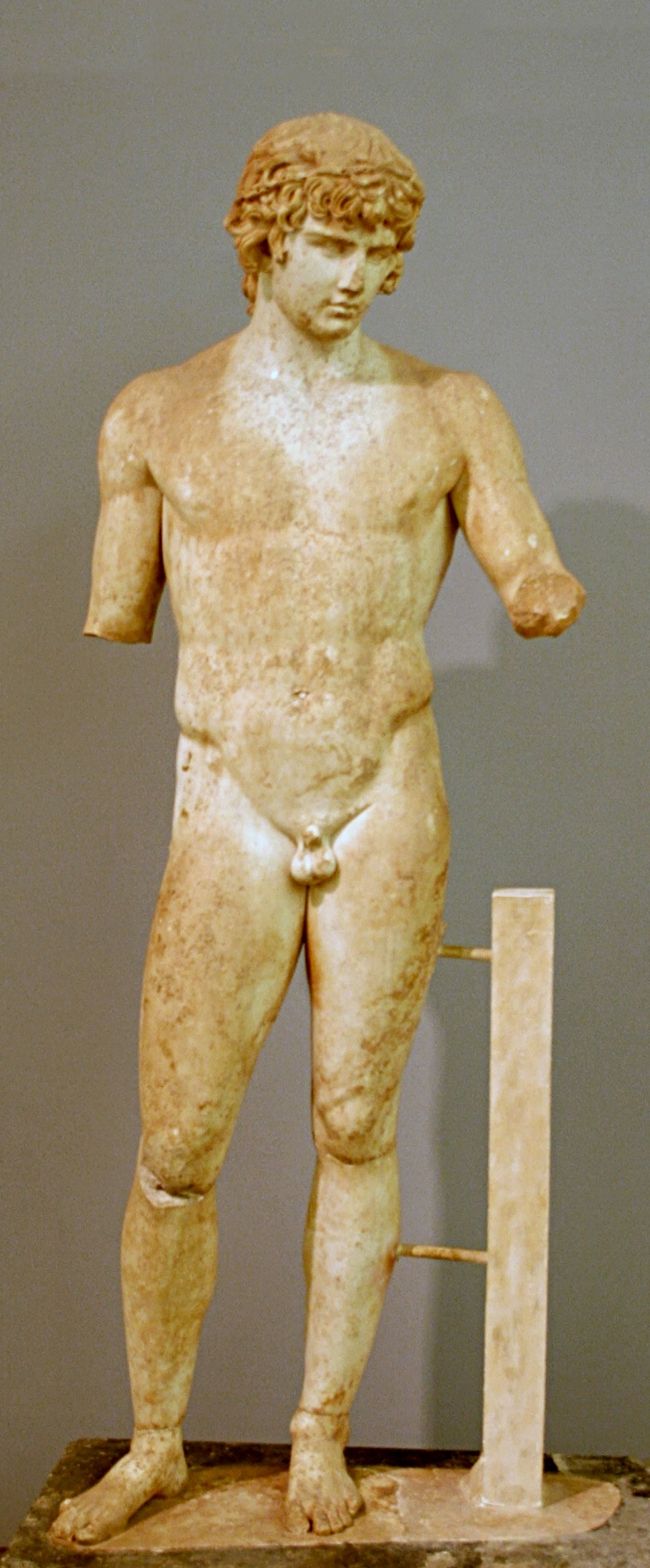
Statue d'Antinoos héroïsé, IIe siècle de notre ère. Marbre. H. 1,80 m. Musée archéologique de Delphes
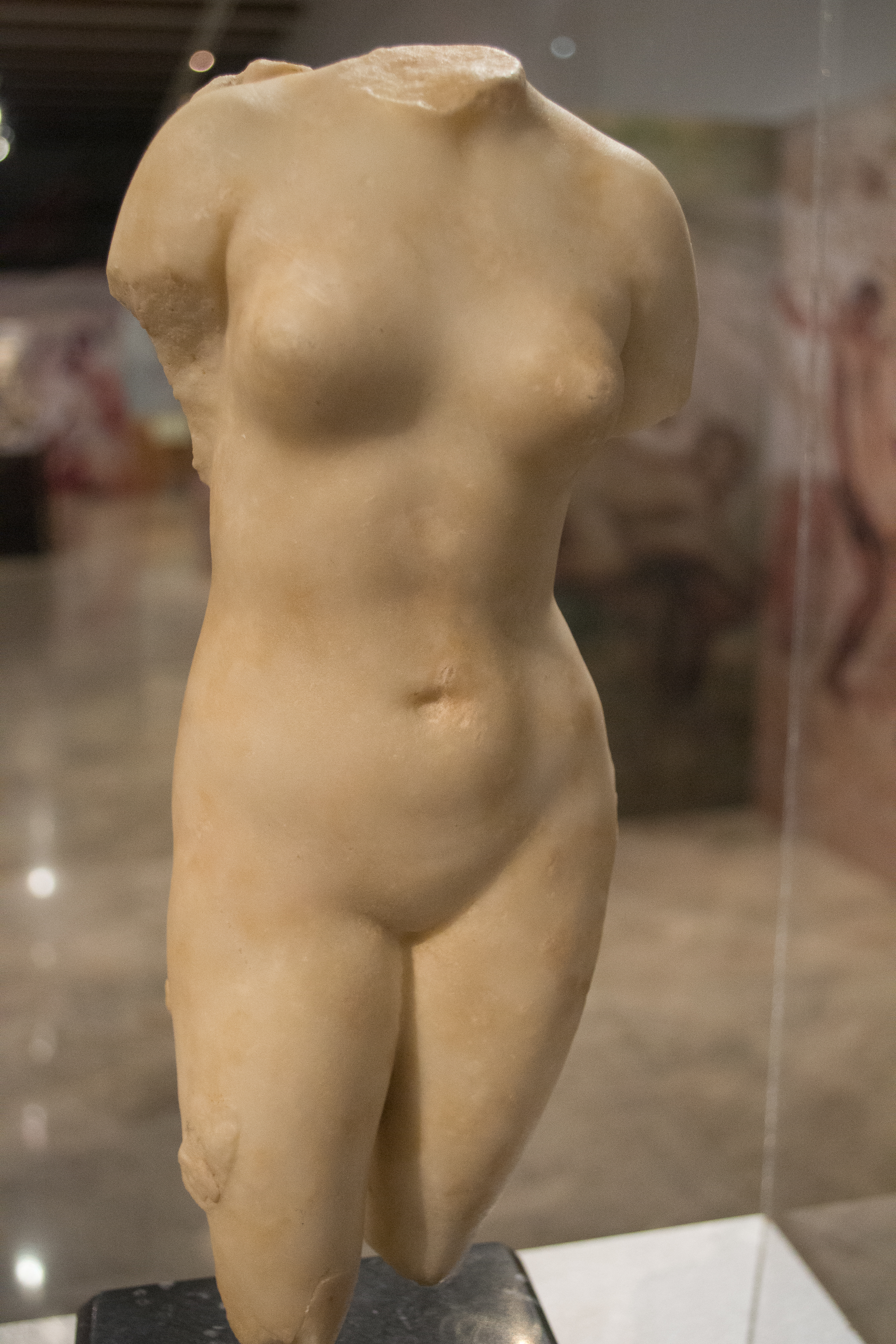
La Vénus de Badalone, Ier siècle de notre ère. Marbre. H. 0,28 m. Musée de Badalone

### Moyen Âge

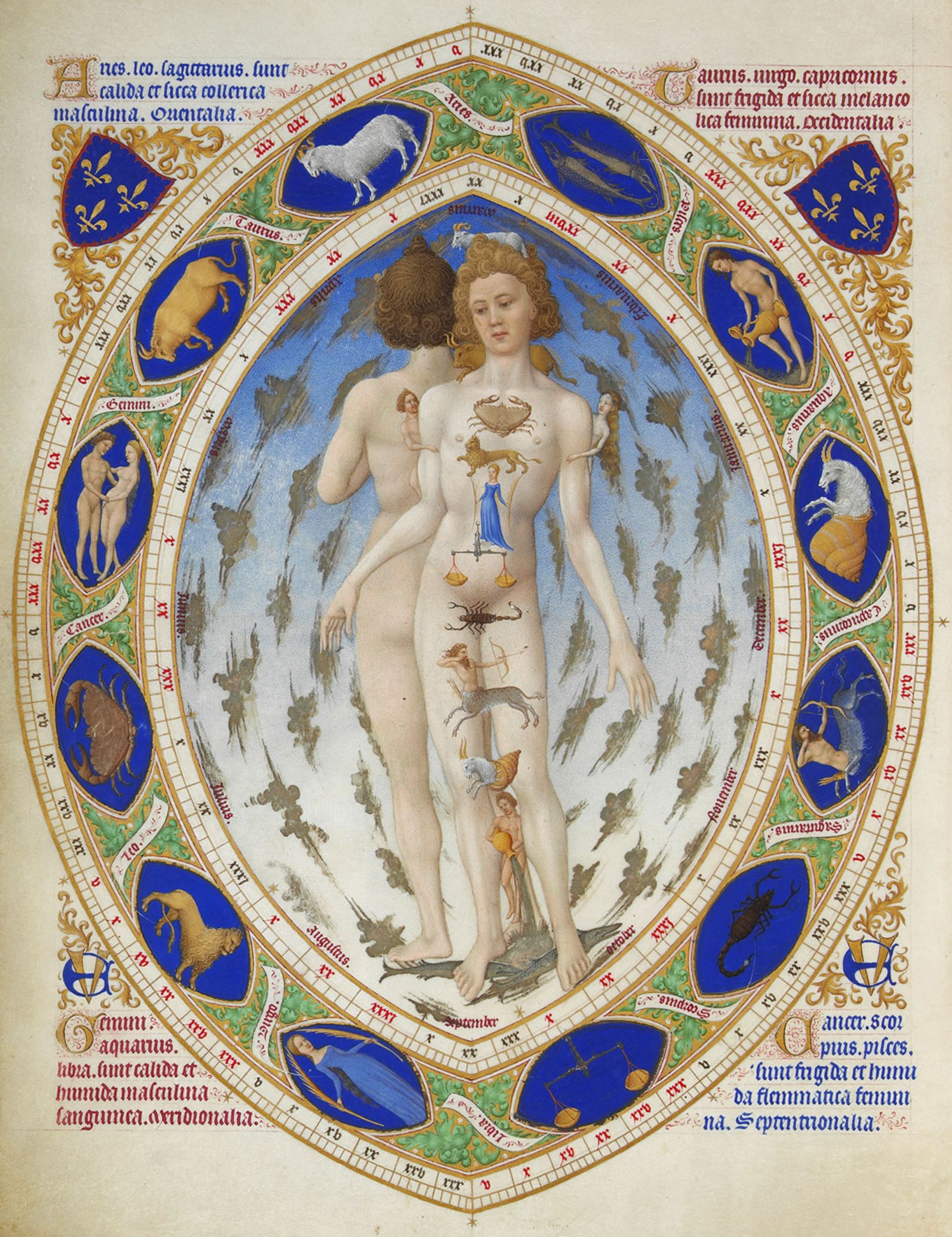
L'Homme anatomique, Les Très Riches Heures du duc de Berry, musée Condé, Ms.65, folio 14v.

L'art pictural et la statuaire du Moyen Âge sont presque exclusivement à buts religieux. La reproduction de la nudité est assez rare, concernant essentiellement des martyres, des enfants impubères, des damnés et des personnages bibliques. Pour ces derniers, les théologiens préconisent de privilégier la symbolique pour des nus imposés par des épisodes bibliques (représentations d'Adam et Ève, rappels de la condition mortelle et imparfaite de l'homme, et un interdit après le péché originel ; baptême de Jésus, sa Passion). Les artistes ont le plus souvent recours à certains subterfuges (suppression du sexe, recouvrement par une main, une feuille ou une fleur, un drap…) en s'appuyant parfois sur certains récits bibliques ou certaines traditions. L'une d'elles rapporte que dès qu'Adam et Ève ont pris connaissance de leur nudité, ils se sont tressé des ceintures avec des feuilles de vigne ou de figuier.
Dans les représentations des enfers sur les tympans des églises, on trouve quelquefois des personnages nus, dont les parties génitales sont dévorées par des griffons, des serpents, des scorpions.
Dans l'imagerie sacrée, la nudité reste également associée à la misère de Job.
Au XVe siècle un certain relâchement se produit, marquant le début de l'évolution qui débouche, en Italie, sur la Renaissance. Ainsi, dans le Bréviaire de Marie de Savoie, réalisé à Chambéry, entre 1400 et 1450, on note la présence de petits enfants nus dans les marges. On observe l'apparition de vierges allaitant, plutôt dans la sculpture que dans la peinture, comme le prouvent les réactions indignées de certains ecclésiastiques devant la Vierge à l'enfant de Jean Fouquet alors que des Vierges de pierre montraient leur sein au XIVe siècle déjà. Cette Vierge a surtout choqué car elle est représentée sous les traits d'une maîtresse royale, Agnès Sorel, et qu'elle dégage un érotisme certain. Cela n'empêche pas les miniaturistes des Très Riches Heures du duc de Berry et d'autres manuscrits de la même époque de représenter des nus lorsqu'ils en éprouvent le besoin.

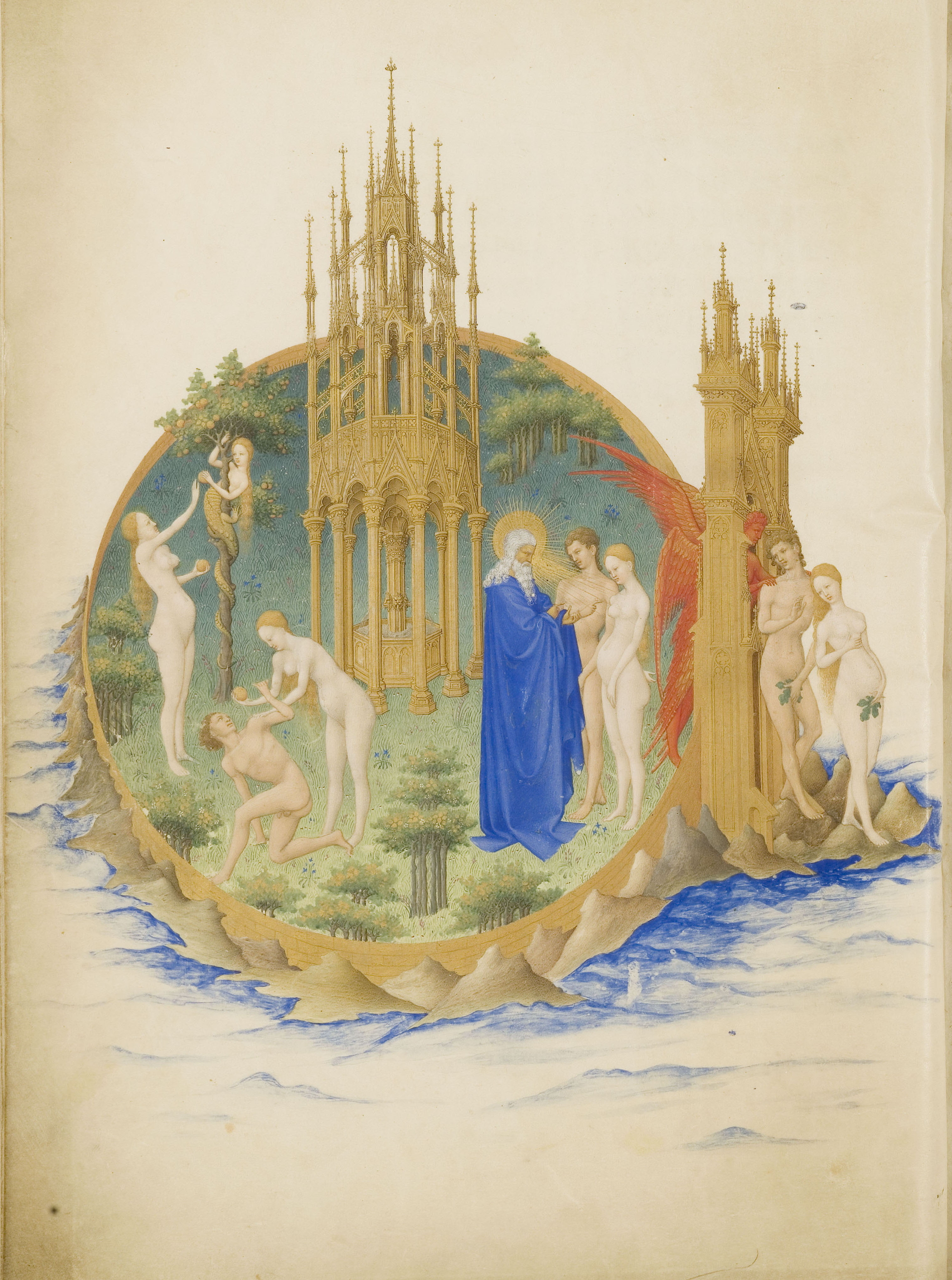
Le Paradis terrestre, Les Très Riches Heures du duc de Berry, musée Condé, début et milieu du XVe siècle
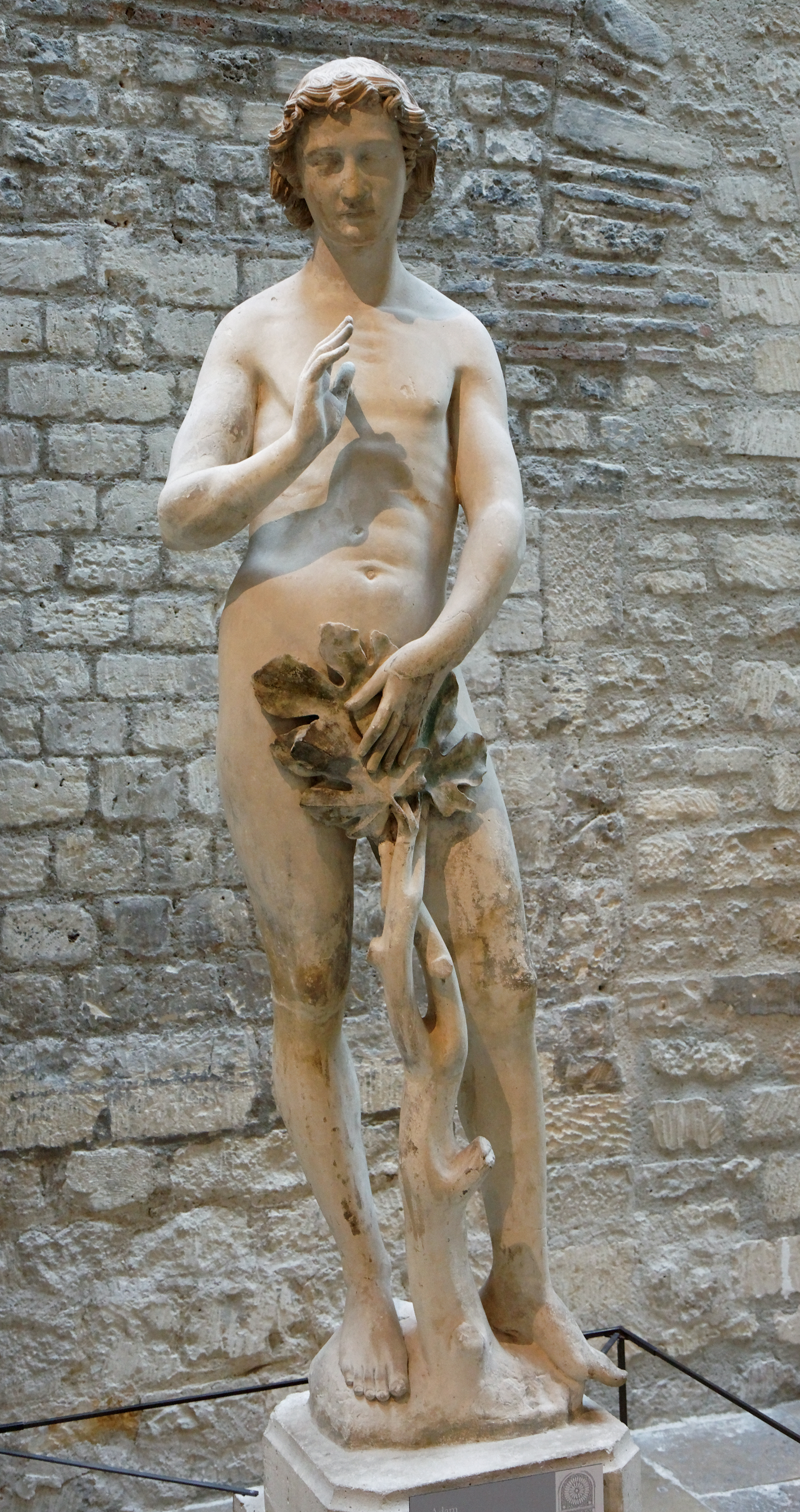
Adam, vers 1260[27].
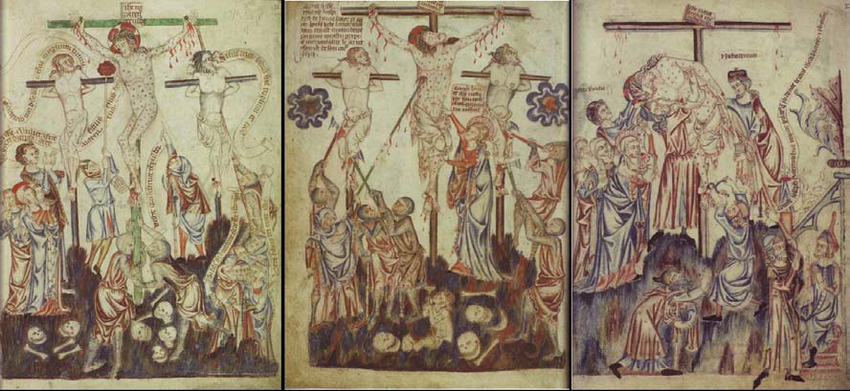
Christ nu ou en perizonium transparent. Bible d'Holkham (en), XIVe siècle.

### Renaissance

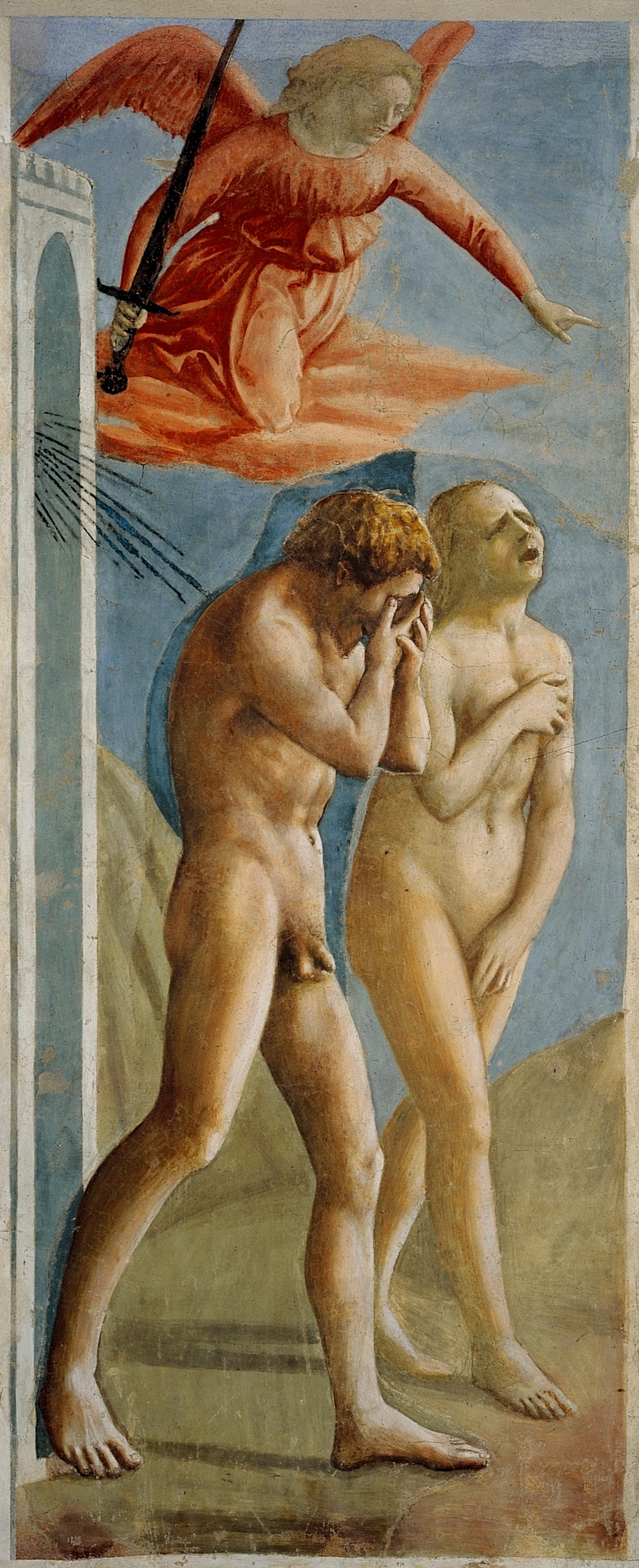
L'Expulsion d'Adam et Ève du Paradis, fresque restaurée, Masaccio, 1428
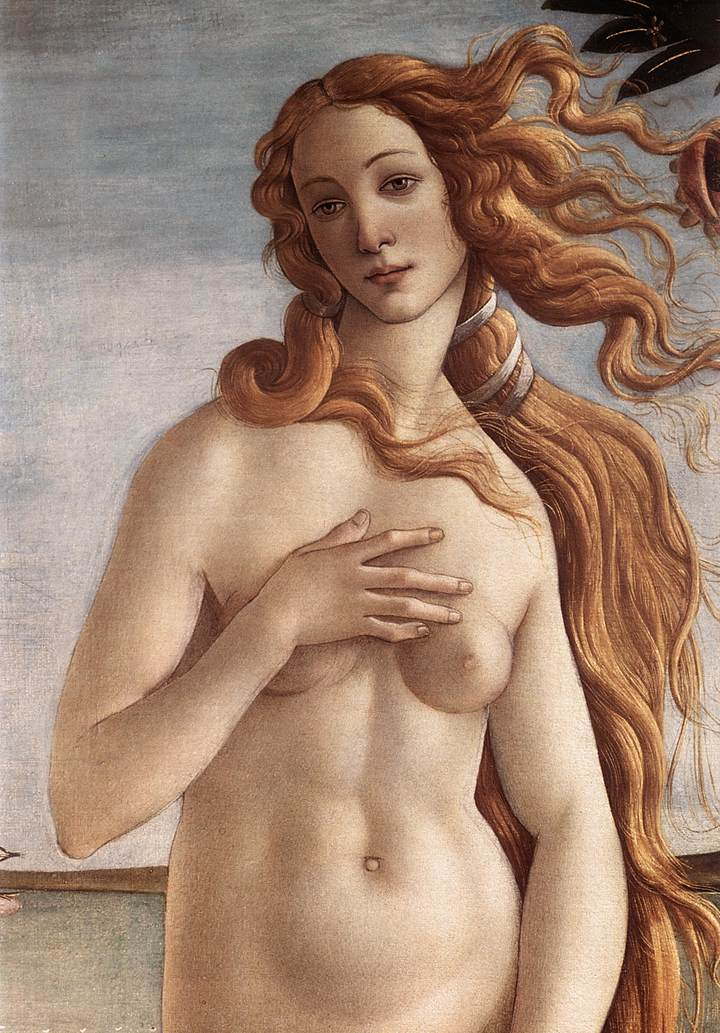
La Naissance de Vénus, Botticelli (détail), 1485
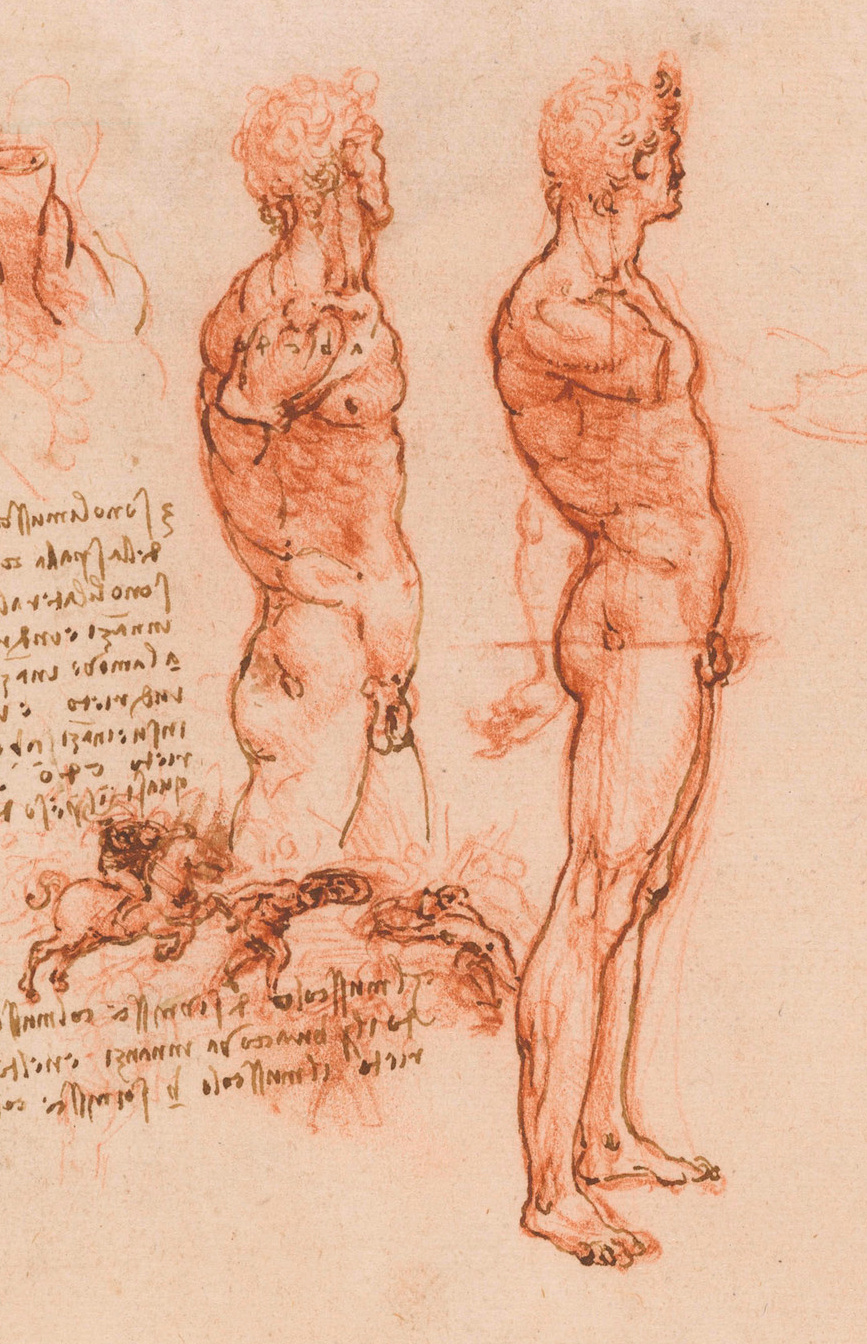
Étude anatomique de Léonard de Vinci, 1504
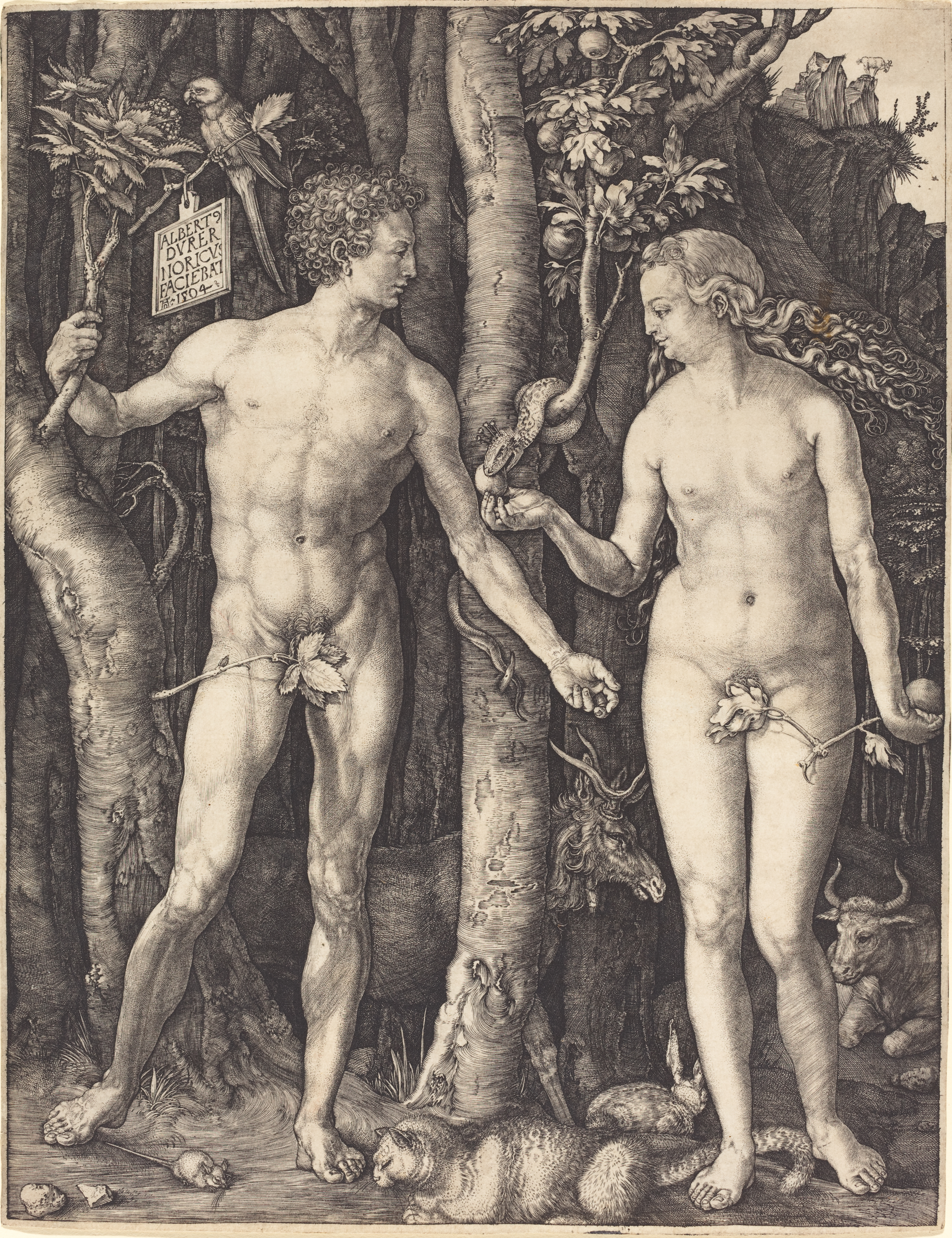
Adam et Ève[28]. Albrecht Dürer,1504. Gravure sur cuivre, 25 × 19,2 cm. National Gallery of Art, Washington
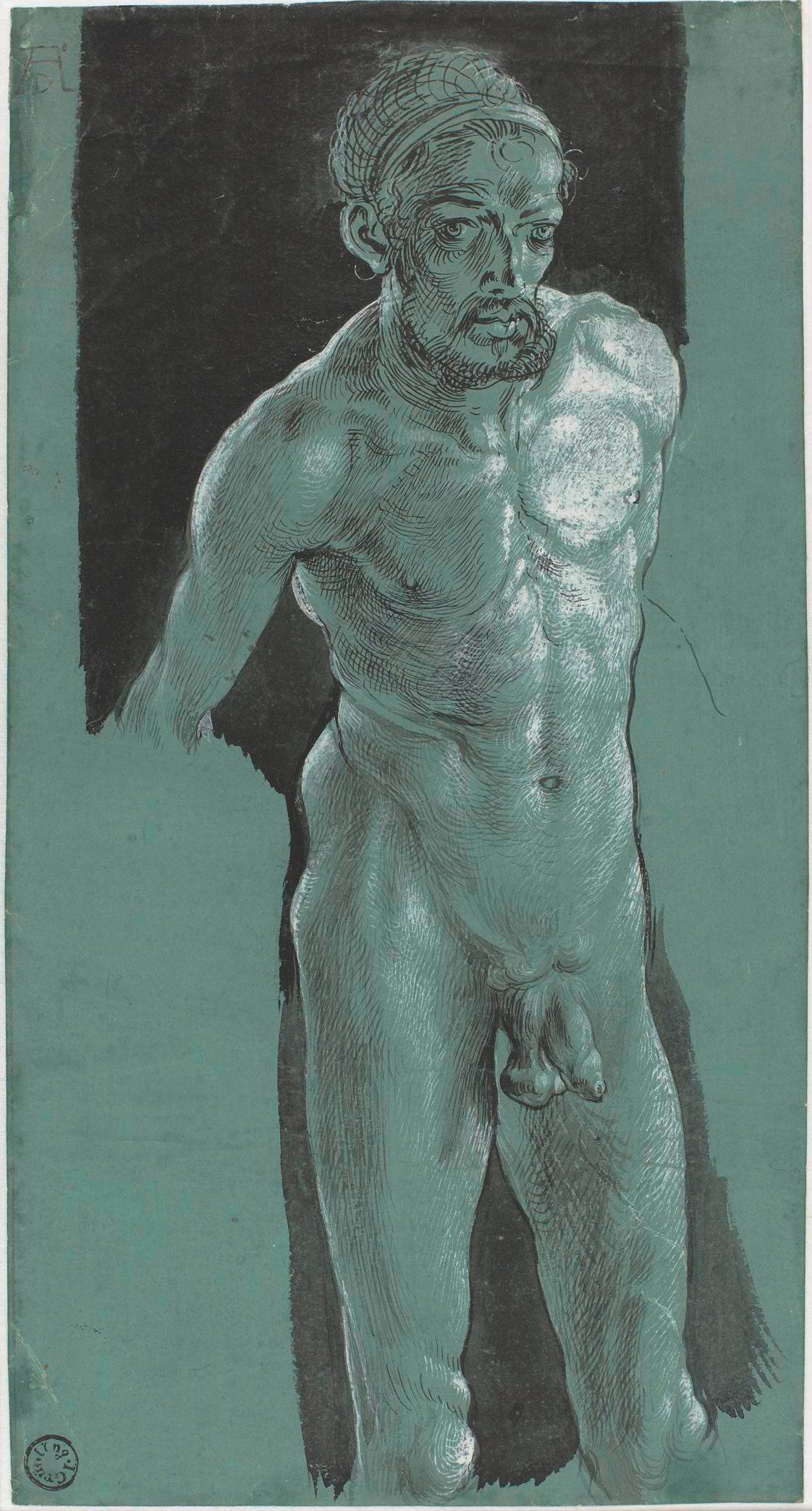
Autoportrait nu, Albrecht Dürer, v. 1509. Plume, encre et rehauts de blanc / papier préparé en vert. H. 29 cm. Château de Weimar
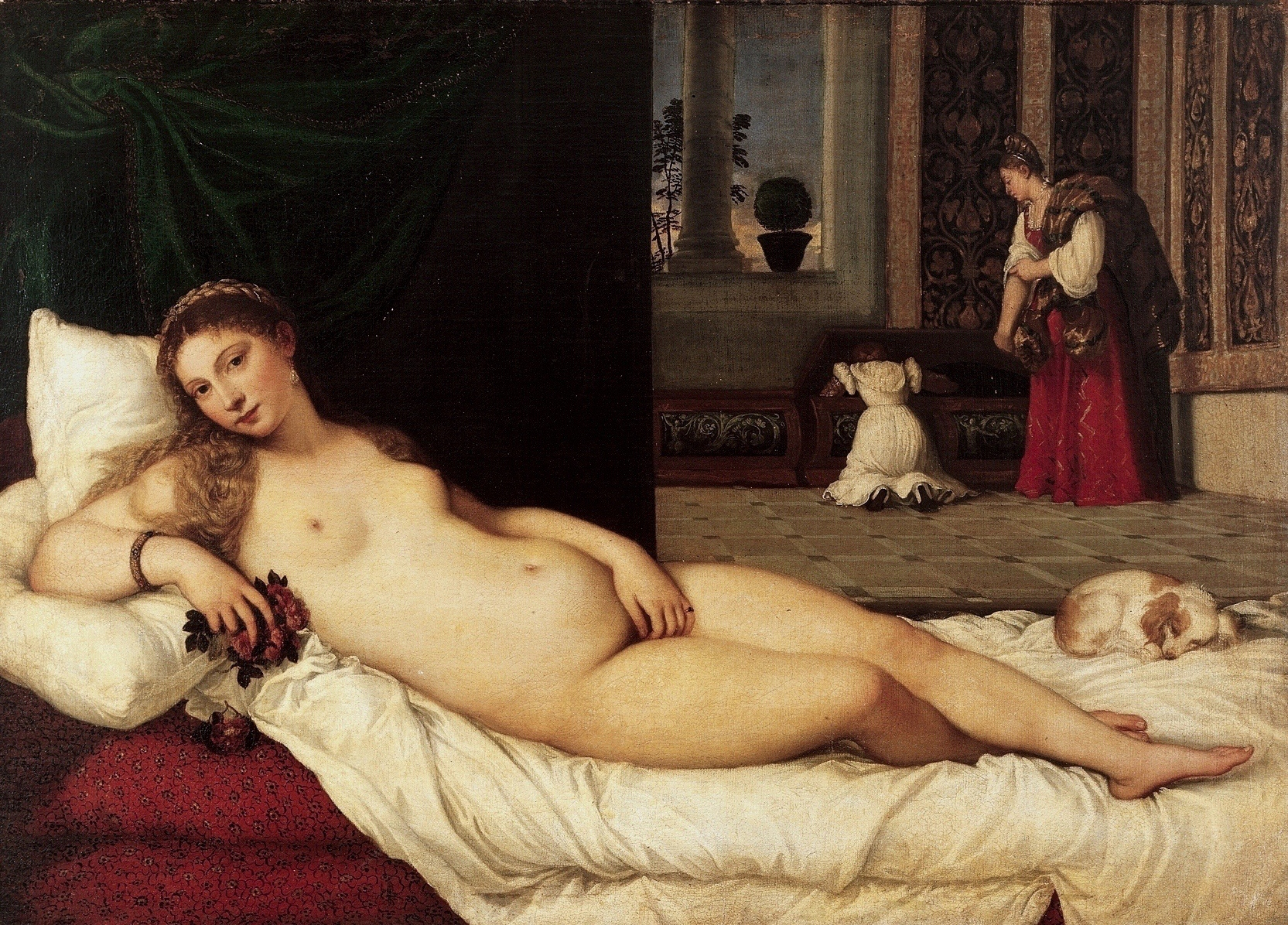
La Vénus d'Urbin, 1538. Musée des Offices, Florence
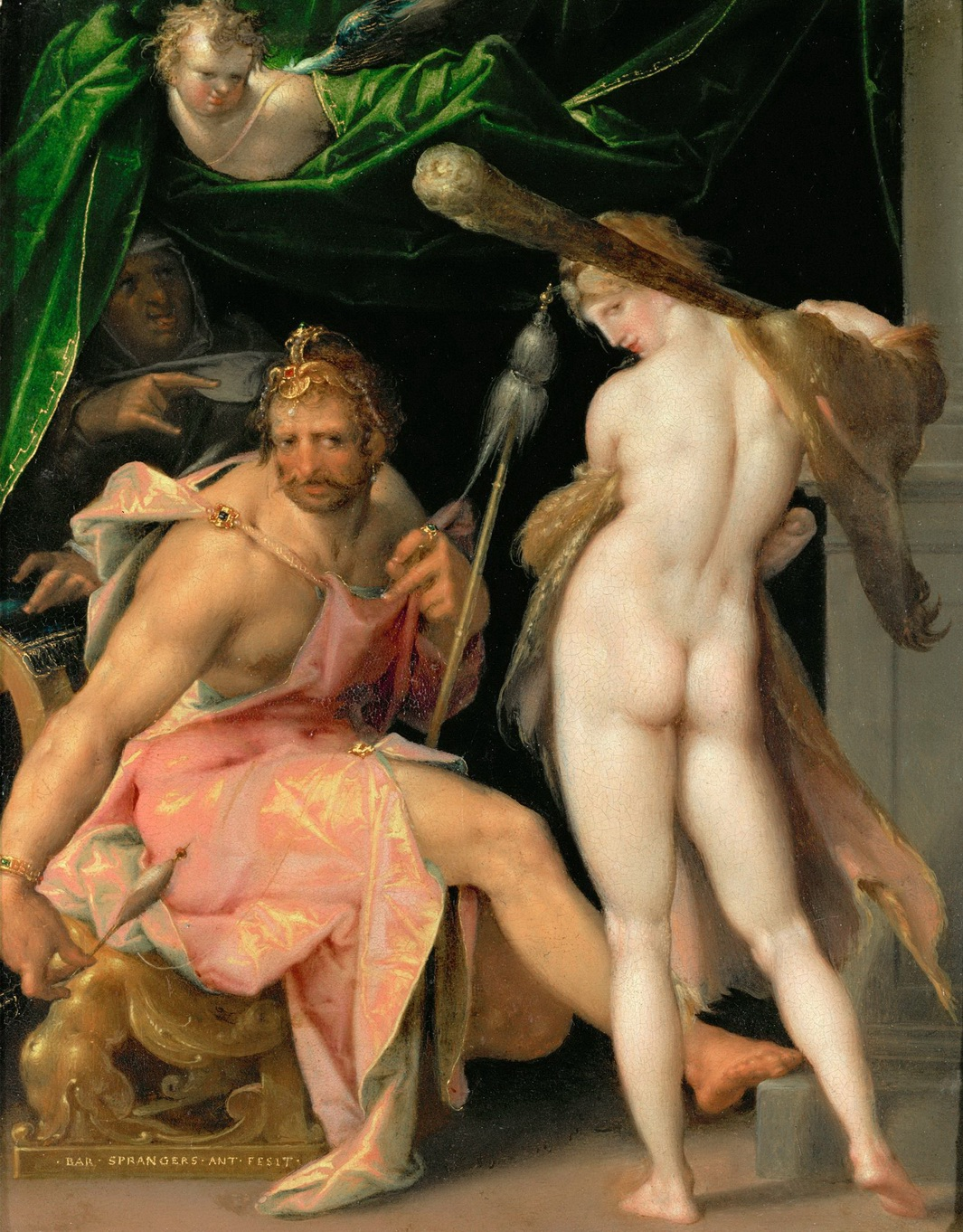
Hercule et Omphale, Bartholomäus Spranger, v. 1585. Musée d'histoire de l'art de Vienne, Vienne

Les artistes de la Renaissance italienne placent leurs références dans l'art de l'Antiquité, d'abord pour imaginer l'architecture nouvelle d'après les modèles antiques encore visible en Italie, dans les textes antiques qui évoquent des peintures ou sculptures disparues — comme La Calomnie d'Apelle que Sandro Botticelli recompose d'après la description de Pline l'Ancien — et dans les sculptures antiques que l'on exhume — comme le Laocoon ou le Torse du Belvédère qui bouleversent les conceptions de Michel-Ange.

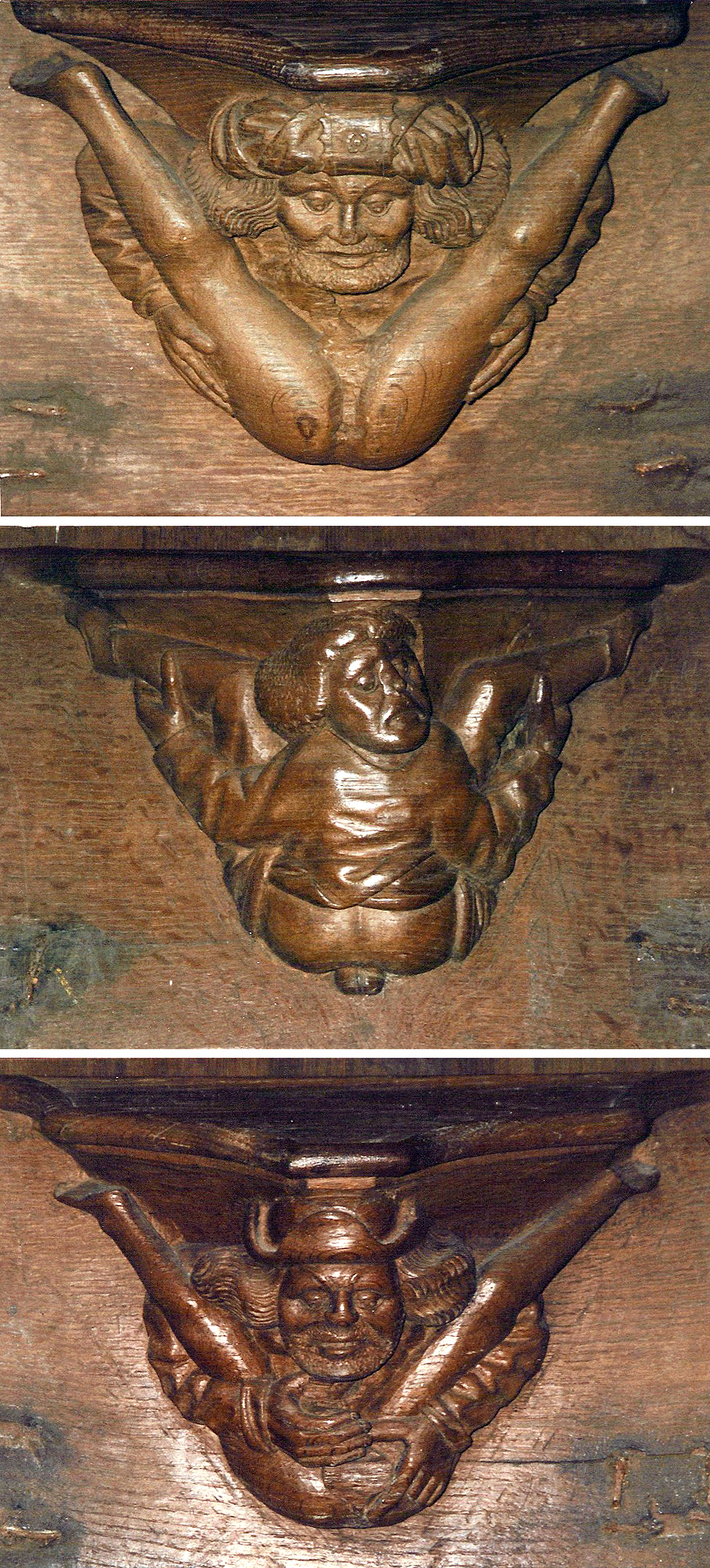
Figures grotesques ornant les miséricordes des stalles de la cathédrale de Tréguier.

Dans le domaine de la peinture, l'usage  de la peinture à l'huile permet aux primitifs flamands un fondu des couleurs, qui est admiré tout particulièrement pour le rendu de la chair par des effets de transparence au sein des couches picturales — celles de la Vénus au miroir de Titien, parmi tant d'autres. Enfin, l'usage de la toile par les peintres vénitiens accentue le rapport mimétique de la peinture au grain de la peau, avec une forte présence dans les toiles à gros chevrons de Tintoret. Pendant cette époque très active sur le plan artistique, le corps nu est représenté essentiellement dans des œuvres à sujets thèmes mythologiques ou religieux.
Le corps nu peut apparaitre comme sujet à part entière. Il exprime une éthique humaniste et une esthétique nouvelle. Léonard de Vinci donne l'impulsion à une étude rigoureuse de la nature observée. Le corps nu y est scruté comme s'il s'agissait d'en comprendre le fonctionnement encore mystérieux (une de ses études anatomiques les plus célèbres est l'homme de Vitruve). Albrecht Dürer est le premier artiste à se représenter nu en 1503, sans aucune concession.[réf. nécessaire]
Au XVIe siècle, les théologiens érudits mettent en garde contre la glorification du corps en tous ses états et l'hymne païen à la nudité car l'Église, confrontée aux défis de la sécularisation de la société, a du mal à contrôler le travail des artistes qui, en redécouvrant les nus antiques, apprennent l'anatomie et dessinent d'après le modèle vivant : la précision de plus en plus grande apportée au modelé de la chair change la perception du nu qui ne peut plus être représenté sans ses pudenda (les « parties honteuses »). Ces derniers représentent des hommes au corps puissant et des femmes au corps langoureux. Ils font notamment apparaître le Christ nu (un des exemples les plus célèbres étant les sculptures sur bois attribuées à Michel Ange qui, par l’ostentatio genitalium — l'exhibition des organes génitaux —, a une justification théologique, celle d'affirmer l'humanité du Christ). La vingt-cinquième session du concile de Trente en 1563 exige que les figures dans les œuvres religieuses respectent la décence (au sens étymologique du terme, œuvre qui doit « convenir » au culte chrétien, c'es-à-dire être « doctrinalement correcte » et conforme aux récits bibliques), soit désormais l'objet de surveillance et, au besoin, de modification. Les théologiens de l'image commentant les décrets tridentins (tels que Giovanni Andrea Gilio (it) et son traité Deux dialogues publié en 1564, ou Johannes Molanus et son Traité des saintes images publié en 1570 après la furie iconoclaste, livre qui rencontre rapidement l'assentiment des autorités religieuses et est connu des prélats de la Réforme catholique), prétendent exclure l'indécence non seulement des édifices religieux, mais aussi des demeures particulières. Mais la censure des nudités n'atteint pas les œuvres profanes à thèmes mythologiques. La multiplication des manuels théologiques et des circulaires ecclésiastiques montre l'efficacité relative de cette interdiction dans le domaine religieux. Des particuliers, comme les Médicis ou les Borghese, aristocrates ou hommes d'Église, recherchent, voire commandent pour leurs appartements privés, tel sujet mythologique qui justifie l'emploi de la figure nue, ou un sujet religieux en laissant sa composition entièrement à l'initiative de l'artiste. Celle-ci reste l'occasion, pour les sculpteurs comme pour les peintres, de se confronter à ce sujet qui non seulement présente des difficultés dans la maîtrise de la représentation de l'anatomie, mais aussi permet de créer une image du Beau, en tant qu'idéal. Les mécènes ou collectionneurs peuvent ainsi continuer à apprécier conjointement sujets pieux et sujets érotiques, scènes religieuses couvertes d'un voile de pudeur et scènes mythologiques plus ou moins débridées. La censure des nudités, qui restera une constante de la piété rigoriste, est à l'origine de la mutilation de sculptures, du rhabillage des tableaux et des statues : repeints de pudeur (feuilles de vigne ou de figuier en guise de cache-sexe, éléments plus « naturels » comme les cheveux sur les nus féminins, étoffes pudiques cachant la poitrine de la Vierge, le sexe et les fesses des saints et des anges, les plus célèbres étant ceux apportés par Daniele da Volterra), ajout de pagne de pureté (perizonium en plâtre ou en plomb sur les statues, perizonium opaque puis transparent sur les peintures). Après le concile de Trente, la situation est de plus en plus confuse. L'Inquisition romaine continue à raisonner en termes de décence alors que les artistes et le public réagissent de plus en plus en termes de pudeur. La religion emboîtera le pas de ces derniers, en condamnant les siècles suivants d’art l'acte de regarder les peintures et les sculptures nues avec complaisance et concupiscence : comme le note Jean Claude Bologne, « la Renaissance, en libérant la nudité, a déclenché la plus formidable campagne de pudeur artistique des temps modernes ».
Quand il n'y a pas de cache-sexe, souvent le sexe est sans toison pubienne, à la manière de certaines sculptures antiques archaïques.[réf. souhaitée] Mais certains ne s'embarrassent pas de ces convenances, comme le David de Michel-Ange ou le Persée de Benvenuto Cellini, exposés aux regards sur la place publique dès leur création.
Certains nus de la Renaissance sont toutefois censurés plus tard, par les descendants des propriétaires des œuvres. C'est notamment le cas d'une fresque de Masaccio (ci-dessous) sur laquelle les sexes des deux personnages sont recouverts de feuilles de figuier deux siècles plus tard (et enlevées lors de la dernière restauration).

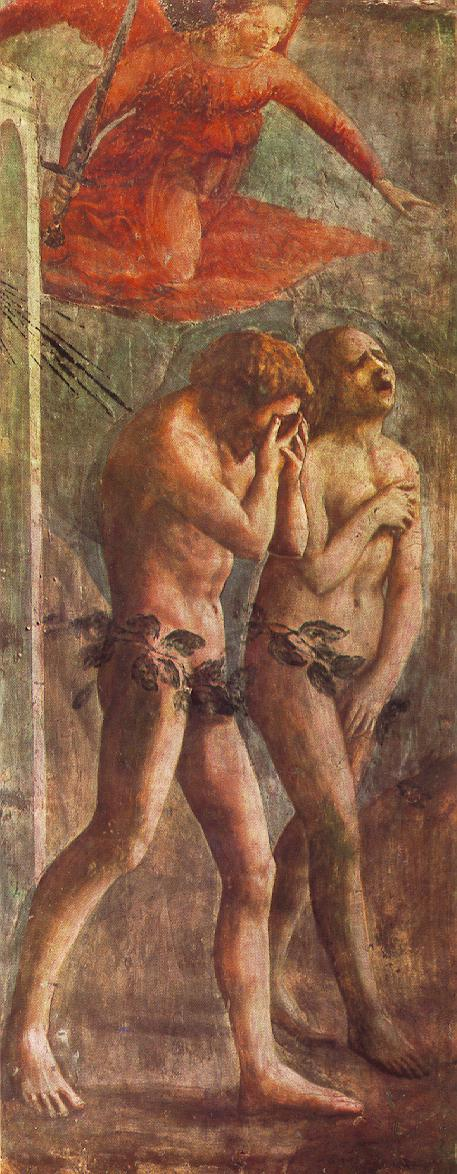
L'Expulsion d'Adam et Ève du Paradis de Masaccio, avec le feuillage de la censure
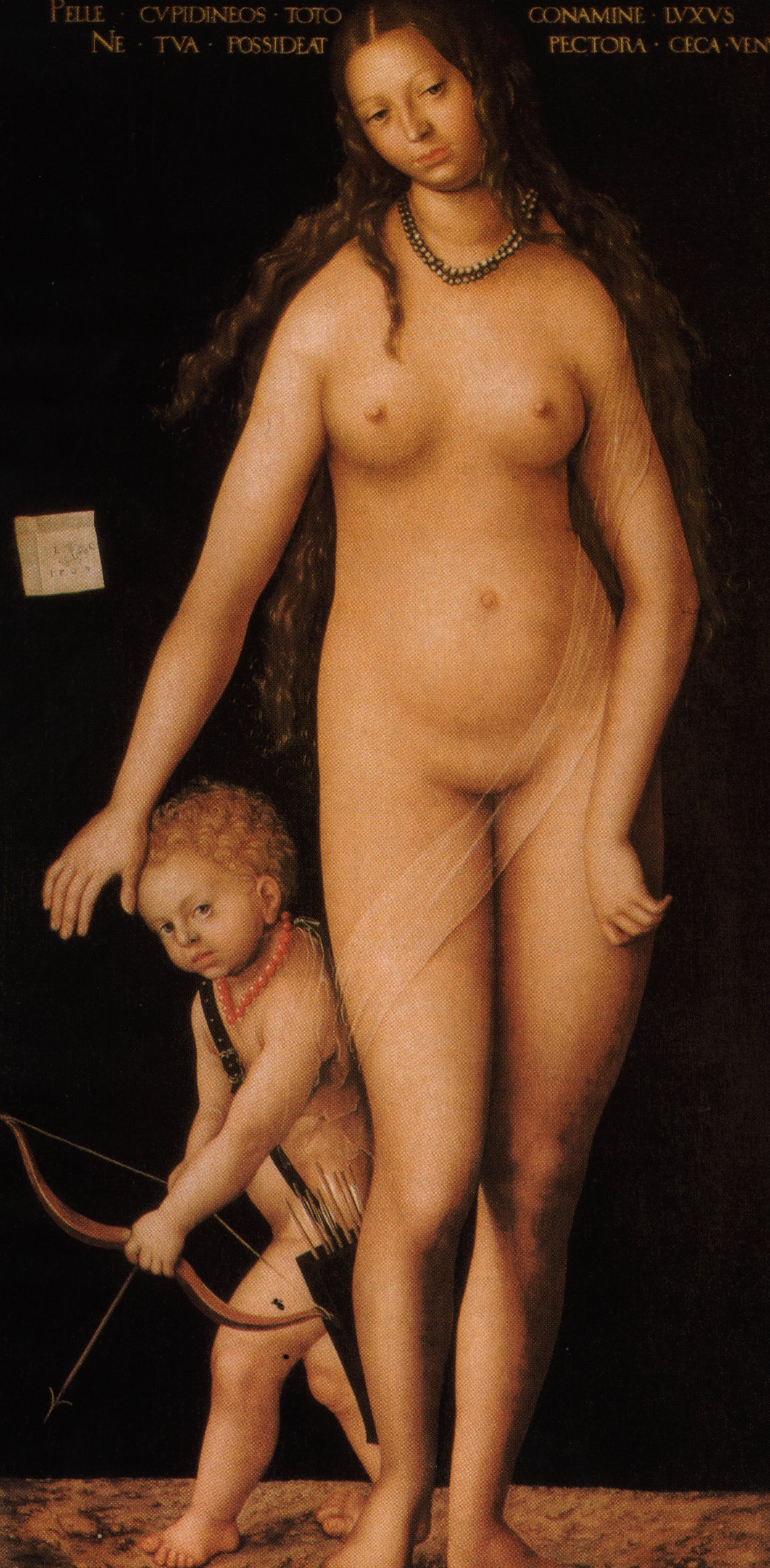
Lucas Cranach l'Ancien, Vénus et Cupidon, 1509. Voile apposé par l'artiste. Musée de l'Ermitage
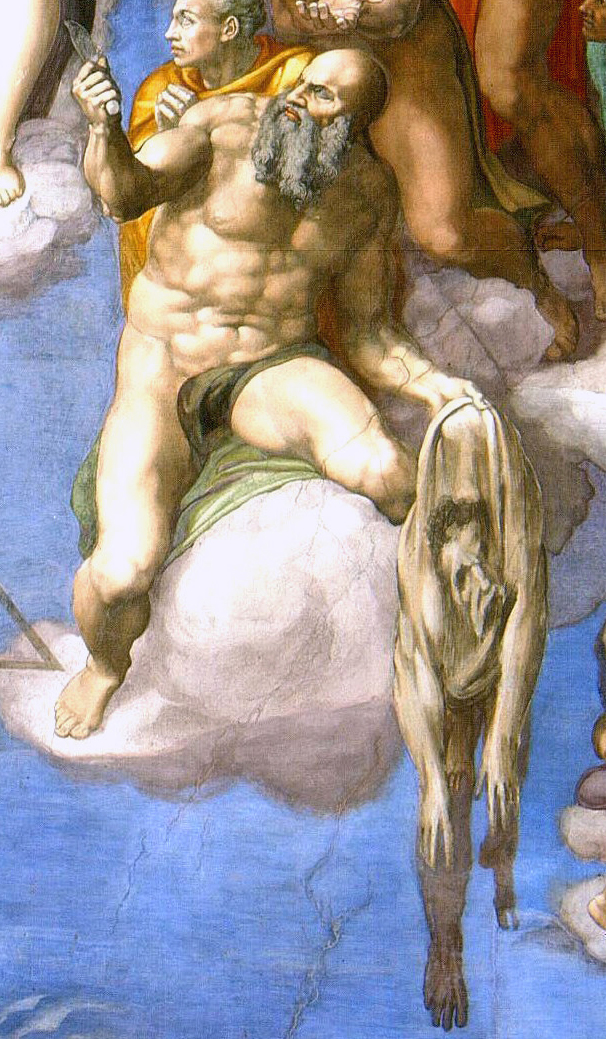
Le Jugement dernier, fresque censurée de Michel-Ange, 1536-1541.
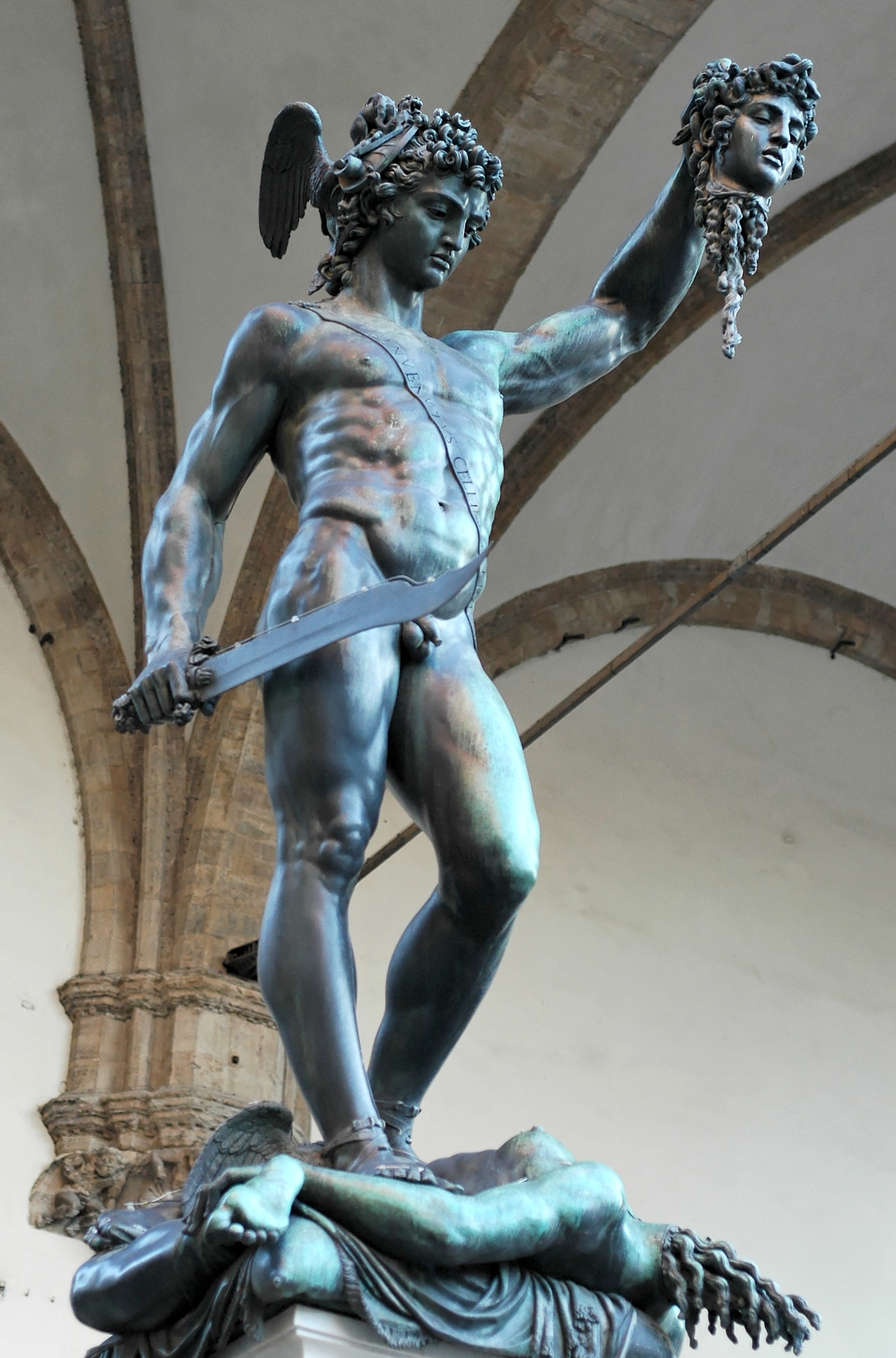
Benvenuto Cellini, Persée (1545). Loggia des Lanzi, Piazza della Signoria, Florence

### Baroque et maniérisme

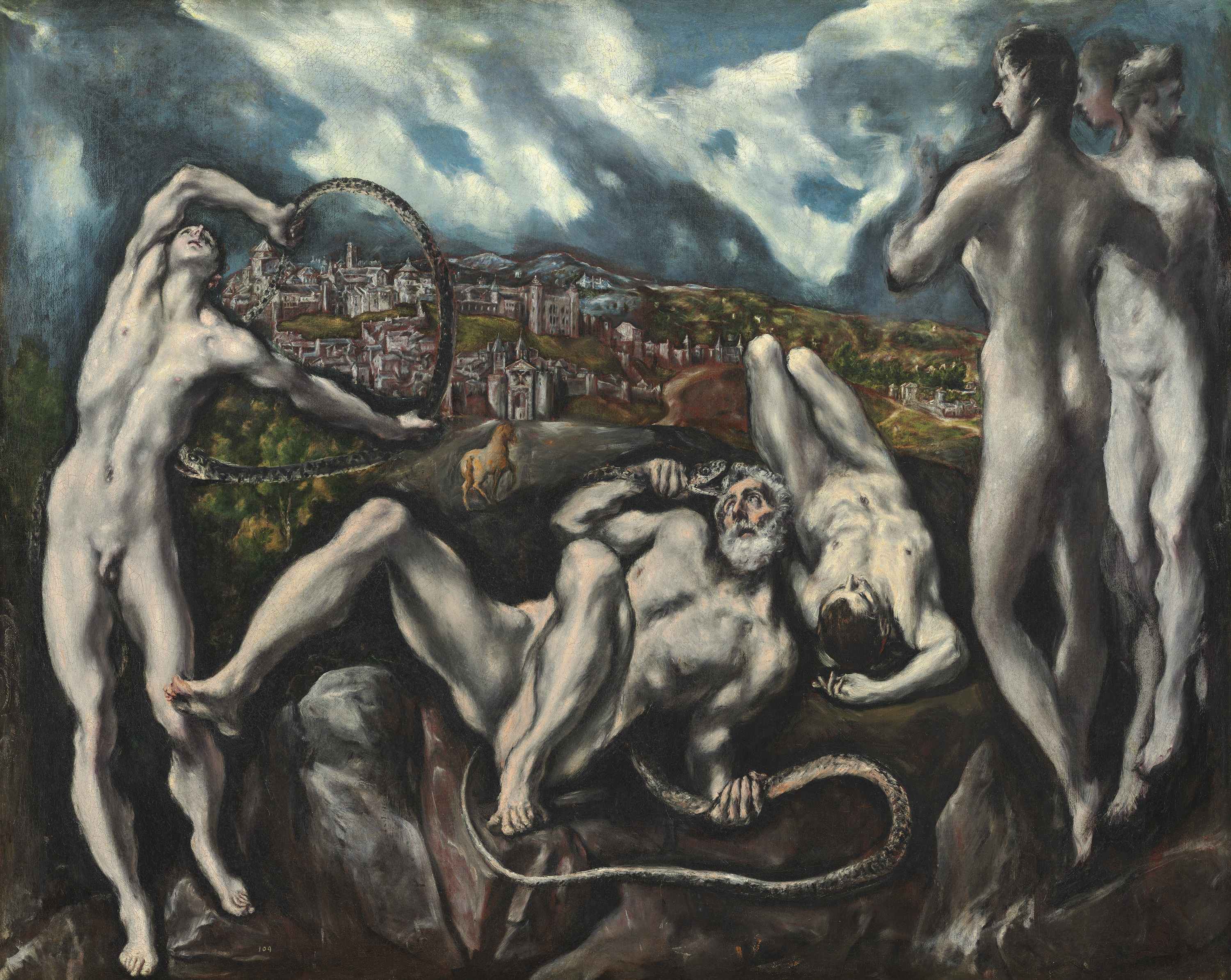
Le Greco, Laocoon (1604-1614).

En droite ligne de la Renaissance, l'art baroque et le maniérisme introduisent une exagération systématique dans les poses, le style et les sentiments donnés aux sujets représentés. La motivation des peintres n'est plus obligatoirement la recherche du réalisme presque anatomique (celui-ci a déjà été atteint). Grâce au clair-obscur introduit par le Caravage - L'Amour victorieux, 1601 -, puis Rembrandt, les corps et la chair se détachent désormais des seconds plans et sont éclairés comme jamais auparavant. On n'hésite pas à montrer des corps meurtris, contrefaits ou torturés, comme le Laocoon du Greco ou les innombrables représentations du Christ.[réf. nécessaire]

### Rococo

Odalisque de Boucher (1740).

En totale contradiction avec les courants précédents viendra plus tard le rococo. Celui-ci se caractérise par la mise en avant de scènes privées. Dans cette optique, les nus sont eux aussi des scènes privées, principalement féminins et assez souvent érotiques.[réf. nécessaire]
Watteau peint une dame faisant sa toilette, François Boucher lui n'hésite pas à peindre nue une des courtisanes de Louis XV, ou encore à se servir de sa propre femme comme modèle de son Odalisque (dans une pose très suggestive).
Pour autant les thèmes mythologiques et surtout les allégories (principalement l'amour) ne sont pas délaissés ; ils suivent les caractéristiques du courant : couleurs (et formes) douces et diffuses.

### Néo-classicisme

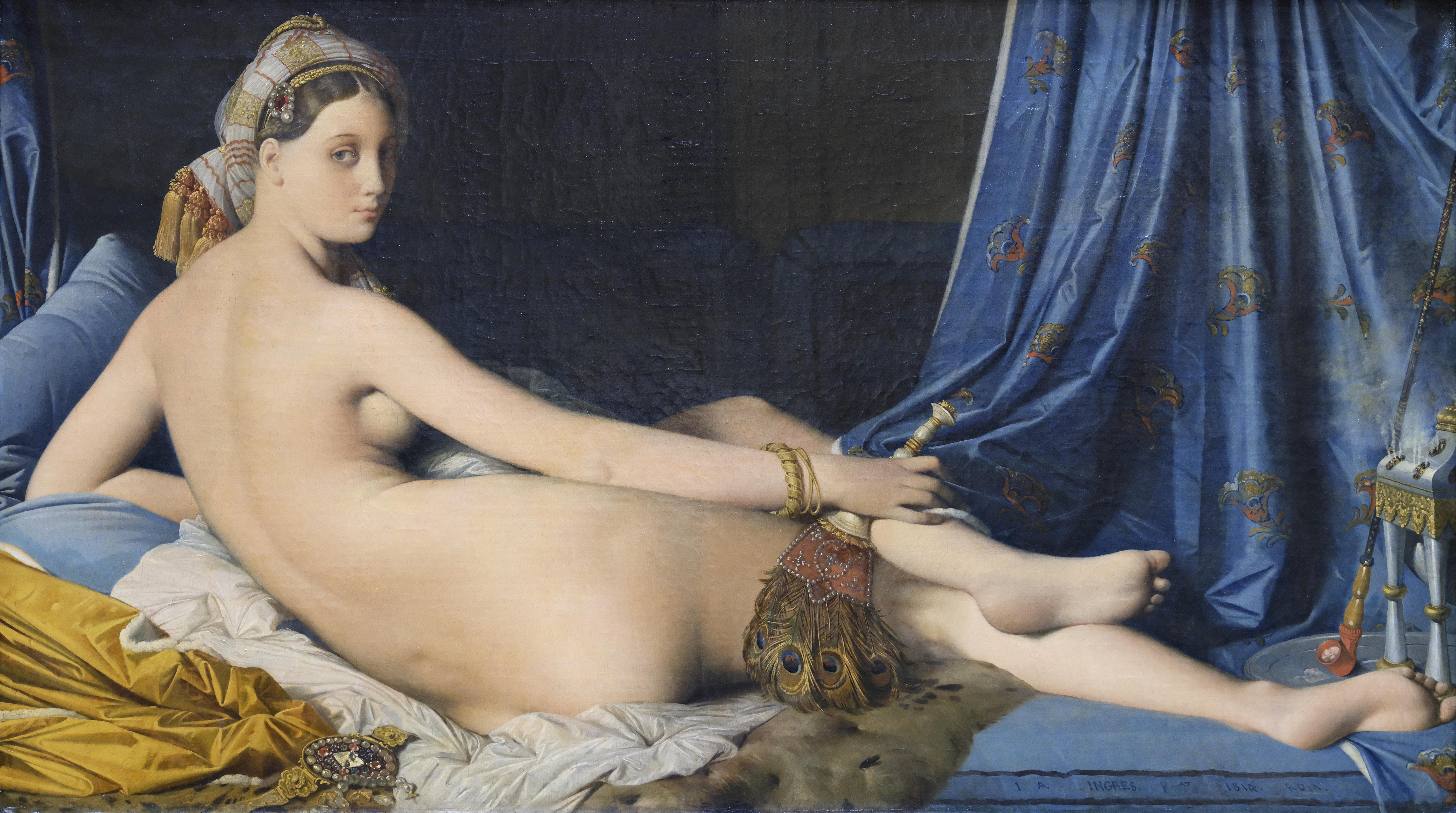
La Grande Odalisque de Dominique Ingres, 1814.

Les découvertes archéologiques qui résultèrent des fouilles d'Herculanum (1738) puis de Pompéi (1748) eurent un grand retentissement dans le domaine artistique. Elles contribuèrent à la mise au goût du jour du classicisme et, à travers lui, du néo-classicisme. Le mouvement néo-classique prônait un nouveau retour aux racines antiques (en opposition au rococo). L'art grec et romain deviennent le modèle qu'il faut suivre. C'est le départ d'un vaste mouvement qui englobe la peinture, la sculpture, mais aussi la littérature, et l'architecture.
Proche du romantisme, il donna lieu a de nombreuses déclinaisons de thèmes mythologiques classiques, mais également de thèmes liés à la naissance du concept de nationalisme et aux idéaux révolutionnaires (notamment chez Jacques-Louis David) où les nus apparaissaient le plus souvent dans des scènes de guerre, avant d'être intégrés aux représentations de la bourgeoisie de la Restauration et de la Troisième République.
Dans la hiérarchie des genres, la peinture de personnage, qu'elle soit historique ou allégorique, occupe la première place. Le nu, par la difficulté de représenter l'anatomie et la carnation, permet à l'artiste de démontrer son talent. Pour qu'un nu soit admis dans les salons officiels et ne scandalise point le public, le peintre le désexualise en lui donnant les contours idéalisés d'une sculpture antique et l'identité reconnaissable d'un personnage biblique ou mythologique. Les nus néoclassiques de la seconde phase se caractérisent par un rendu velouté et uni, proches de l'idéal de pureté et de virginité de la première période romantique. Les nus les plus connus de cette période sont ceux de Dominique Ingres, notamment sa Grande Odalisque, dont les vertèbres supplémentaires ajoutent une note maniériste.
En sculpture, on fait un grand usage de sujets et de poses antiques, dont la célèbre Vénus de Canova pour laquelle Pauline Bonaparte avait posé. Si le nu intégral ne choque plus guère pour les œuvres publiques monumentales, on note une pratique particulière concernant les sculptures en bronze destinées aux particuliers. Souvent on y ajoute un cache-sexe opportun, bout de pagne ou feuille de vigne, y compris pour les reproductions d'antiques.

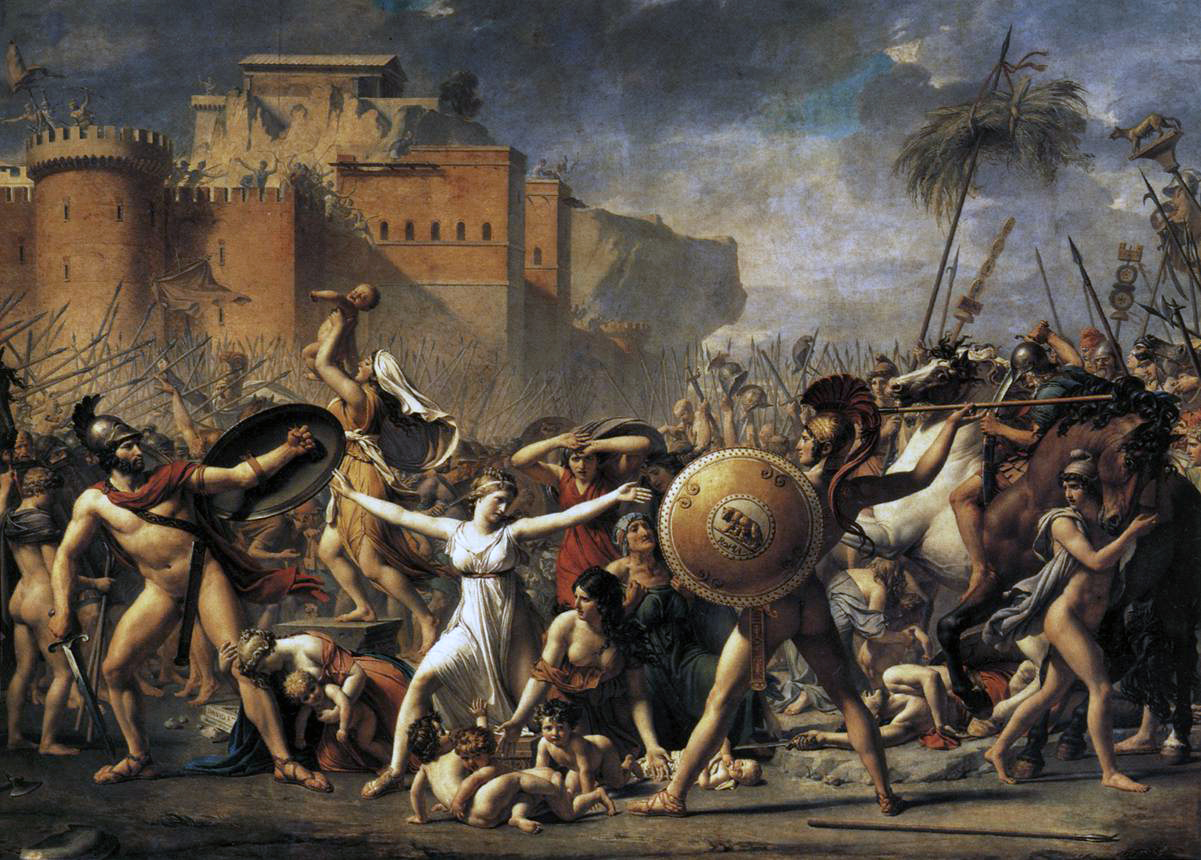
Les Sabines de Jacques-Louis David, (1796-1799).
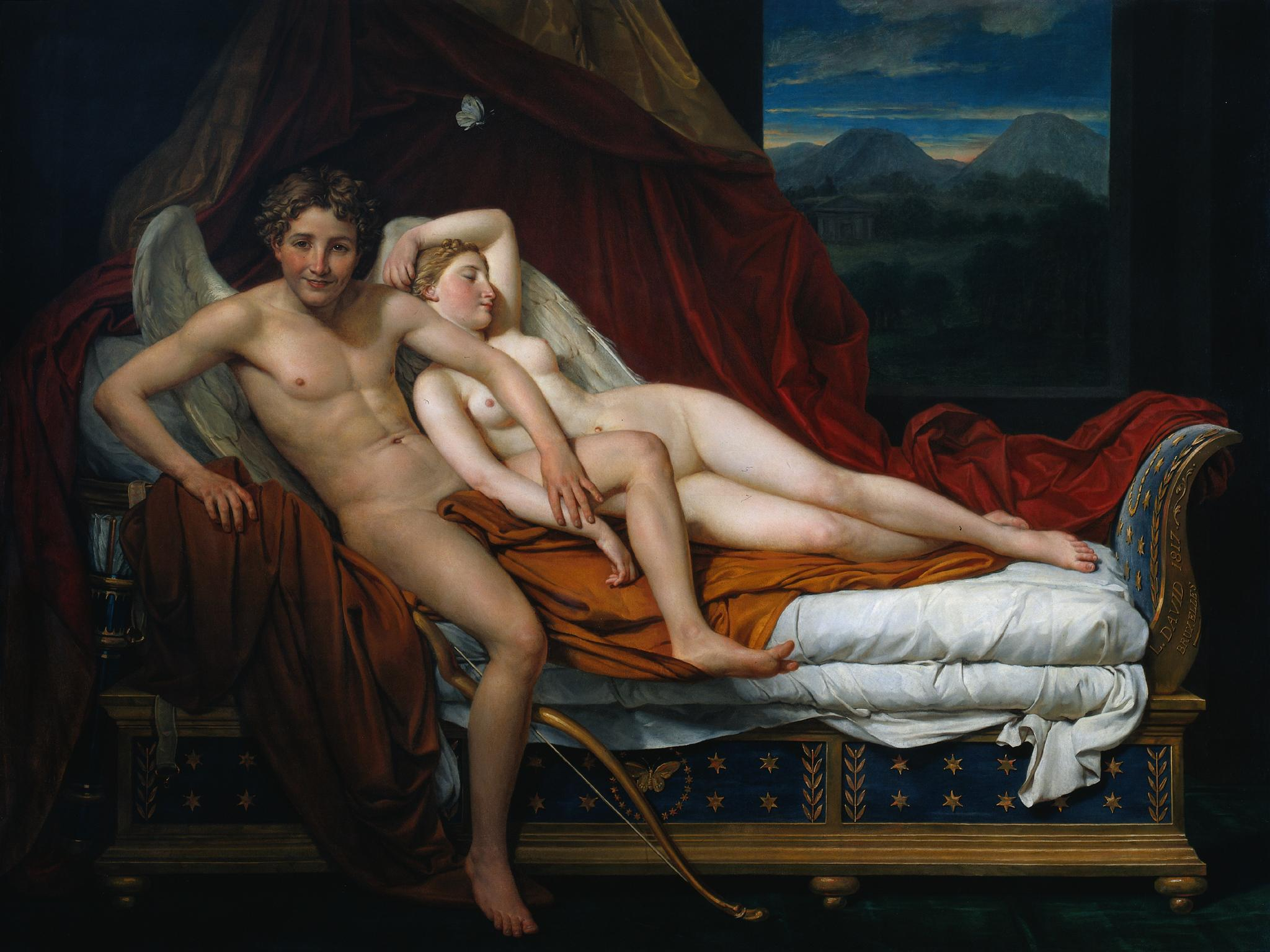
Cupidon et Psyché de Jacques Louis David (1817).

### Romantisme

La Liberté guidant le peuple. Eugène Delacroix, 1830. Huile sur toile,. Musée du Louvre

Marie-Madeleine de Francesco Hayez (1825).

La peinture romantique, réaction du sentiment contre la raison, se caractérise par un goût très marqué pour la dramatisation. Les peintres n'hésitent plus à montrer la réalité, aussi violente qu'elle puisse être. La peinture romantique se caractérise aussi par l'arrivée de l'exotisme dans les mœurs occidentales, par le fantasme du harem (par exemple Au harem - Femme au bain de Théodore Chassériau de 1854), des femmes mises à disposition ; les œuvres deviennent plus libérées et les nus expriment la sensualité et parfois même la sexualité. La peinture romantique est une totale rupture avec le classicisme et s'écarte également du néoclassicisme par un relâchement des conventions formelles : ce ne sont plus les formes et les sujets que l'on met en valeur, mais davantage l'intensité des couleurs, des contrastes et de la lumière.
Le romantisme en sculpture n'apparut qu'assez tard, vers 1830, et dura peu. Jusque-là les artistes, n'osant pas rompre avec le canon traditionnel, tentaient seulement d'accentuer le mouvement des lignes ou de leur donner plus de souplesse (par exemple le Spartacus de Foyatier ou le Coureur de Marathon de Cortot). La Liberté guidant le peuple de Delacroix reprend le torse de la Vénus de Milo de la Grèce Antique pour peindre la femme du peuple.

### Réalisme et impressionnisme

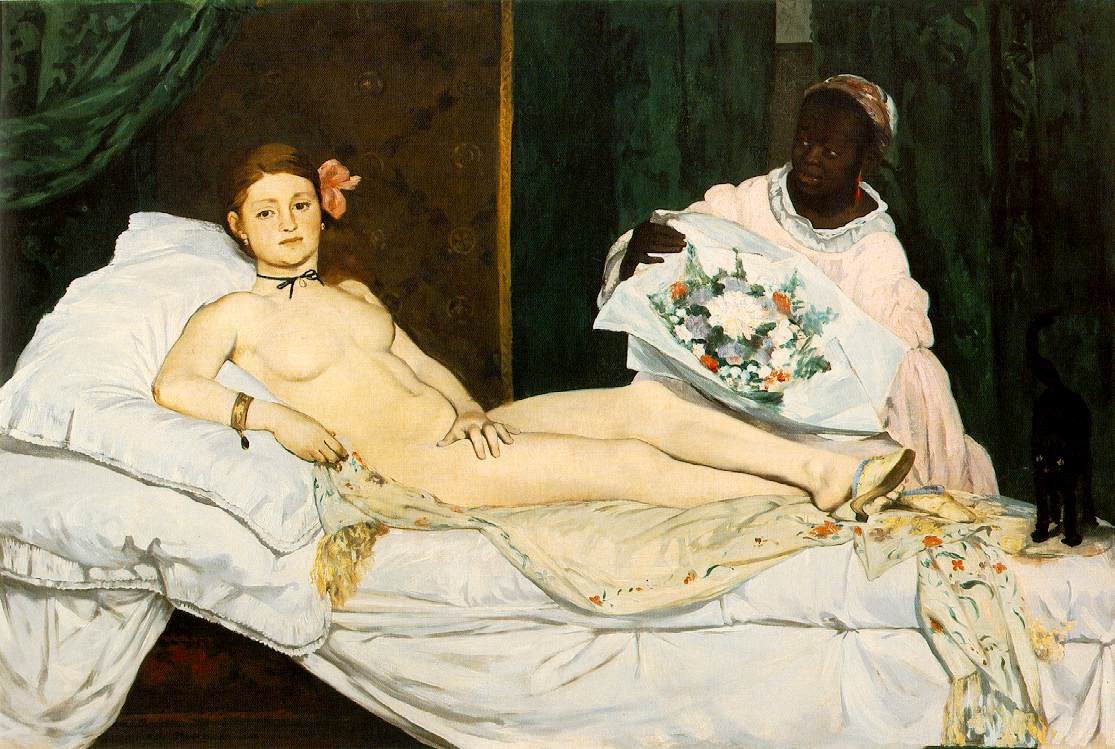
Olympia de Manet (1863).

L'Origine du monde de Gustave Courbet (1866), musée d'Orsay, Paris.

Ces deux mouvements de la seconde partie du XIXe siècle firent scandale à leur époque en utilisant le nu dans des situations réalistes et non plus pour des scènes mythologiques ou historiques.
Proches des préoccupations sociales de leur époque, les peintres réalistes privilégièrent les études de nus féminins sur le vif, dans des situations quotidiennes. Ils prennent pour modèles des femmes de classes sociales inférieures, des prostituées ou leurs maîtresses car jusqu'à cette période, les modèles des nus académiques étaient presque toujours masculins.
Loin de l'idéalisation du néoclassicisme, ces œuvres crues choquèrent le public et les critiques contemporains. Gustave Courbet avec son tableau L'Origine du monde, montre une représentation sans voile du sexe féminin. Le tableau, exposé au musée d'Orsay depuis le milieu des années 1990 alors qu'il n'avait été précédemment montré qu'au cercle restreint de ses propriétaires successifs, est encore aujourd'hui considéré comme indécent, comme en témoigne une action en justice à l'encontre du site Facebook accusé de censure par un internaute.
Les nus impressionnistes empruntèrent à l'école réaliste un goût pour le quotidien, en opérant toutefois un retour marqué à certaines scènes bucoliques, idéalisées. Un des initiateurs du mouvement fut Édouard Manet qui provoqua un scandale au Salon des Refusés en 1863 en présentant le Déjeuner sur l'herbe, où une femme entièrement nue participe à un simple pique-nique dans la nature en compagnie d'hommes habillés. La culture ou la sincérité des critiques peut être mise en cause, puisqu'un seul remarqua que le tableau était une reprise du Concert champêtre de Giorgione, que Manet avait vu en Italie. Le nu suivant, de nouveau une variation sur un classique italien (la Vénus d'Urbino du Titien), Olympia provoqua encore un tollé car il représentait une femme ordinaire, probablement une prostituée, nue mais ayant gardé son collier, un bracelet et ses mules aux pieds et accompagnée d'une domestique noire (lui présentant peut-être le bouquet d'un admirateur) et d'un chaton noir.

### Nu dans l'art duXXesiècle
Au début du XXe siècle, l'art figuratif a été réinterprété grâce à l'éclairage nouveau qu'ont pu offrir les nouvelles techniques et les nouvelles approches (la psychanalyse par exemple)[réf. souhaitée]. Les premiers ouvrages traitant de l'esthétique du nu, comme genre, sont publiés. Le nu féminin exécuté dans une facture moderne, de Renoir à Modigliani, se vend bien.
Les Demoiselles d'Avignon (de Picasso, 1906) sont un exemple célèbre de distorsion de nus à travers le prisme multifocal[Quoi ?] du cubisme[réf. souhaitée]. L'expressionnisme abstrait ne quitte pas la thématique traditionnelle du nu qui, chez Raymond Moisset entre autres, reste perceptible.
Dali ou René Magritte peignent des nus dans un style académique dont ils subvertissent le caractère conventionnel par des incongruités qui ne concernent que le sujet. Balthus, comme eux, travaille dans le cadre de l'esthétique admise à l'École, tout en se démarquant par une approche sexuelle qui met souvent en scène des jeunes filles partiellement dénudées.[réf. nécessaire]

### Expressionnisme

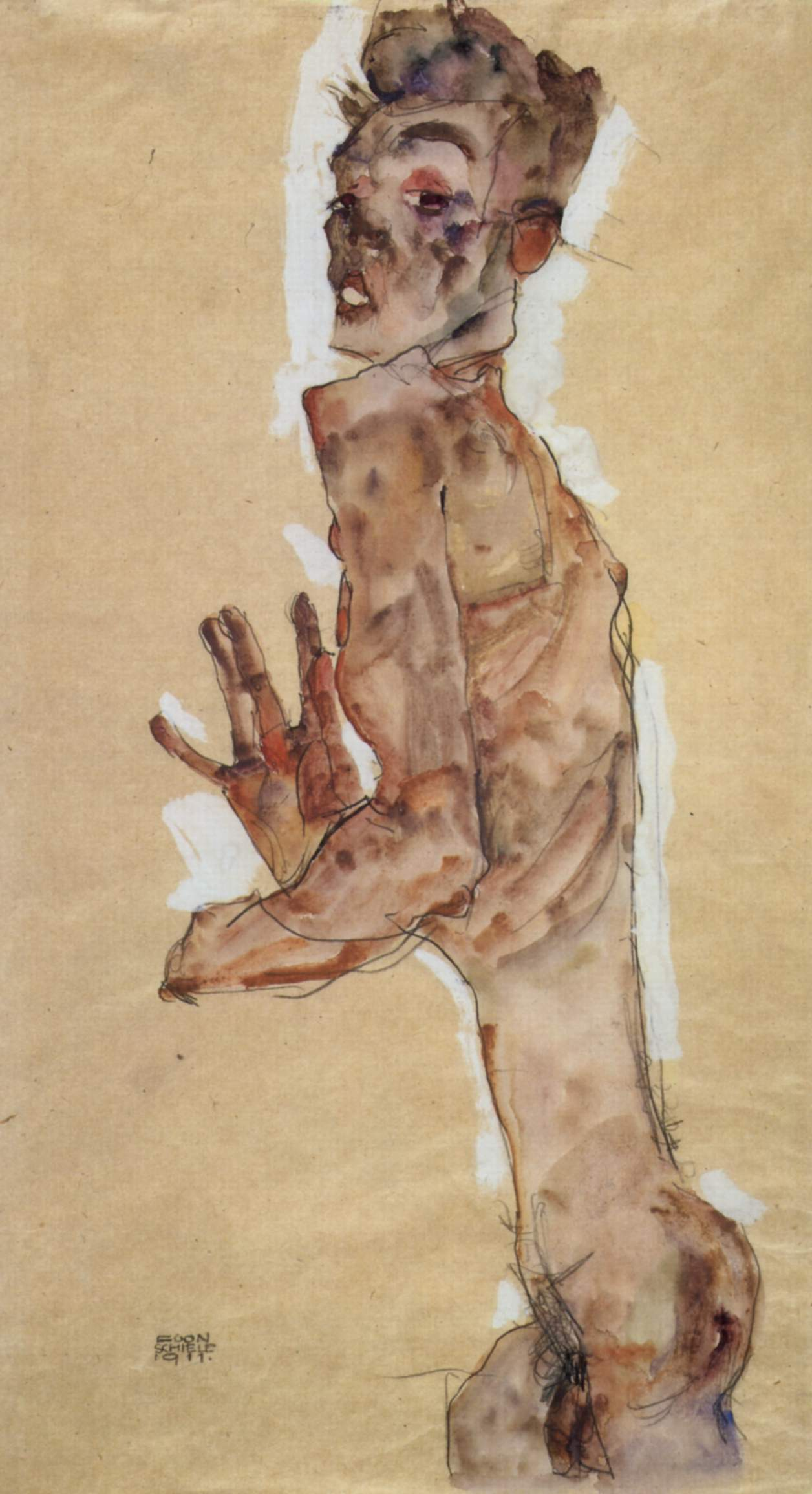
Egon Schiele
Autoportrait, 1911
. Crayon et aquarelle sur papier

### Art des totalitarismes
Le néoclassicisme a connu un renouveau au XXe siècle, du fait de certains régimes dictatoriaux qui en attendaient une image de permanence et de continuité de la civilisation[réf. nécessaire]. L'Italie fasciste et l'Allemagne nazie ont puisé dans les représentations idéalisées de la Grèce et de la Rome antique, pour constituer leurs outils de propagande. La propagande nazie notamment montra un réel désir de retourner à un mode de vie proche de celui de l'Antiquité en ce qui concerne la pratique des sports (de façon collective) ainsi que dans le rapport à la nudité ; en effet, le régime soutint le mouvement naturiste allemand, bien qu'il ait été au départ interdit. Au contraire, l'Union soviétique, renforçant les interdits culturels et religieux anciens à l'époque où les artistes commencent à les mettre en question, prohibe la nudité. l'Espagne franquiste, les Estados novos portugais et brésilien font de même[réf. souhaitée].

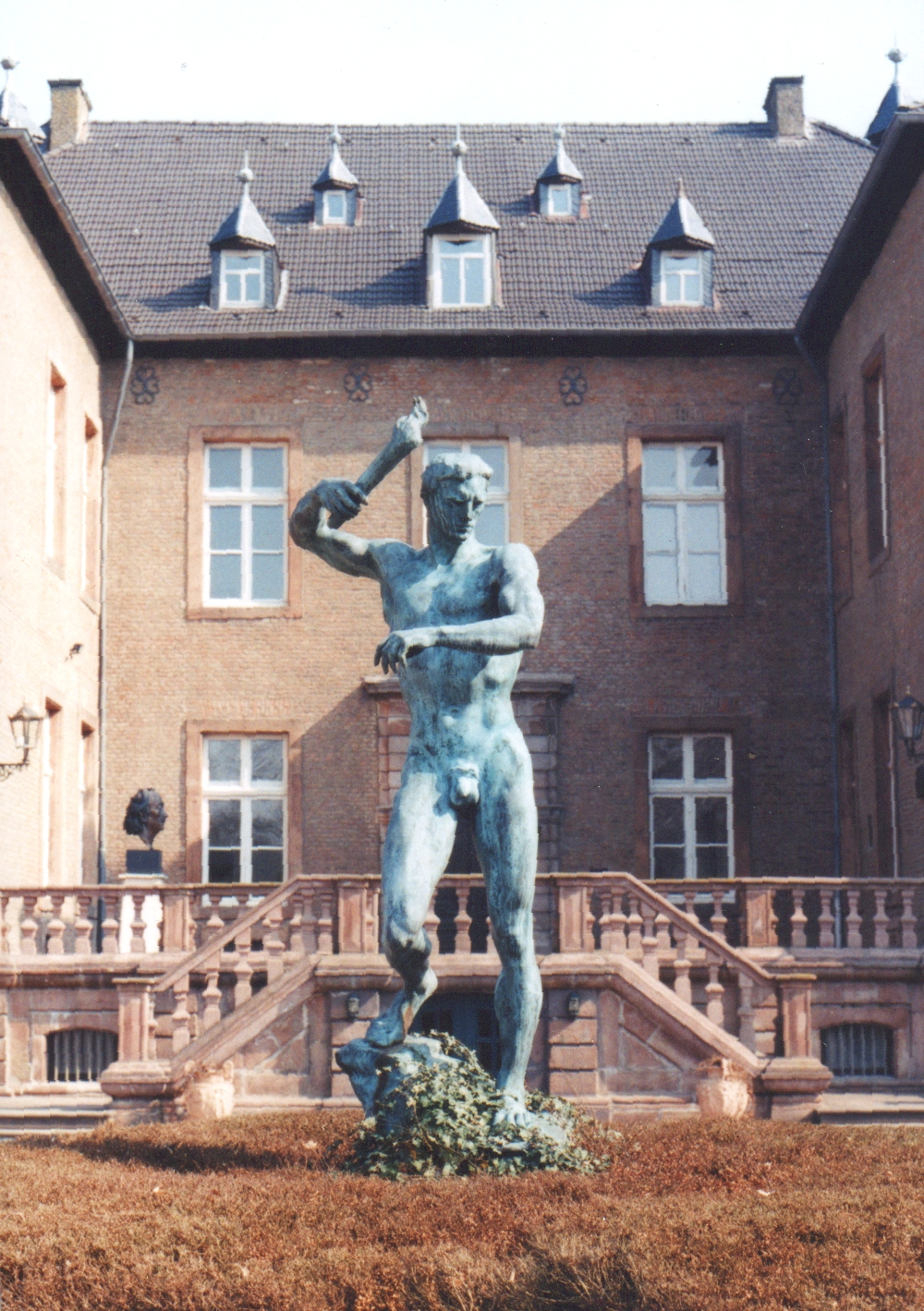
Arno Breker, Prometheus.

On peut observer les similitudes entre le décor des jeux de Berlin, avec les statues d'Arno Breker, et le Foro Italico (stade des Marbres) de Mussolini à Rome, dont le stade est couronné de nus masculins monumentaux[réf. nécessaire]. Les statues du Palais du Trocadéro, qui a accueilli l'Exposition universelle en 1937, avec les pavillons géants de l'Allemagne nazie et de l'URSS communiste, puisent dans le même répertoire. En France on peut citer Pierre le Faguays comme sculpteur de ce courant[réf. nécessaire].
Les représentations masculines (comme celles d'Arno Breker) sont bien souvent des pastiches des représentations classiques, avec une carrure exagérée comme celle de l'Hercule Farnèse, des poses rigides (comme le bras tendu vers la victoire rappelant le Gladiateur Borghèse) et un regard devant inspirer le courage[réf. nécessaire]. Le tout est parfois accentué par les dimensions monumentales des œuvres, ce qui les fait apparaître au spectateur moderne (qui ne perçoit pas les références classiques) comme le modèle d'un hypothétique surhomme aryen[réf. nécessaire].
La monumentalité appréciée par les grandes institutions autoritaires n'en est cependant pas la marque exclusive, comme le montre l'exemple de statue néoclassique de la Liberté par Bartholdi à l'entrée du port de New York, ou les représentations de Bouddha gigantesques en Asie. Les artistes de tous les pays depuis Michel-Ange et son David de quatre mètres de haut s'étaient intéressés à l'effet de la représentation plus grande que nature dans un esprit humaniste. À l'époque moderne, des sculpteurs tout à fait opposés aux régimes autoritaires, comme Rodin et Bourdelle, ont produit des nus monumentaux en assez grand nombre pour que l'indice de la taille ne puisse être retenu pour associer cet indice au fascisme.

### Nu contemporain
Ceux qui, comme Lucian Freud tout particulièrement, se confrontent au nu, insistent sur la distinction entre « nude » (nu) et « naked » (dénudé). Ainsi, « Freud ne peint pas des nus quelconques ; il peint plutôt des proches dénudés. […] Freud insiste sur l’animalité de la figure humaine, pour couper court à toute interprétation de portrait psychologique. »
Après la Seconde Guerre mondiale, le pop art, dans les années 1960, se réapproprie des images commerciales de nus, voire d'images pornographiques (Tom Wesselmann).
Les Fuck Faces, sculptures de Jake et Dinos Chapman, ont souvent suscité des réactions négatives de la part du public. Le corps, ayant abandonné sa dimension de représentation canonique des catégories esthétiques classiques, est devenu un vecteur de réflexion et de subversion. En été 2005, le musée Léopold de Vienne a proposé l'entrée gratuite à l'exposition « La Vérité nue » à ses visiteurs nus, proposition qu'il devait reprendre en 2012 pour l'exposition « Le Nu dans l'Art ».
Dans la lignée de Lucian Freud, mais avec une approche strictement frontale et dénuée de toute expression, Vincent Corpet a traité de la nudité et produit des séries de peintures dans lesquelles les personnes sont représentées à la façon de l'identité judiciaire.

## Nu dans l'art oriental

### Art d'Extrême-Orient

Onna yu (Femmes dans les bains publics) de Kiyonaga, (1780).

La pratique des bains publics mixtes a habitué les Japonais au spectacle des corps dévêtus, et leur art montre assez fréquemment, chez des artistes comme Kiyonaga, des scènes de nudité quotidienne. En revanche, le nu est généralement absent des shungas, ces gravures spécialisées dans la représentation de scènes érotiques, où le drapé compliqué des vêtements est utilisé pour mettre en valeur, mieux que ne le ferait une nudité trop familière, le jeu des organes génitaux. Le Rêve de la femme du pêcheur d'Hokusai, où le corps du personnage est entièrement dénudé, constitue une exception à cet égard.

### Arts du monde indien

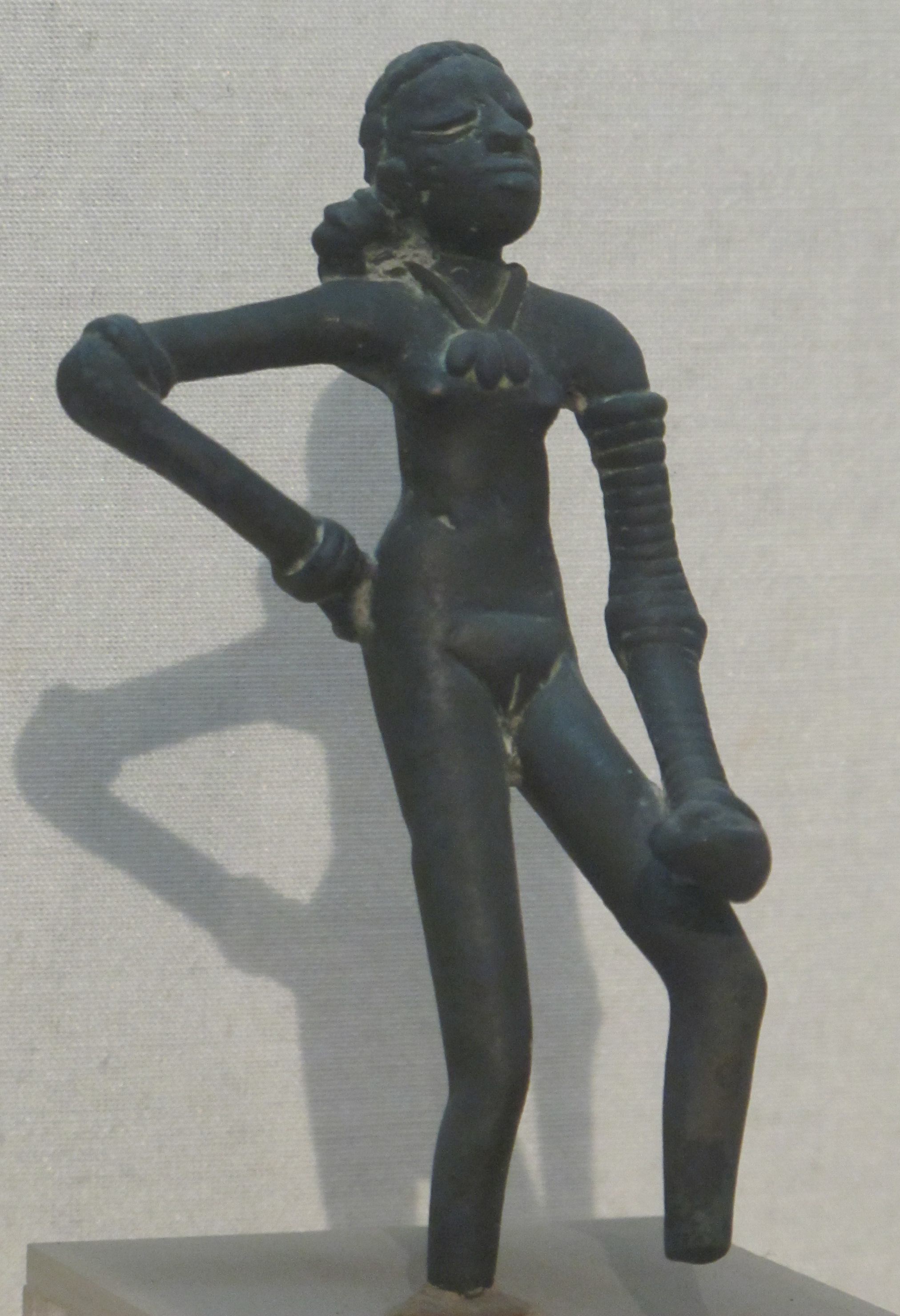
Statuette de cuivre, H. 14 cm dite « La danseuse ». Civilisation de la vallée de l'Indus, 2500-1500 av. notre ère. Musée national (New Delhi).
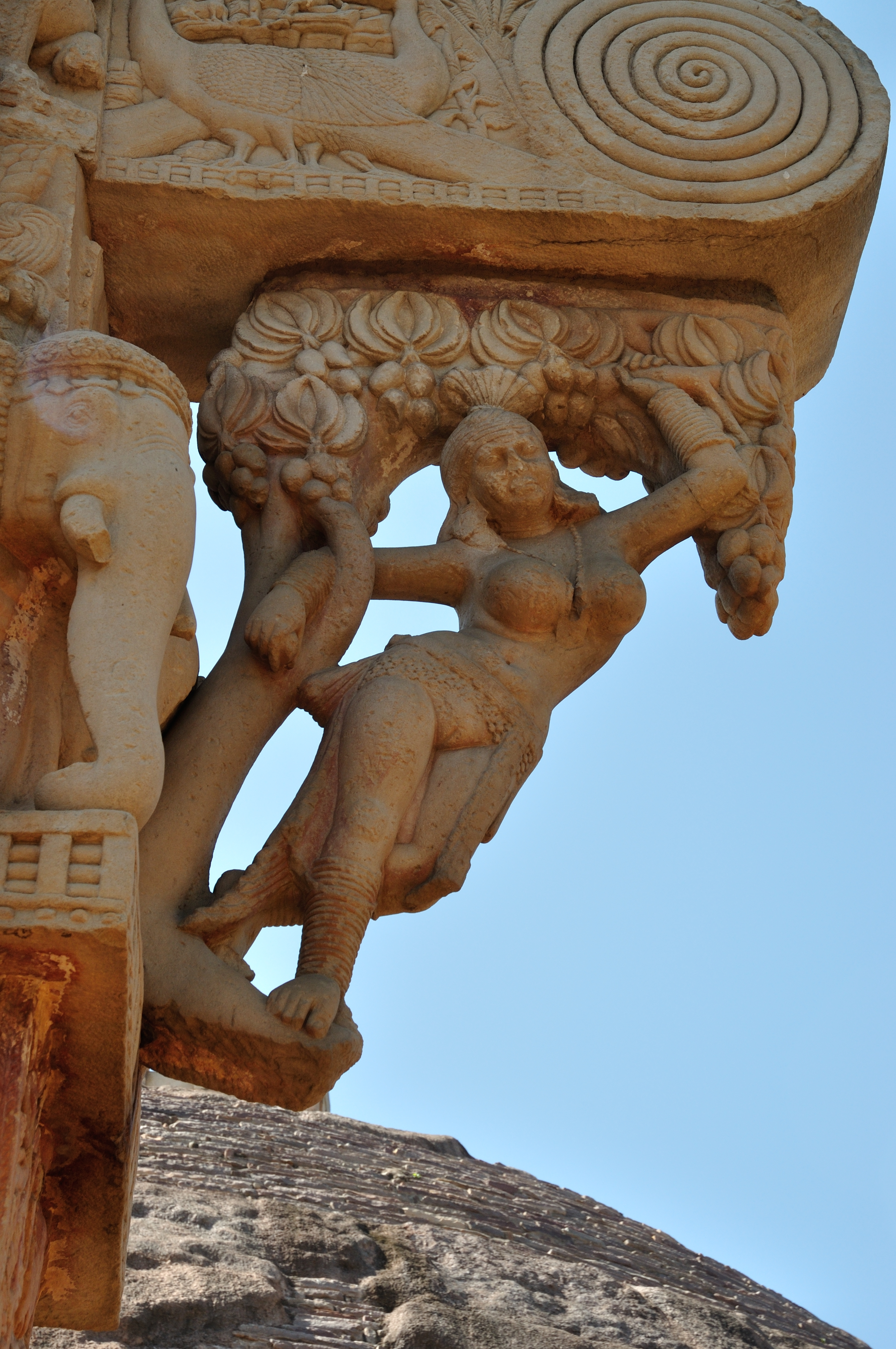
Salabanjika, ou « divinité de l'arbre ». Torana est du grand stupa de Sanchi, Ier siècle de notre ère
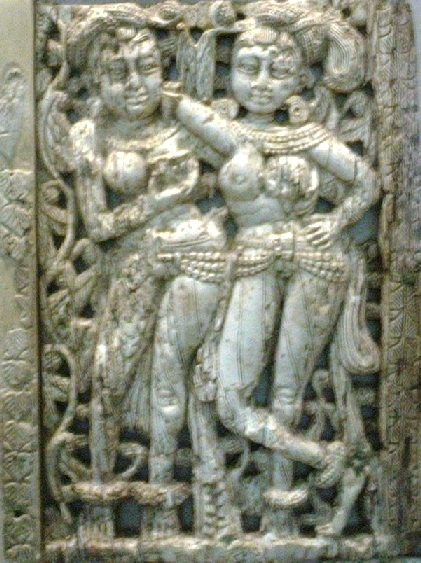
Deux jeunes femmes sous une frondaison fleurie. Ivoire. Trésor de Begrâm, v. le début de notre ère. Musée Guimet
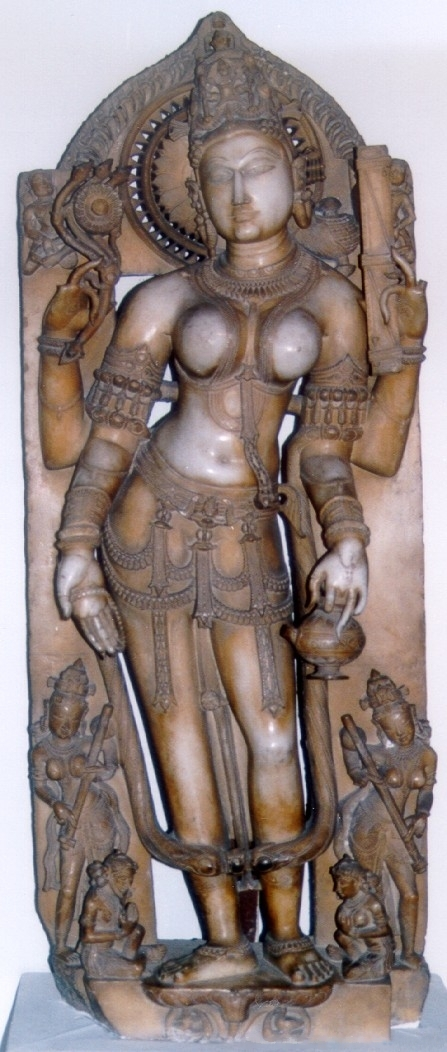
La déesse Sarasvati, déesse hindoue des arts et de la connaissance, dans son interprétation formelle jaïne. Rajasthan, Musée national (New Delhi)
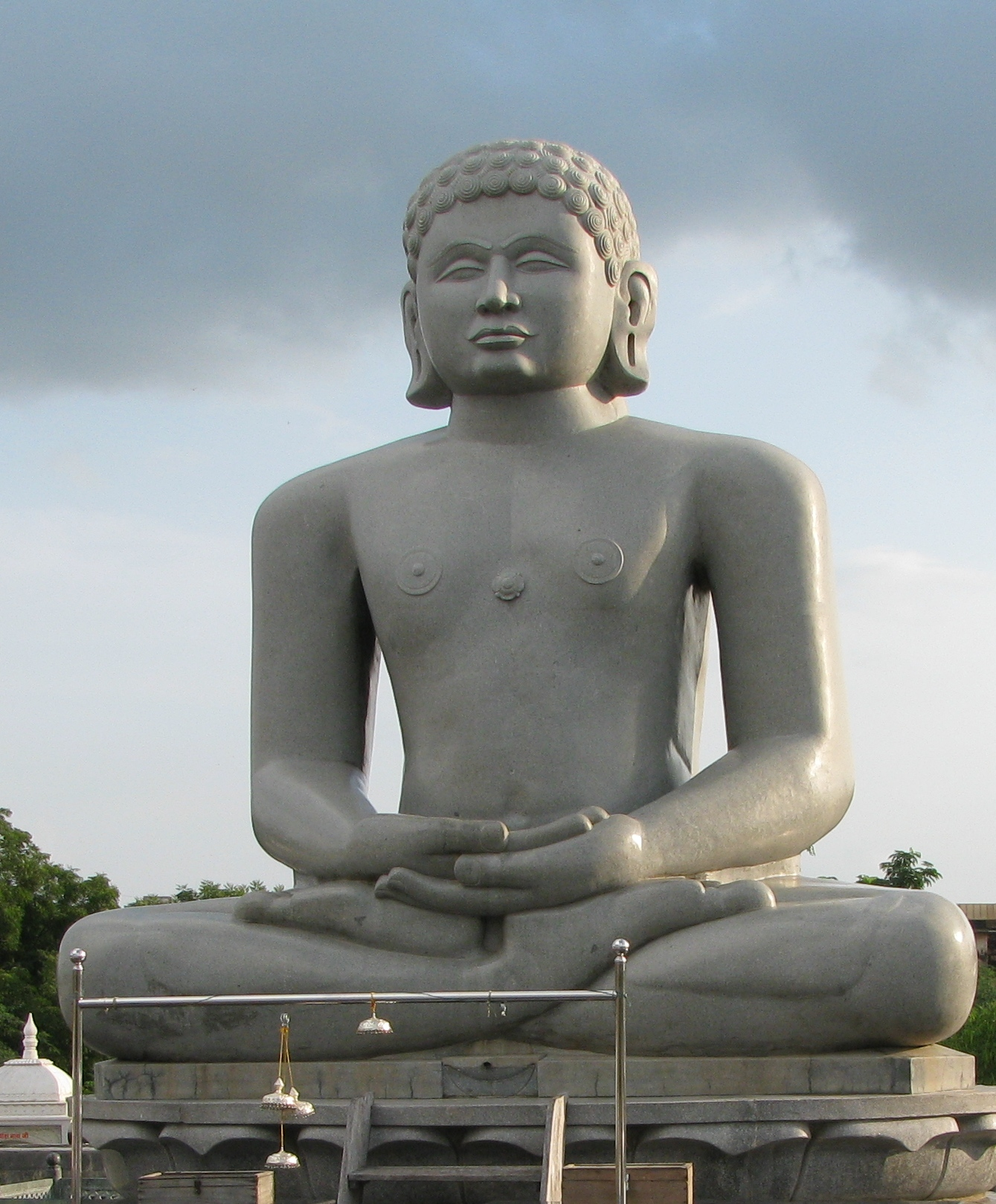
Padmasana Chandraprabha . Chandragiri Padmasana Chandraprabha, temple jaïn de Tiraja (en), Rajasthan
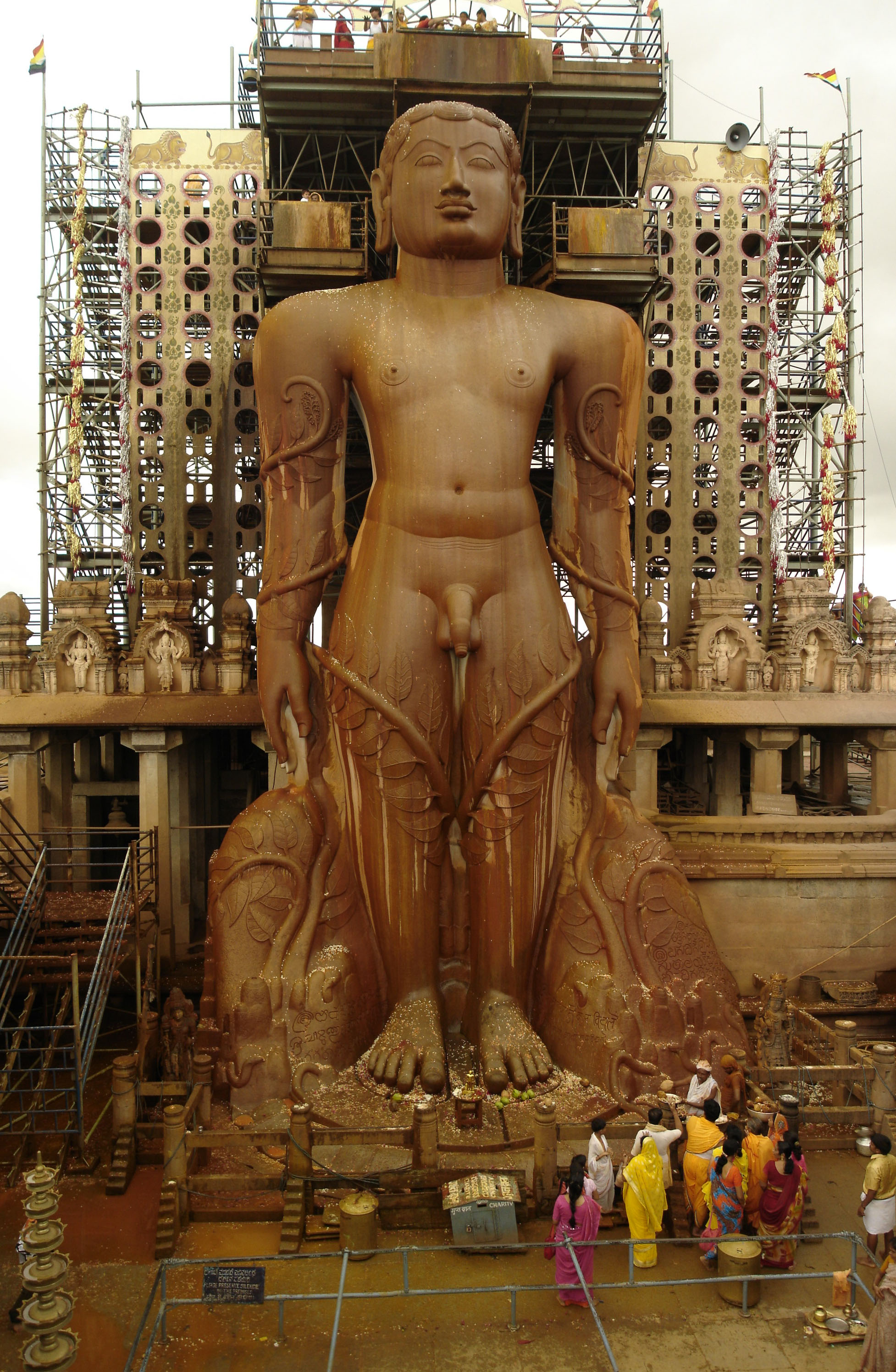
Statue de Gomateshvara, sanctuaire jaïn de Shravanabelagola. Statue considérée par certains comme le plus grand monolithe taillé du monde.
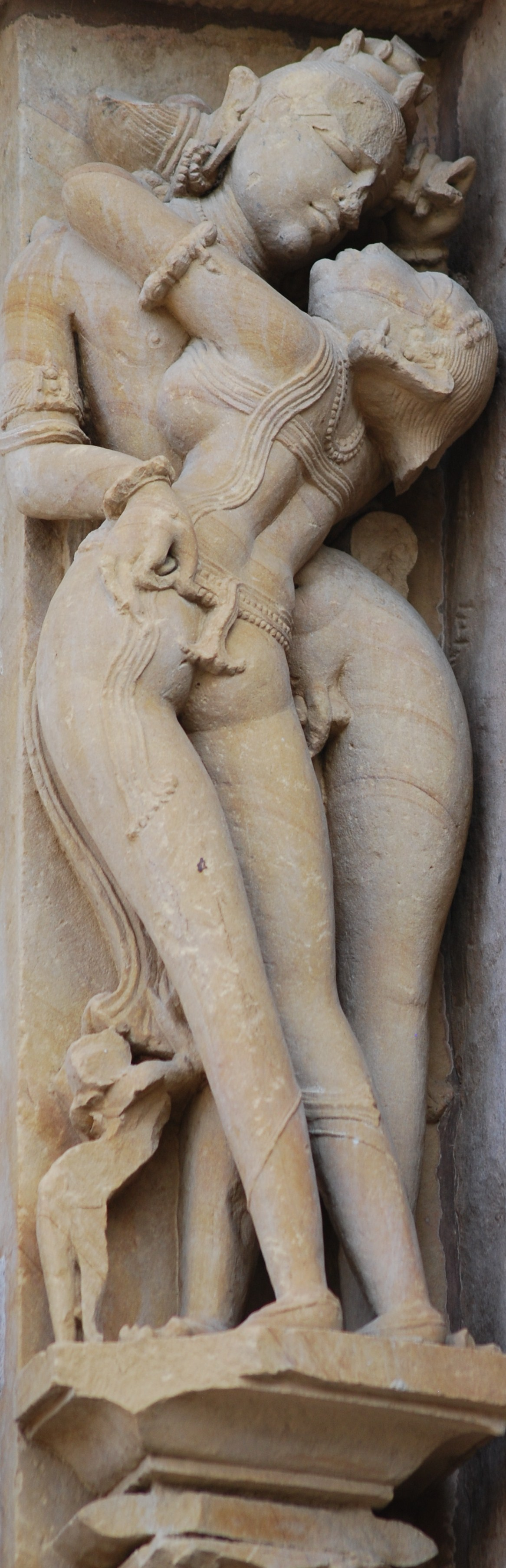
Khajuraho, temple de Chitragupta. Mithuna, couple amoureux.
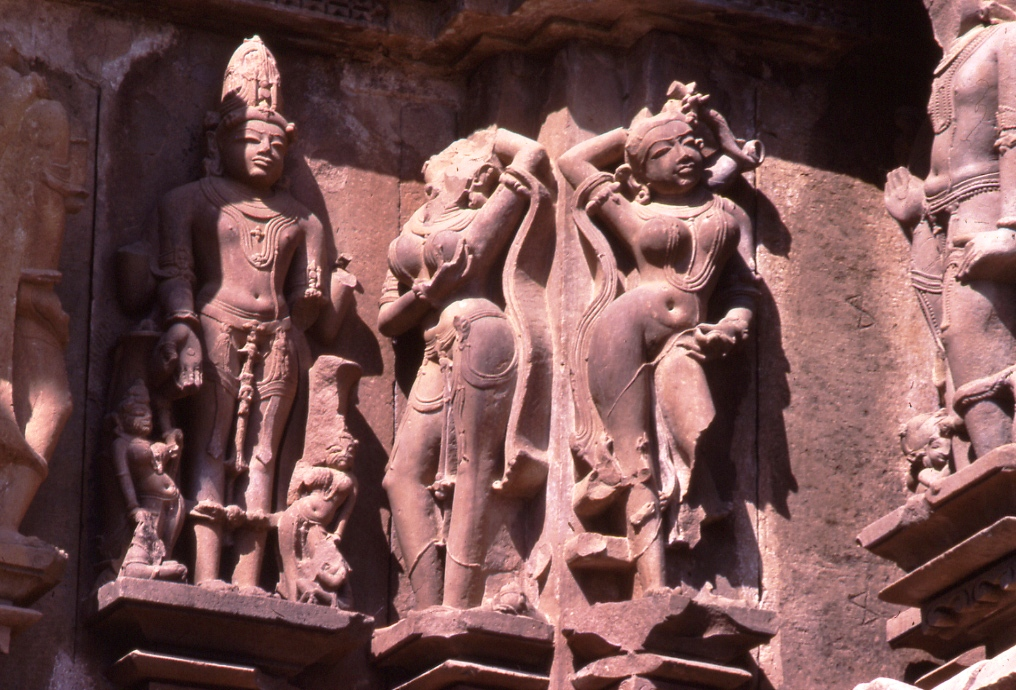
Khajuraho, temple de Chitragupta. Apsara dans la pose à "triple flexion canonique" (tribhanga)
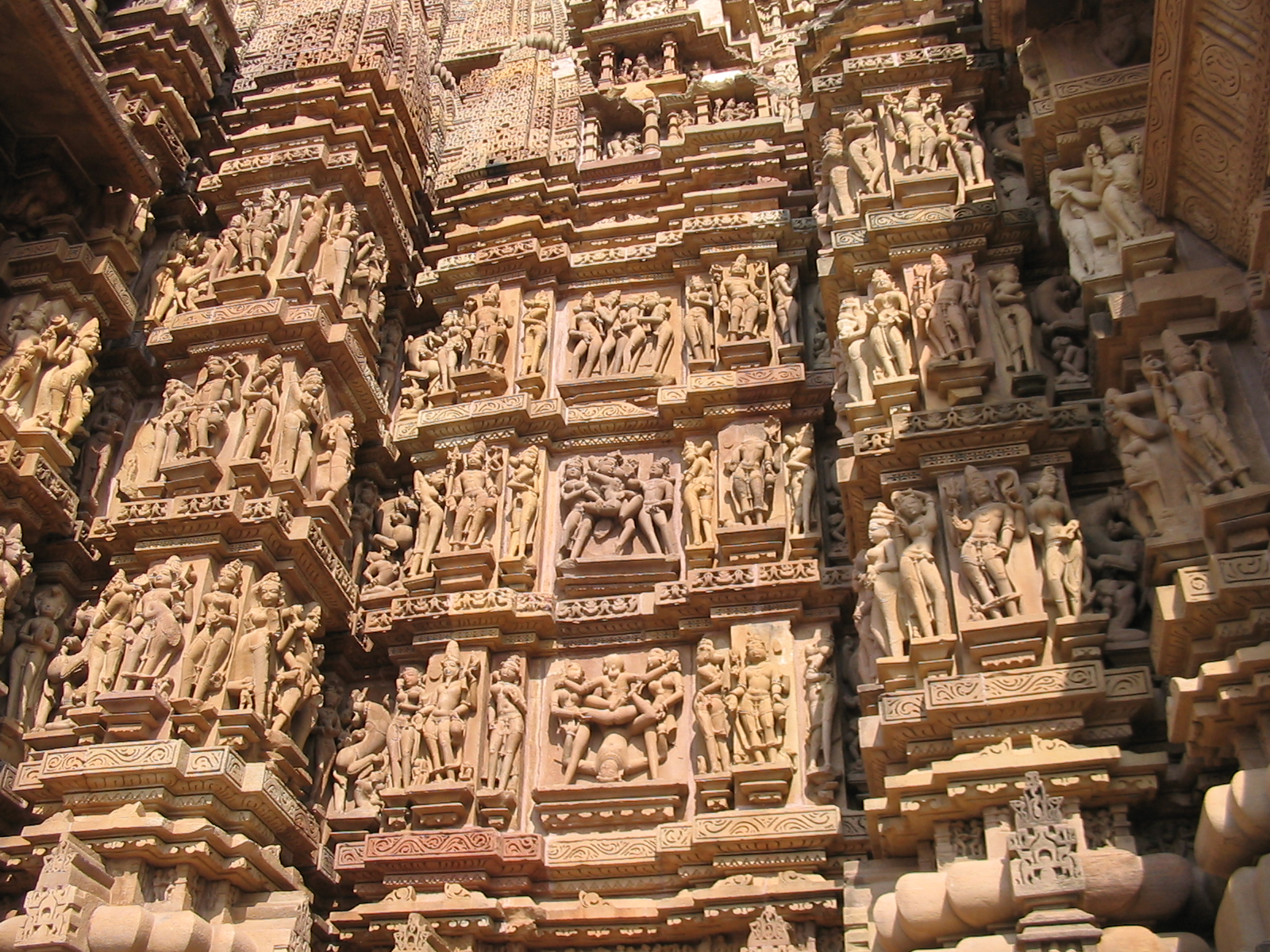
Khajuraho (Xe siècle). Temple de Lakshmana, faces externes des murs de liaison entre le déambulatoire et la salle du sanctuaire
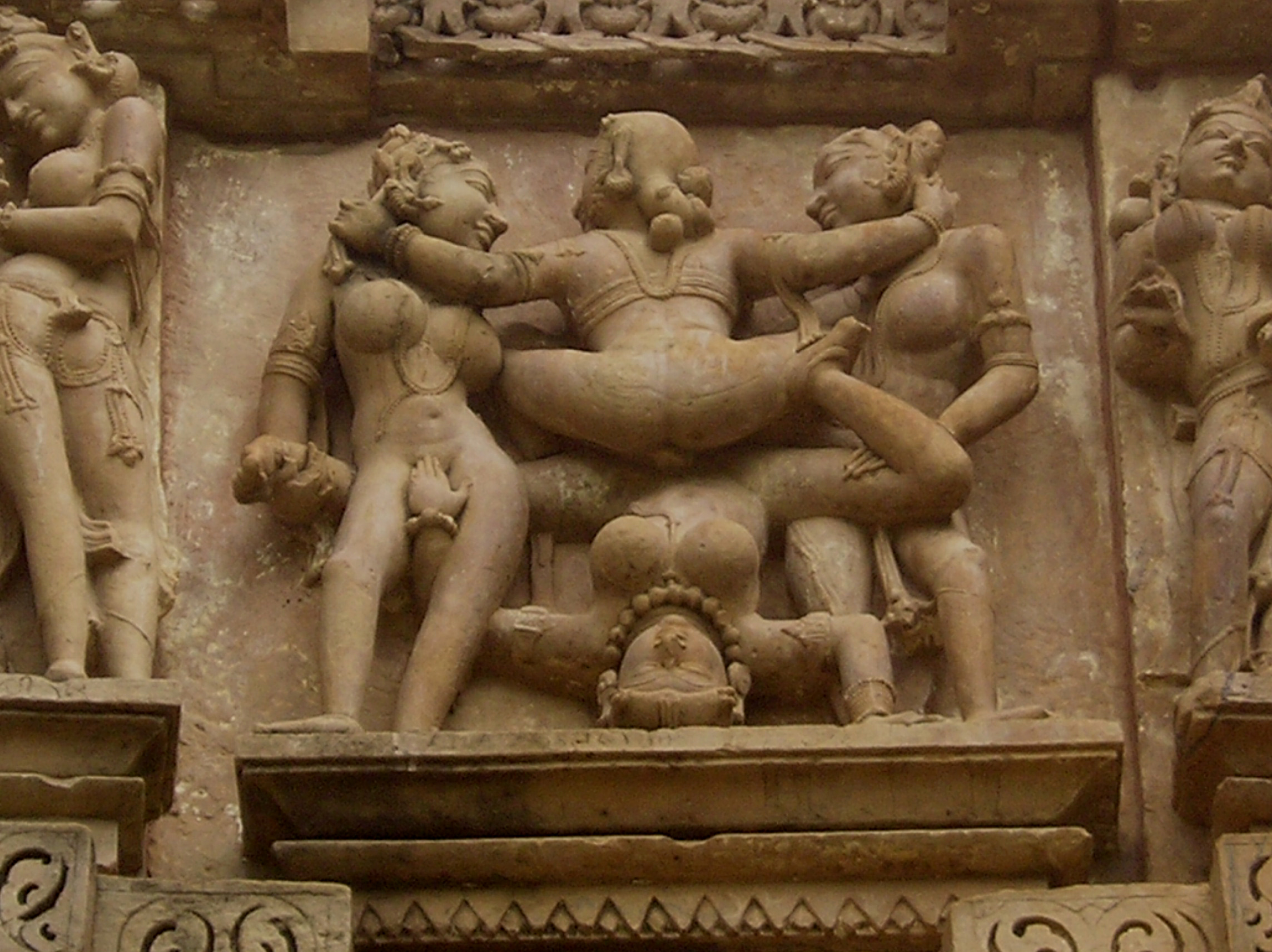
Détail du mur précédent : scène érotique

Sur l'immense espace du monde indien bien des formes très différentes de nu ont vu le jour depuis l'Antiquité jusqu'au XXIe siècle.
- La plus ancienne image humaine (ou divine) est cette petite statuette en cuivre de la Civilisation de la vallée de l'Indus représentant une jeune femme, ou même une jeune fille, dans une pose pleine d'assurance et dans un geste qui évoque un mouvement suspendu. Son corps nu et gracile est orné de nombreux bijoux, jusque dans sa coiffure élégante[57].
- Un ancien symbole indien repose sur un lien entre une chaste jeune femme et l'arbre sala ou l'arbre d'Asoka, à travers un rituel appelé dohada. Dans ce rituel la fertilisation des plantes est associée au fait qu'elles sont touchées par une jeune femme. À l'époque Maurya, le motif de la salabanjika se répand, en particulier dans le contexte des monuments bouddhiques. C'est alors une jeune femme aux formes généreuses, yakshini en tant que gardienne de la porte (torana), portant simplement une ceinture et des bijoux et enlaçant un arbre qui porte des fleurs et des fruits. C'est resté un motif constant jusqu'à aujourd'hui, dans la culture traditionnelle indienne. Un motif assez semblable a été retrouvé dans le trésor de Begrâm, en Afghanistan actuel, comme élément de décor en ivoire plaqué sur un trône, et difficilement daté des environs de notre ère (comme cette porte de Sanchi qui a été réalisée grâce à la générosité des dévots de la confrérie des ivoiriers.
- Les déesses indiennes, jaïnes ou hindouistes, comme Sarasvati, sont souvent représentées avec ces attributs : corps idéalement beau simplement vêtues d'un voile quasi transparent et portant une ceinture ornée, formes généreuses et de nombreux bijoux.
- Les Tîrthankara ou Tîrthakara sont les maîtres jaïns, la plupart du temps plus petites que nature, représentés généralement nus, debout ou assis sur un trône.
- Khajuraho (Xe siècle). Temple de Lakshmana. Sur les faces externes des murs de liaison entre le déambulatoire et la salle du sanctuaire, et encadrées par de nombreuses apsara, nymphes célestes aux gestes de coquettes, portent de nombreuses maithuna, scènes explicitement érotiques à caractère propitiatoire. Ceci semble être lié à l'appartenance des constructeurs à la secte tantrique des Kāpalika[58].

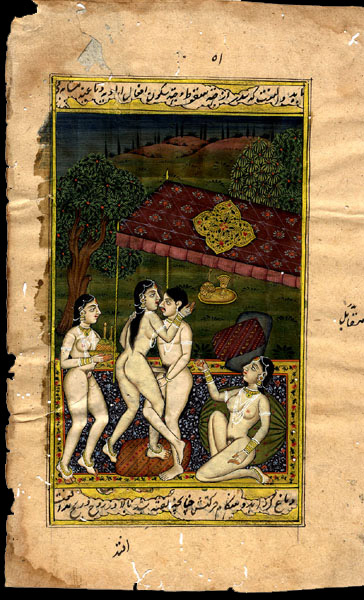
Illustration du Kâmasûtra, miniature indienne, non datée

## Nouveaux domaines d'exercice

### Art corporel
Si les représentations de nus sont entrées dans les standards de l'imagerie collective, de nouvelles voies n'ont cessé d'être explorées, notamment, l'art corporel (ou body art) qui a donné, à travers des performances, des représentations parfois crues du corps, devenu un thème majeur de réflexion.
À la suite des premières performances ou happenings du Black Mountain College aux États-Unis, la mise en scène du corps — le plus souvent, celui de l'artiste lui-même — est devenu un nouveau médium de représentation du corps. En France, c'est notamment avec Michel Journiac, dans les années 1970, que l'art corporel, où figurent très souvent des corps nus, émerge. Les automutilations de Gina Pane, quant à elles, ont souvent suscité des réactions négatives de la part du public.
Plus récemment, Ana Mendieta, explorant les rites yoruba de sa culture cubaine d'origine, entre nue dans un cratère, dans un mouvement d'appel à son corps embryonnaire. Les performances d'Yves Klein, où le corps de jeunes filles enduit de peinture bleue laisse son empreinte sur des toiles, sont également restées célèbres.

### Photographie
Dès les débuts de la photographie, des artistes l'ont utilisée pour étudier un modèle vivant, nu. Le musée d'Orsay possède des photographies de nu mises au carreau en vue de l'interprétation sur une toile. La réprobation des moralistes n'empêche pas le développement de la photographie de nu érotique représentant surtout des femmes dans la seconde moitié du XIXe siècle. À partir du début du XXe siècle des photographes exposent des œuvres de nu artistique.
La respectabilité de la photographie de nu est acquise à condition de respecter la distinction difficile à définir entre le nu, idéal, et le déshabillé, sensuel et condamnable. Une fois à peu près libérée de la censure dans la seconde moitié du XXe siècle, la photographie de nu se développe selon les mêmes thèmes et tendance que l'art figuratif en général. David Hamilton fait écho à Balthus ; Joel-Peter Witkin suit, avec des personnages bizarres, handicapés ou obèses, une tendance séculaire et contemporaine de l'art.

### Au cinéma

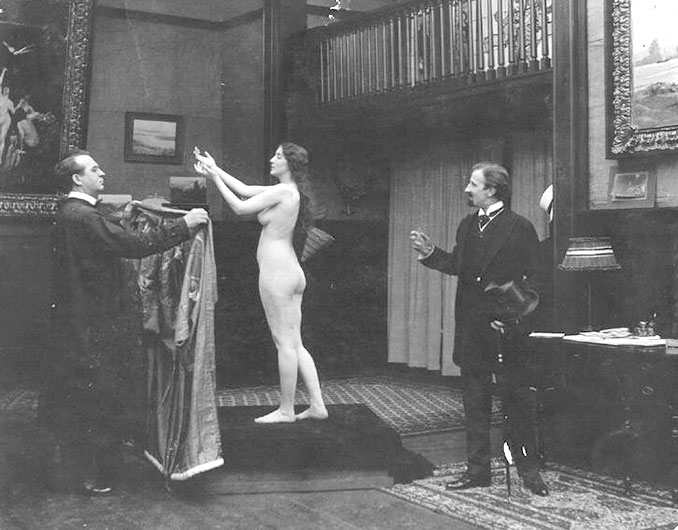
Audrey Munson dans Inspiration (1915).

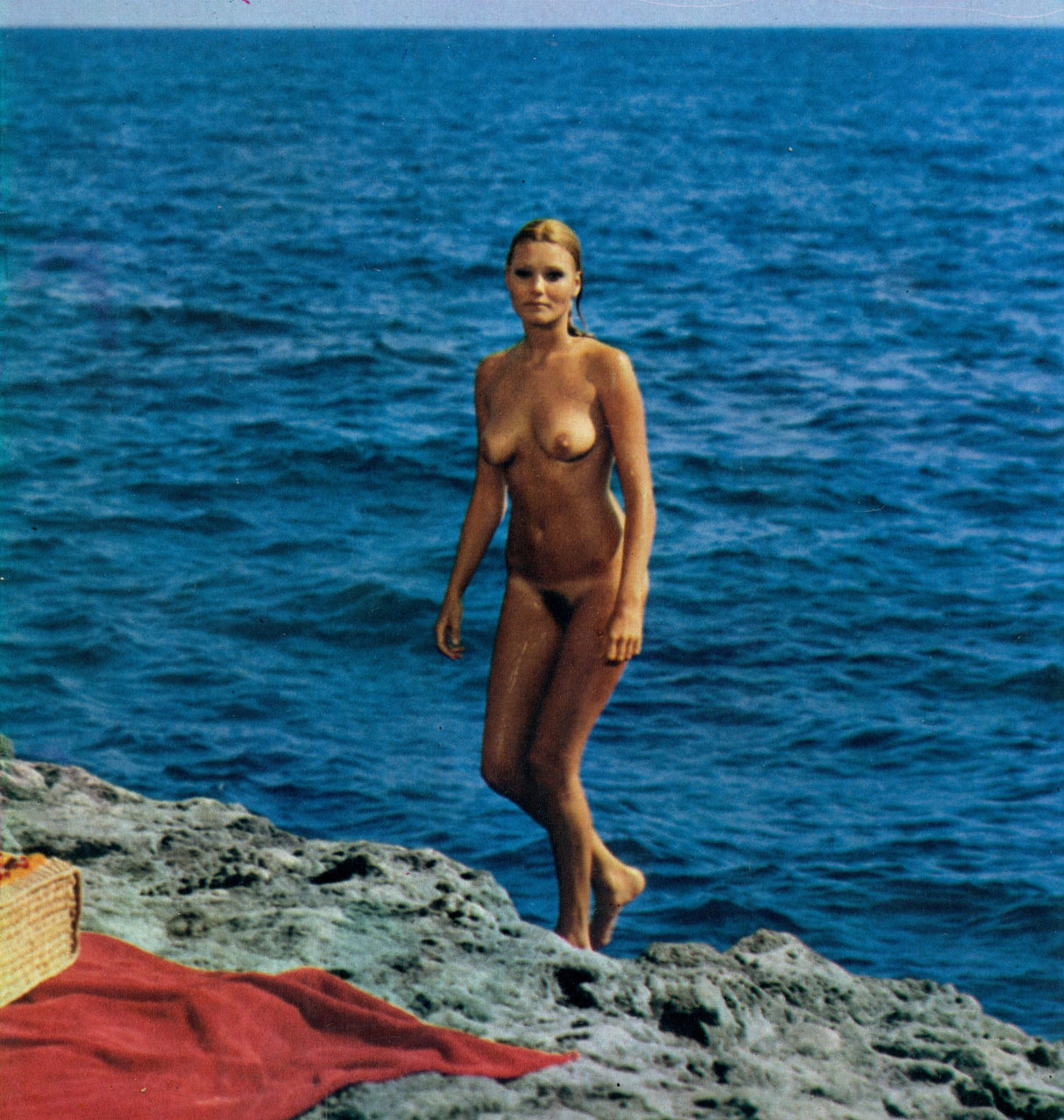
Une scène de nu artistique de Janet Ågren (1973).

Le nu au cinéma diffère selon les pays et les législations. Il semble plus développé dans le cinéma européen et asiatique que dans le cinéma américain. Quelques films ont cependant été réalisés aux États-Unis comme les films muets Inspiration (1915) de George Foster Platt ou Forbidden Daughters (1927) du photographe de nu Albert Arthur Allen. Les scènes nues se sont libéralisées au cinéma dans les années 1970 et 1980. Avant cette période, la nudité était interdite, puis elle a été tolérée mais non frontalement et était quasi exclusivement féminine (la nudité des James Bond girls en est un bon exemple). Avec la « libération des mœurs » des années 1970, on a vu apparaître une nudité frontale, d'abord féminine puis masculine. À la même époque, sont apparus dans les canaux de diffusion publique les films pornographiques et leur légalisation. Dans les années 1990, la nudité dans les films grand public s'est plutôt raréfiée.
Aux États-Unis, la législation est bien plus stricte quant à la classification des films contenant des scènes de nu. Au Japon, le critère d'acceptabilité est la présentation ou non de poils pubiens.

### Bande dessinée
Considérée dans ses débuts comme une publication destinée à la jeunesse, la bande dessinée était soumise en France, jusque dans les années 1970, à un contrôle strict en ce qui concerne la nudité et l'érotisme.
Cependant, à la couleur convenue d'un collant près, le dessin de Superman (depuis 1932) et de beaucoup d'autres super-héros de la bande dessinée populaire américaine, ont beaucoup de caractères communs, avec leur cape drapée, avec les nus héroïques de la tradition pictoriale classique.
Depuis, des artistes graphiques ont exprimé avec ce média leur intérêt pour la représentation de nudités. Comme pour les autres arts graphiques, la valeur érotique du nu est souvent à l'origine de ces représentations (Pichard, Guido Crepax, Milo Manara) qui suivent une voie tracée clandestinement depuis le XVIe siècle par d'autres artistes ; mais la situation des narrations dans l'Antiquité et la mythologie permet de varier l'expression (Enki Bilal).

## Nu et société

### Le paradoxe du nu

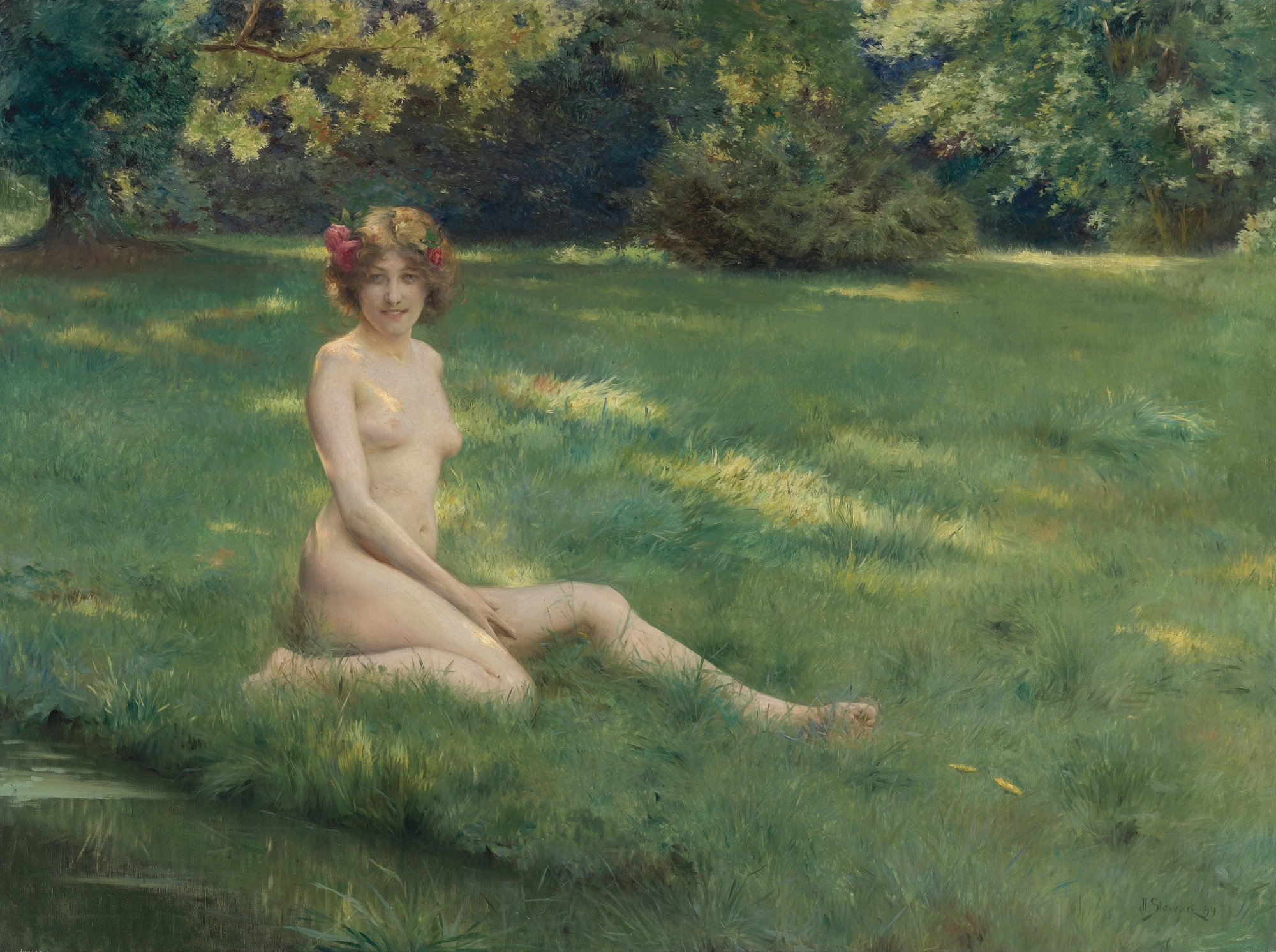
Un nu sur la pelouse, Julius LeBlanc Stewart.

Comme la nudité publique est socialement réprouvée et parfois légalement réprimée en Europe dans la plupart des circonstances de la vie quotidienne, la licence pour les artistes de représenter des corps nus a fait l'objet d'un très grand nombre de commentaires. Le plus souvent, les attaques contre le nu font appel à des notions supposées connues de tous comme la décence ou au contraire l'obscénité ou la débauche, tandis que la défense de cette « licence artistique » fournit des arguments plus complexes, variables selon l'époque et selon l'état des mœurs, articulés autour des notions de forme, de symbole, d'art, faisant écho aux diverses significations qui sont à ce moment communément associées à la nudité et à l'art. Depuis longtemps des moralistes et des esthètes ont ainsi pris parti, tandis que plus récemment le nu a suscité des recherches de juristes, de sociologues et de chercheurs en anthropologie sociale et religieuse, et en étude des relations de genre (entre masculin et féminin).

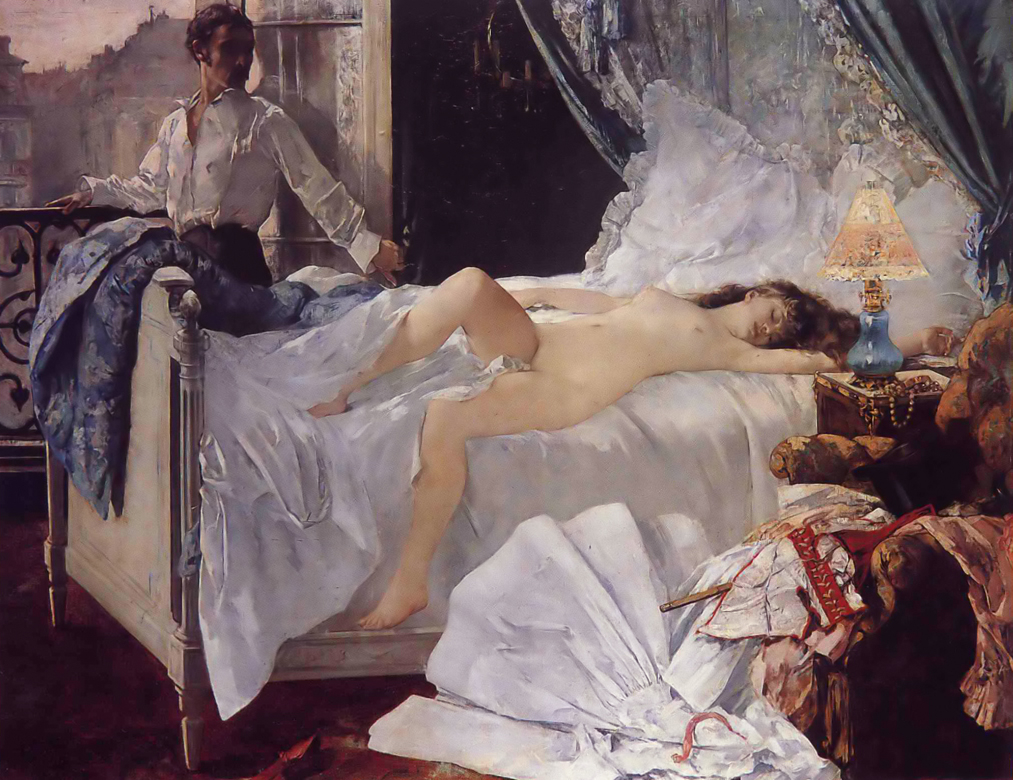
Rolla, Henri Gervex, 1878, musée des beaux-arts de Bordeaux.

### Nu et relations de genre
L'historienne de l'art britannique Lynda Nead souligne, après John Berger, la prépondérance des nus féminins dans les espaces muséaux occidentaux
et interroge les spécificités[pas clair] du regard masculin sur le nu féminin, et les codes de la représentation du corps féminin et de son idéalisation[Quoi ?].
S'appuyant sur les travaux de Mary Douglas et de Jacques Derrida, elle montre la place du nu féminin[Laquelle ?] parmi les « symboles de la domination masculine ».

### Nu et représentations polémiques
Au XXe siècle, Balthus est célèbre pour ses tableaux de jeunes filles nubiles, souvent peintes dans des poses ambiguës, jouant sur l'idée de l'innocence perdue à l'adolescence.

« Je vois les adolescentes comme un symbole. Je ne pourrai jamais peindre une femme. La beauté de l’adolescente est plus intéressante. L’adolescente incarne l’avenir, l’être avant qu’il ne se transforme en beauté parfaite. Une femme a déjà trouvé sa place dans le monde, une adolescente, non. Le corps d’une femme est déjà complet. Le mystère a disparu. »

Artiste figuratif à une époque où l'abstraction est reine, il provoqua des controverses par son exposition d'une scène sexuellement explicite dans La Leçon de guitare (1934). En 2000, une artiste néerlandaise, Kiki Lamers, s'est vue interdire d'exposer en France car ses photos incluaient notamment des enfants nus ; d'autres comme les photographes David Hamilton, Sally Mann, Jock Sturges, Jan Saudek[réf. nécessaire], Will McBride ou Robert Mapplethorpe avaient aussi connu ces attaques, la législation étant de plus en plus stricte en ce domaine, et la pression d'un certain nouvel ordre moral plus pesante,.

## Lectures du nu

### Hausenstein
Wilhelm Hausenstein est l'auteur de la première monographie, en allemand, consacrée explicitement à « l'homme nu dans l'art de tous les temps et tous les peuples », publiée pour la première fois en 1911, rééditée plusieurs fois, jusqu'en 1924, mais jamais traduite. Hausenstein cherche à établir une esthétique reliée à la question sociale, suivant les méthodes du matérialisme historique (marxisme). Le nu représente pour lui un motif « pour lequel il n'y a pas de contenu politique palpable », « qui tout au long du développement historique de l'art a eu du prestige et pour cette raison s'autorise à valoir comme un motif classique de toutes les cultures artistiques ». Il crée ainsi une catégorie qui, dépassant celles de l'histoire de l'art en Europe, peut soutenir l'ambition universelle de son investissement théorique. De fait, son inventaire de la nudité dans l'art est plus exhaustif et divers que celui d'auteurs postérieurs, incluant, par exemple, les nus enfantins (comme le Manneken-Pis de François Duquesnoy), les représentations sociales contemporaines (de Constantin Meunier) et des productions exotiques d'Inde, du Japon, d'Afrique et d'Amérique précolombienne.

### Kenneth Clark
L'historien d'art Kenneth Clark a publié en 1956 une importante monographie sur le nu, traduite et réimprimée constamment depuis. Sous-titré « étude sur la forme idéale », l'ouvrage applique au nu la théorie classique des beaux-arts, selon laquelle l'œuvre, plus que son sujet, représente une idée. Cette théorie, qui remonte à Aristote et Plotin, est examinée en détail par Erwin Panofsky. Cette idée inclut l'appel érotique potentiel de la figure nue, mais ne s'y limite pas. Clark examine, dans chacun de ses chapitres, différentes idées que les artistes ont ainsi présentées par le moyen de la figure humaine nue. Il s'attache aussi tout au long du texte, mais secondairement, à différencier l'art de la décoration, qui : « existe pour plaire à l'œil; ses images ne devraient pas engager la pensée sérieusement ou frapper profondément l'imagination, mais devraient être acceptées sans question, comme un ancien code de conduite ». Cette distinction lui permet d'exclure une partie de la production.

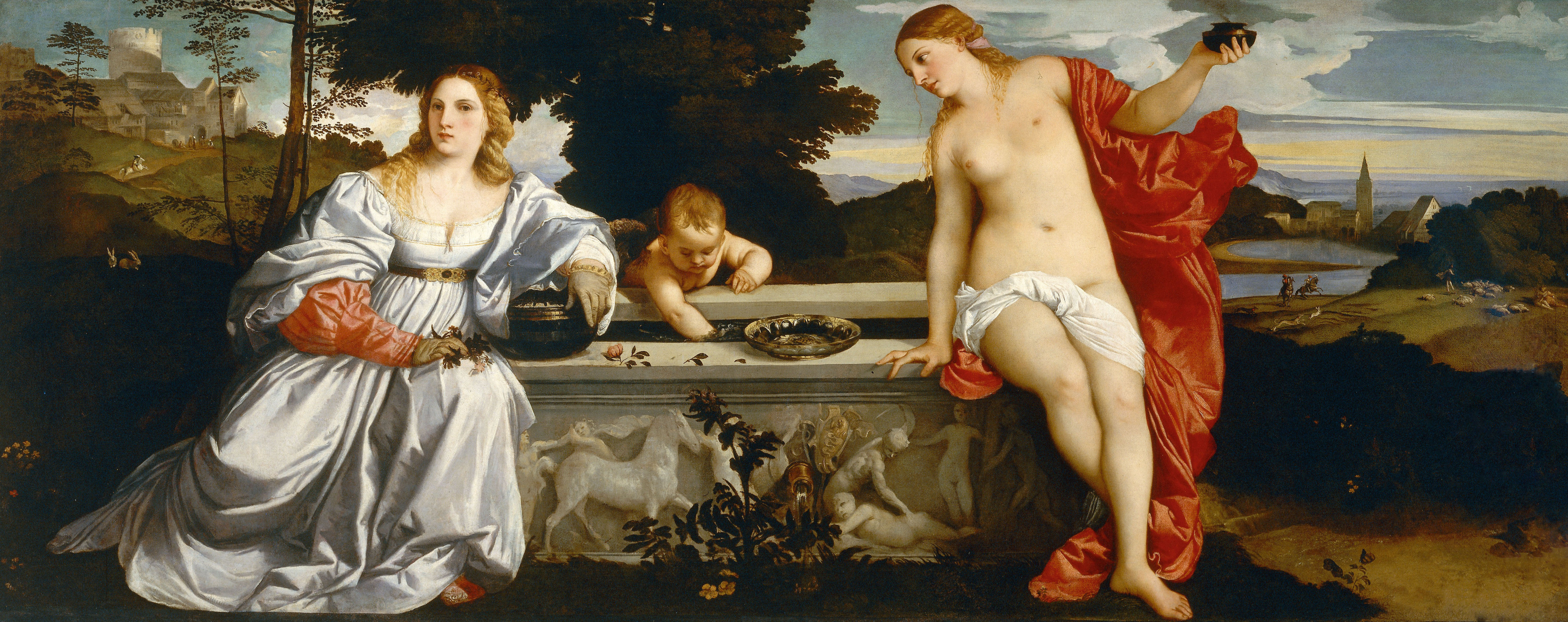
Amour sacré et amour profane, de Titien (1514).

« Apollon » examine la notion de la beauté masculine fondée sur le culte des proportions issu de la pensée de Pythagore, repris, pour une période assez brève, à la Renaissance. Clark conclut à la mort de ce mythe au début du XIXe siècle avec l'avènement du matérialisme, qui substitue au calme olympien le désordre dyonisien. Il fonde ses deux chapitres intitulés Vénus sur l'opposition, et l'équilibre entre la Vénus céleste et la Vénus naturelle. Le nu féminin apparaît en Grèce antique longtemps après le nu masculin, venant de l'Orient ; les Grecs mitigent l'appel sensuel par une attitude modeste et l'idéalisation. Après une éclipse de mille ans, le thème ressurgit à la Renaissance, principalement en France et en Italie, évoluant entre l'évocation d'une perfection inaccessible et la représentation plus réaliste d'un corps féminin.
Le chapitre « Énergie » envisage le nu masculin utilisé pour représenter la volonté, la force et l'action, des athlètes de l'Antiquité grecque aux rares réinterprétations modernes de Delacroix et Degas, concluant qu'au XXe siècle la force mécanique fournit des symboles plus populaires pour exprimer ces idées ; « Pathos » envisage les très nombreuses œuvres qui utilisent le nu pour exprimer la douleur, la défaite, l'humiliation : dans l'Antiquité, les groupes de Niobé, Marsyas, Laocoon ; dans la période chrétienne, les Crucifixions, et les Pietàs, l'expulsion d'Adam et Ève du Paradis, les Captifs de Michel-Ange, les nus de la peinture romantique de Géricault et Delacroix. « Extase » aborde les nus qui montrent le corps de la femme qui s'abandonne aux élans de la danse. Selon Clark, ce thème présent dès l'antiquité, lié à la célébration de la renaissance saisonnière de la végétation et aux croyances en la résurrection des corps, finit par dégénérer en simple décoration, à la fin du XIXe siècle.
Ces grandes classes d'idées ne suffisant pas à rendre compte des différences formelles entre les représentations du corps humain, Clark aborde ensuite l'« autre convention », celle qui ne dépend pas de la tradition antique, qui présente le nu féminin avec une forte emphase sur l'abdomen. Concluant sur « le nu comme une fin en soi » en remarquant que l'inventaire qu'il a fait jusqu'à ce point n'épuise pas encore la variété des nus, il conclut que ce genre s'est constitué, à partir de la Renaissance, comme un emblème du métier d'artiste, dès le moment où ceux-ci se sont organisés, en Italie avec l'Académie de Saint-Luc et en France avec l'Académie royale de peinture et de sculpture, comme une profession intellectuelle, se différenciant des artisans . Le nu est « dans une large mesure une création artificielle due au système d'apprentissage qui s'est établi au moment de la transition entre l'art médiéval et l'art moderne ». À partir de ce moment, les nus se réfèrent à d'autres nus antérieurs.

### François Jullien
La Chine a produit une culture artistique développée, mais ne s'est pas intéressée à la figure humaine nue, constate le philosophe François Jullien. Ce n'est pas qu'hommes ou femmes ne soient jamais représentés nus ; on en trouve dans les ouvrages érotiques ; mais le corps est figuré sans soin, « comme des sacs ». Ce ne sont pas des nus. « puisqu'on voit que, dans l'érotique chinoise, le corps peut être figuré nu sans constituer pour autant un nu, on peut en déduire qu'il faut qu'il y ait forme […] pour qu'il y ait nu. […] des corps humains peuvent être largement déshabillés sans qu'ils aient la présence d'un nu[…]. Et la réciproque aussi est vraie : on peut avoir affaire à un nu sans que le corps soit entièrement dévêtu (notamment que le sexe soit caché n'y change rien) ». Le nu est donc une forme artistique particulière à l'Europe, que l'auteur relie au discours philosophique classique, principalement à Plotin, Kant et Hegel. Il est pour Jullien un moyen de mettre en évidence « l' implicite de nos modes de pensée ».
Critiqué par d'autres philosophes et sinologues pour sa vision statique de la Chine comme toujours et définitivement différente de l'Europe, François Jullien a du moins le mérite d'arriver, par comparaison, à préciser ce que fait le nu, ce qui le rend si présent dans l'art européen depuis la Renaissance. Le nu est posé en objet, sans intériorité ni intentions propres, il est « saisi à distance, coupé de nous, rejeté du côté des choses, et n'existant que pour permettre de remonter, à travers lui, vers une idéalité (Jullien 2005, p. 90) », ce en quoi il s'oppose au portrait (Jullien 2005, p. 93). Enfin, il est statique : « tant qu'un corps est en mouvement — le cinéma le prouve — il ne peut se constituer en nu ; honteux ou provoquant, ce n'est là qu'un corps dénudé ».
Les quelques exemples de François Jullien étant pris, soit dans l'Antiquité grecque, soit au tournant du XVIe siècle, on peut estimer que ces propos ne concernent que le nu classique ; cependant, son approche philosophique se veut indépendante du temps.

### Autres auteurs
Depuis Giorgio Vasari, la plupart des propos sur le nu se trouvent chez des auteurs qui n'ont pas considéré le nu comme une catégorie pertinente pour délimiter leur sujet, bien qu'ils s'intéressent aux sujets pour lesquels il est pertinent, à sa symbolique et à son exécution.
Parmi les ouvrages sur la peinture et sur l'histoire de l'art publiés relativement récemment et contenant des commentaires sur le nu, on peut distinguer ceux qui, comme chez John Berger, s'éloignent du point de vue classique selon lequel l'œuvre d'art possède une signification propre. Pour eux, le spectateur détermine le sens : « Nous ne voyons que ce que nous regardons. Regarder est un choix ». Ce sens est donc influencé par ce que les spectateurs sont habitués à voir ; il n'est pas simplement le reflet d'une idée, comme l'affirment les classiques. Constatant comme Clark, qu'il critique, que les nus peints depuis le XVIIe siècle sont le plus souvent des nus féminins, il considère que la figure la plus importante, c'est le spectateur, implicitement masculin, à qui s'adresse l'œuvre. Les représentations montrent donc les femmes d'une façon différente des hommes.
Plusieurs auteurs récents ont préféré traiter de la représentation de la figure humaine, en considérant implicitement que la nudité n'est qu'une des variantes de cette représentation. C'est le cas de Nadeije Laneyrie-Dagen 2006, suivant une voie tracée dès la fin du XIXe siècle par Henrick Lange.

### Documents Internet
- Marianne a le sein nu parce que c'est une allégorie, Mathilde Larrère, slide show à propos de La Liberté guidant le peuple, d'Eugène Delacroix

#### Documents pédagogiques
- Louvre : Statuette de femme nue debout représentant peut être la grande déesse babylonnienne. Série Question d'enfants, classe de CM2. Durée : 3 minutes
- Exposition, Louvre : Ingres 1780-1867 avec pistes pédagogiques